# 乔·拜登
小约瑟夫·罗比内特·拜登（英語：Joseph Robinette Biden Jr.，i/ˈbaɪdən/ BY-dən；1942年11月20日—），通称乔·拜登，美国民主党籍資深政治家，出生于宾夕法尼亚州，毕业于特拉华大学及雪城大学，修有文学学士及法学博士学位。曾先后担任县议员、特拉华州联邦参议員（1973－2009）、第47任美国副总统（2009－2017）及第46任美国总统（2021－2025）。
拜登在宾夕法尼亚州斯克兰顿和特拉华州紐卡斯爾縣长大，1968年在雪城大學获得法律学位之前曾在特拉华大学学习。1970年，他被选为紐卡斯爾縣议员，1972年，29岁的他当选特拉华州参议员，成为美国历史上第六年轻的参议员。往後拜登亦再連任六次聯邦參議員，是美国参议院外交委员会的长期成员，他在1987年至1995年担任参议院司法委员会主席，任內成功推動《1984年综合犯罪控制法案》和《针对妇女的暴力行为法》；并监督了六次美国最高法院确认听证会，包括罗伯特·博克和克拉倫斯·托馬斯的具争议性听证会。拜登在1991年反对海湾战争，但支持将北约联盟扩大到东欧，並支持美国介入1990年代南斯拉夫战争；他支持2002年授权发动伊拉克战争的决议，但反对美国在2007年增兵。
在2008年总统选举，拜登成為巴拉克·奧巴馬的搭擋并於获胜后出任副总统，二人在2012年总统选举勝選後取得连任。副总统任內，拜登在2009年监督基础设施支出，以应对金融危机所导致的大衰退。他与国会共和黨議員的谈判帮助通过了包括《2010年税收减免、失业保险重新授权和创造就业法案》在内的立法，该法案解决了税收僵局；《2011年预算控制法案》，解决了债务上限危机；《2012年美国纳税人减免法案》，解决了迫在眉睫的“財政懸崖”。他主力帶領的《新削减战略武器条约》獲得通过，支持对利比亚的军事干预，并在2011年美军撤出伊拉克前，帮助美国制定对伊政策。桑迪胡克小学枪击案发生后，他领导了枪支暴力专案组。2017年1月，拜登获奥巴马颁授总统自由勋章，隨後卸任副總統。
2019年4月，拜登宣布参加隔年的总统大选，并成功获得党内总统候选人提名。2020年11月，拜登与賀錦麗搭档在大选中击败时任总统唐納·川普和副总统迈克·彭斯，于2021年1月20日正式就任，成为就任时年龄最大的总统。拜登早期的施政主要围绕着扭转特朗普政府的內外政策，例如重返《巴黎協定》等國際組織，推動《2021年美國救援方案法》、《基礎設施投資和就業法案》、《2022年降低通胀法》等经济刺激政策，促進了美國在新冠病毒引发的经济衰退中复苏；他任命凱坦吉·布朗·傑克遜成為最高法院大法官；但在美军全部撤出阿富汗的混亂、供應鏈危機、驟升的通貨膨脹等問題重挫了拜登的民望，儘管簽署了投入振興經濟的重大法案也未能挽回頹勢。外交上，拜登在2022年俄羅斯入侵烏克蘭中堅決支持烏克蘭，而在以色列—哈馬斯戰爭中保持了有限度支持以色列，對中國則採取了「小院高牆」的戰略；在他任內於亞太地區成立了AUKUS和IPEF，並成功拉攏了芬蘭與瑞典加入北大西洋公約組織。2024年7月21日，拜登在其年齡和健康問題受質疑以及眾多民主黨政要的勸退下，宣布放棄競選連任，成為美國自二戰以來，繼林登·约翰逊之後第二位放棄競選連任的總統。

## 青少年时期

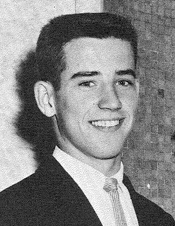
1960年代在阿馳米爾學院时的拜登

1942年11月20日，拜登生于宾夕法尼亚州斯克兰顿的聖瑪麗凱勒紀念醫院。:5他的父亲是老约瑟夫·R·拜登，母亲名为凯瑟琳·欧根尼娅·“简”·福纳根。他是四个兄弟姐妹之中的老大，其家族是愛爾蘭裔的天主教徒。乔有两个弟弟——詹姆斯·布莱恩·拜登，和弗朗西斯·W·拜登。並有一位妹妹瓦莱丽·拜登。他的母亲简是爱尔兰后裔，:8而老约瑟夫则有英国、法国和爱尔兰血统。:8
拜登的父亲最初很富有，但在拜登出生前后由于挫折而处境拮据，有几年，拜登一家人不得不和外祖父母一起生活，在20世纪50年代，斯克兰顿陷入经济衰退，拜登的父亲找不到稳定的工作。拜登10岁時（1953年），全家搬到了特拉华州克莱蒙特，后来又搬到特拉华州威尔明顿的房子里。老拜登后来成了一名成功的二手车销售员，以此维持着一家人中产阶级的生活方式。
少年时期的拜登热衷体育运动。他就讀克莱蒙特的阿馳米爾學院期間，曾是高中橄榄球队的中卫和外接手。除了橄榄球，他还打过棒球。虽然成绩并不名列前茅，但他在初三和高三的时候担任了班长。:40–41:991961年，拜登从高中毕业。:40–41
在特拉华大学就读期间，拜登也曾短暂地加入过新生橄欖球队。1965年，拜登于该校毕业，获得文学士学位，主修历史和政治学，辅修英语:98，他的平均成绩不是很高，为C等，在全班688人中排名第506位。他在1968年開始在雪城大学法学院修习法律博士学位，不過他表示法學院非常無聊。期間他競選班長，結果以一票之差輸給了威廉·J·布罗德斯基。拜登在攻讀博士時曾提交了一份15頁的課程作業，結果拜登的作業被發現是抄襲自福特汉姆法律评论上的一篇文章，於是拜登的該門課程被判定不及格。1968年，拜登获得法学博士学位，畢業時他的成績在全班所有的85人中排名第76名。1969年拜登获许进入特拉华律师会。
拜登原本有一定程度的口吃，但自20多岁起就有所改善。拜登说自己曾通过在镜子前朗诵诗歌来减少口吃，:99但有人认为口吃影响了他在2020年民主党总统辩论中的表现。

## 初次婚姻、法学院和早期职业生涯（1966－1972）

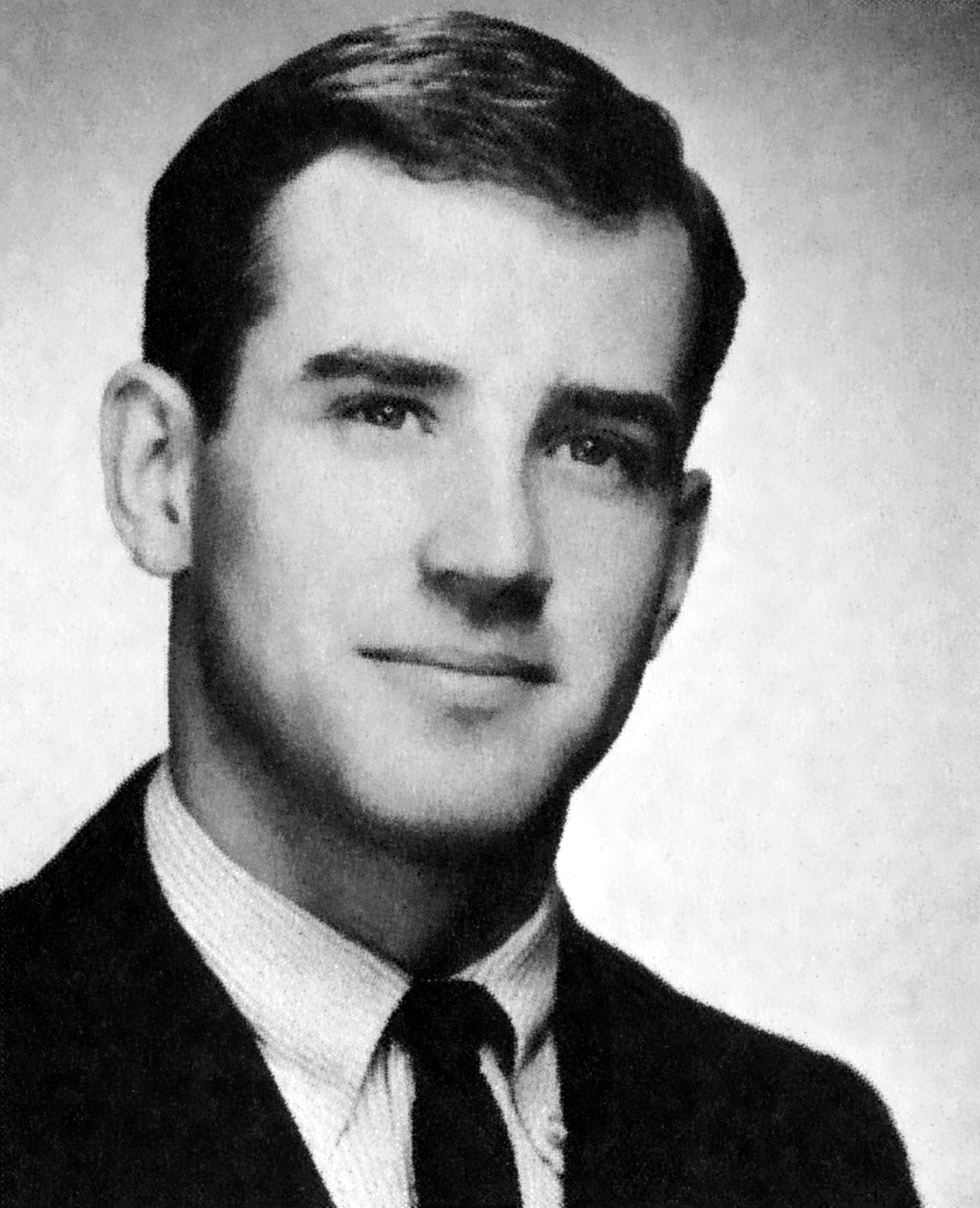
1965年拜登在特拉华大学年册上的照片

1966年8月27日，還在就讀法学院的拜登与雪城大学的学生内莉亚·亨特结婚。他为此克服了女方父母不愿意女方与罗马天主教徒成婚的困难，婚礼在纽约州斯凯尼特尔斯的一座天主教堂举行。拜登与内莉亚有三个孩子：长子博·拜登、次子亨特·拜登和女儿艾米·拜登。
1968年，拜登顺利获得雪城大學法学院法學博士，在同级85位学生中排名第76位，次年拜登取得了特拉华州律师资格，获许进入特拉华律师会。在校期间，他因是大学学生征兵延期，毕业后因哮喘被列为不能服兵役的对象。
1968年，拜登在威明顿的共和党人威廉·普利克特（William Prickett）领导的威明顿律师事务所担任书记员，他后来回忆说，“当时感觉自己是共和党人。”他不喜欢当时民主党特拉华州州长查尔斯·特里（Charles L. Terry）的保守派种族政治，而支持持自由主义的共和党人拉塞尔·彼得森（Russell W. Peterson），后者在1968年击败了特里。拜登被当地共和党人招募，但拜登不喜欢当时的共和党总统候选人理查德·尼克松，所以他注册为了独立选民。
1969年，拜登于特拉华州威尔明顿进入法律界。拜登先是以公設辯護人的身份工作，然后在当地一家由一名活跃的民主党人所领导的律所执业。这位民主党人任命他为民主论坛的成员，该论坛是一个试图改革和振兴特拉华州民主党的团体。:86拜登随后重新注册为民主党人，他和另一位律师还组建了一家律师事务所。然而，成为公司法律师对拜登来说没有吸引力，而刑法律师的报酬也不高。拜登于是通过管理房产来补充收入。
1969年晚期，拜登在特拉华州紐卡斯爾縣成功当选为县议会议员，该县一向是偏向共和党的区域。拜登的竞选纲领偏向于自由主义，例如支持郊区的公共住房。:59拜登从1970年至1972年在议会工作，同时他还坚持从事法律工作。在此期间，拜登反对了一项大型高速公路建设项目，因为其有可能影响威尔明顿的街区。:62

### 1972年特拉华州参议员选举
1972年，美国聯邦参议院举行选举。时任共和党参议院议员博格斯正考虑退休，导致众议员皮特·杜邦和威尔明顿市长哈里·哈斯科尔关系不和，两人发生了直接的争斗。为了缓和两人的对立，美国总统理查德·尼克松应邀参加一个会议，说服博格斯在全共和党的支持下再次参选，博格斯才被说服。而拜登是唯一一位愿意挑战时任共和党参议院议员博格斯的民主党人。他的竞选活动几乎没有资金，获胜希望也看起来非常渺茫。拜登的家庭成员负责管理和组织竞选活动，活动方式则主要依靠面对面地会见选民和在现场发传单。幸运的是特拉华州面积较小，拜登的这种做法才行得通。他还获得了美国劳工会和民主党民調者帕特里克·卡德尔（Patrick Caddell）的帮助。拜登的竞选政纲主要集中在从越南撤军、民权、公共交通、更公平的税收、医疗保健和公众对“政治常态”的不满方面。选举前几个月，拜登在民调中落后博格斯近30个百分点。但是，鹬蚌相争，渔翁得利，年轻的拜登乘势而上，因他的活力，年轻又有吸引力的特质，最终意外地以以50.5%的选票获得了这个参议员席位。

### 人生磨难
1972年12月18日，在其成功当选参议员后不久，妻子内莉亚驾车出门采购圣诞节物品，在从十字路口驶出时，内莉亚的旅行車被一辆带有拖车的卡车撞上，事故相当严重，她和当时刚满1岁的女儿艾米两人当场丧生，两个年幼的儿子博和亨特也在场并受了重伤，但保住了性命。博遭腿部骨折，并有其他伤口。亨特头骨轻微骨折，还受到了其他头部伤。:93, 98眼见幸福美满的家庭被顷刻粉碎，拜登心痛欲裂、六神无主，并想放弃参议员的职位，但最终在参议院多数党领袖迈克·曼斯菲尔德等同事好友的劝说下，他才打消了放弃职位的念頭。多年后，拜登称他听说卡车司机在撞车前喝了酒。但司机的家人否认了这一说法，而警方也从未证实这一说法。拜登及後為此向卡车司机的家人道歉。

## 参议员时期（1973－2009）

### 第二次婚姻

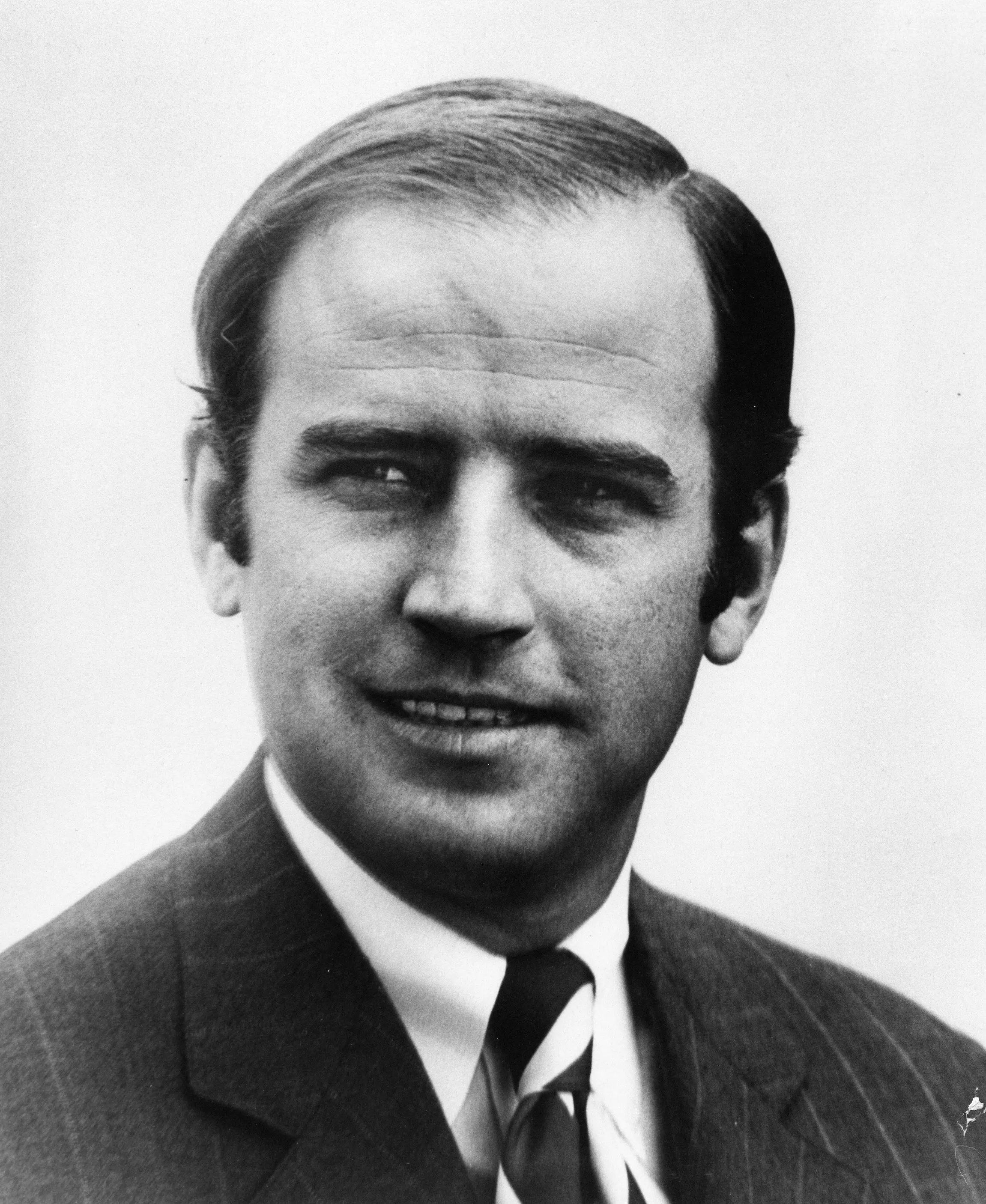
1973年，时任参议员的拜登官方照

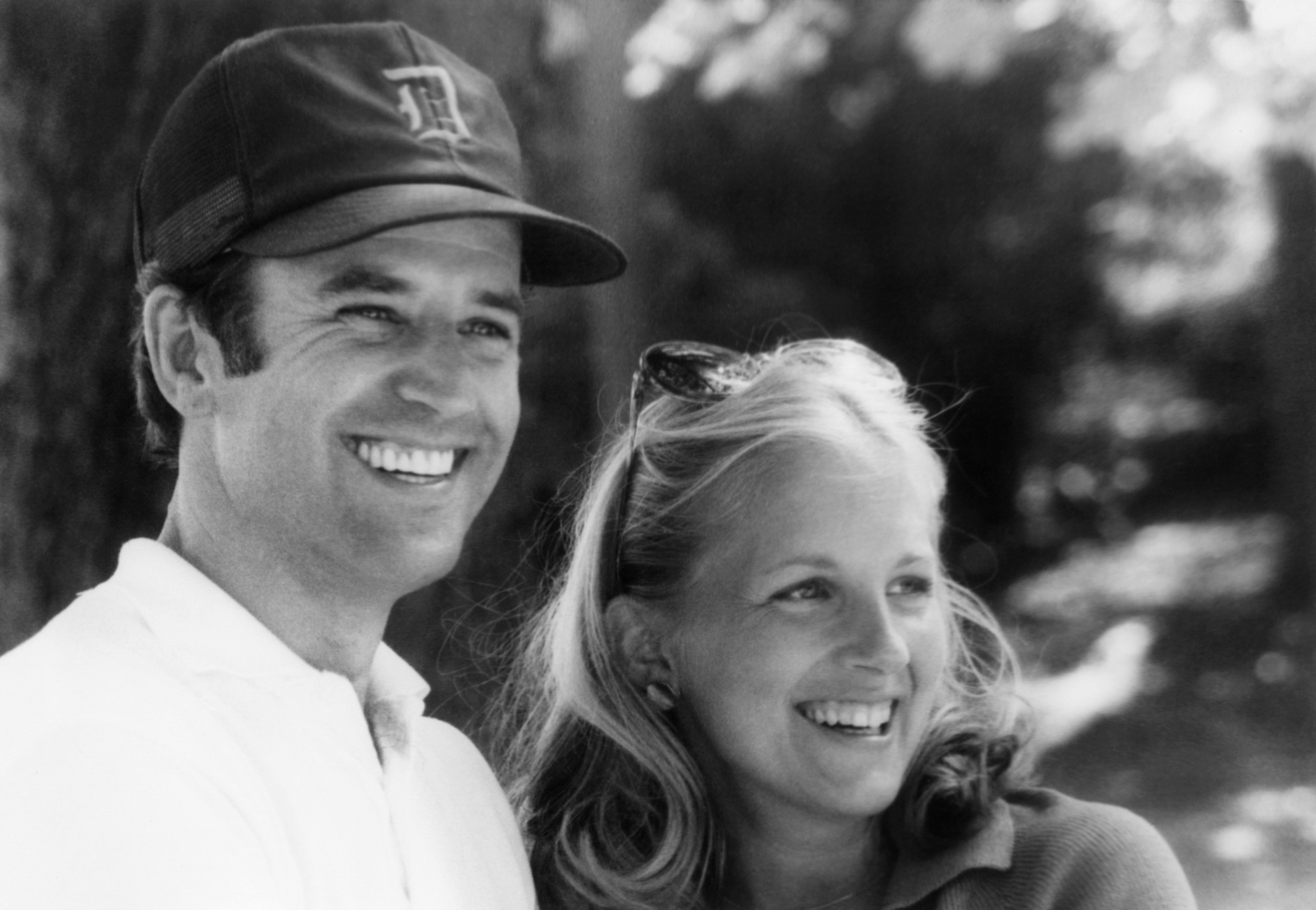
拜登和他的第二任妻子吉尔·拜登，两人于1975年相识，1977年结婚

1973年1月5日，拜登在威尔明顿医疗中心特拉华分院儿子的病床旁宣誓就职，见证者為参议院秘书长弗朗西斯·瓦莱奥（Francis R. Valeo）。:93, 98在场的人包括儿子博·拜登（他的腿还在车祸所致的牵引架中）等家庭成员。:93, 98當時以拜登31岁之齡，成为了美国历史上第六年轻的参议员。
为了能每天见到他的儿子们，拜登每天都需要从位于威尔明顿的寓所搭乘一个半小时的美鐵火车到华盛顿特区，这个习惯贯穿了他的参议院生涯，一连保持了36年。而突如其来的劫难也让拜登一度十分怀疑宗教，他后来写道，他“觉得上帝对他玩了一个可怕的把戏”，並使之有时难以集中在工作上。
拜登对第二任妻子吉尔·特蕾西·雅各布斯让他重拾了对政治和生活的兴趣。两人在1975年通过朋友介绍相识，後於1977年6月17日在纽约的联合国小教堂举行了婚礼两人都是天主教徒，在特拉华州格林維爾布兰迪河畔的圣约瑟夫教堂参加弥撒。他们的女儿阿什莉·拜登生于1981年，成为了一位社会工作者。亨特·拜登成为了在华盛顿的律师和游说家。拜登的长子博·拜登是一名相貌堂堂的青年才俊，长大后步父亲后尘进入法律界及政界，成为了特拉华州的总检察长，并曾参军赴伊拉克驻扎，在成為少校後退役。然而天妒英才，博·拜登由于罹患脑癌不治，于2015年5月30日病逝，年仅46岁。这使得經歷本就坎坷的拜登老年丧子，悲痛不已。
从1991年至2008年，拜登在威德恩大学法学院与其他教授一起执教了一门宪法学研討會，该研讨会在学生中非常火爆，供不应求，课的空位时常有个等候名单。拜登有时候还会从海外专门飞回特拉华州教课。

### 参议员生涯早期

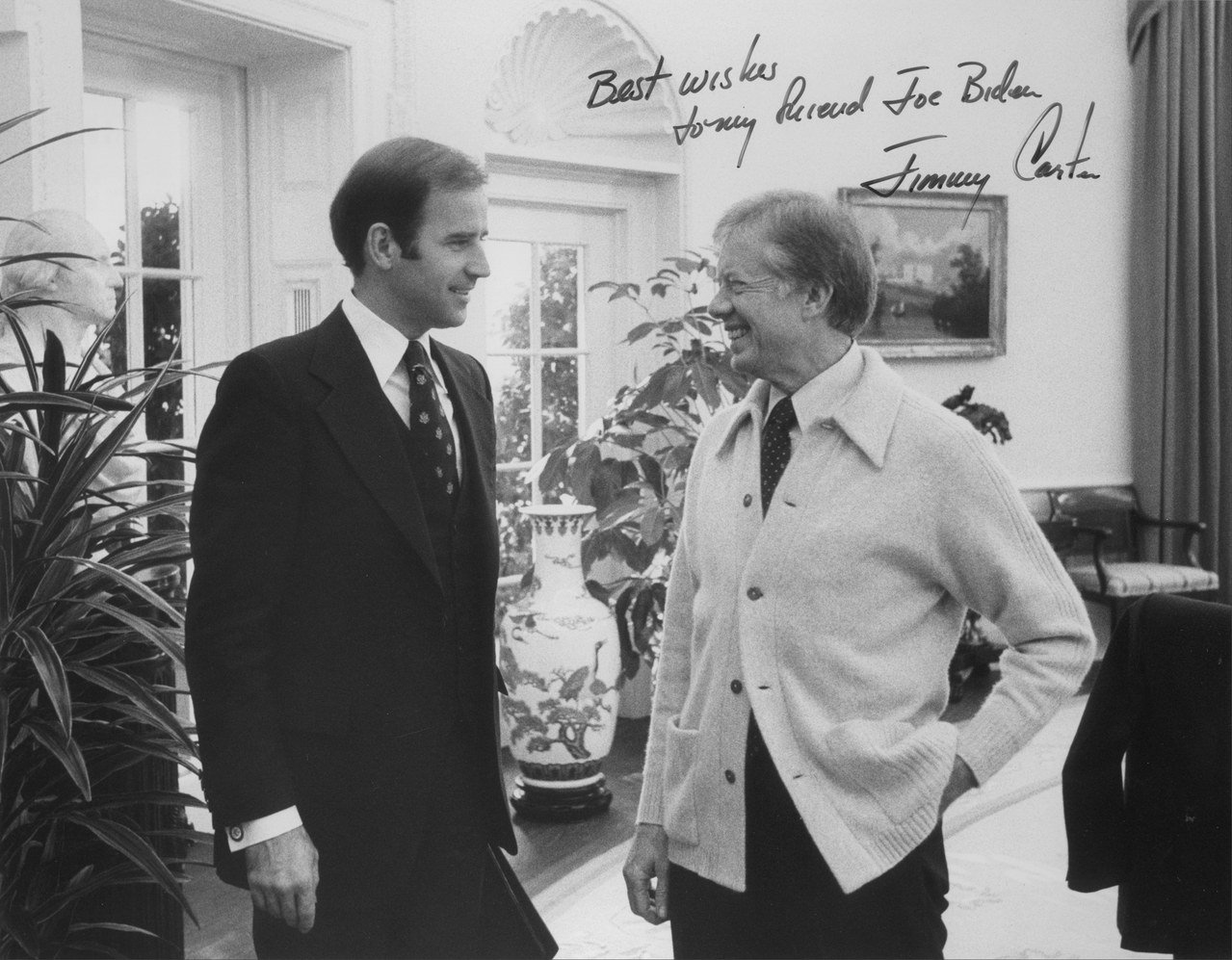
拜登与吉米·卡特总统

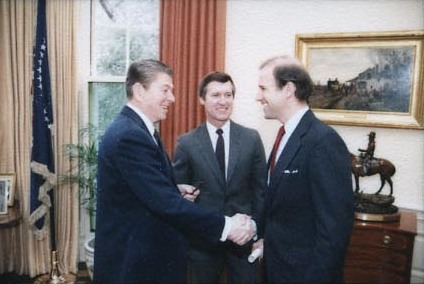
拜登与里根总统握手，摄于1984年

拜登從事参议员不久，便专注于消费者保护和环境问题，他还呼吁加强政府問責制。在1974年的一次采访中，他称自己在公民权利和自由、老年人关注的问题和医疗保健方面是自由派，但在其他问题上，包括堕胎和征兵问题上则偏向保守派。
拜登在任期前十年关注于軍控问题。在国会未能批准苏联总书记列昂尼德·伊里奇·勃列日涅夫和吉米·卡特总统于1979年签署的《美苏限制进攻性战略武器条约（SALT II）》后，拜登会见了苏联外交部长安德烈·葛罗米柯，传达了美国的关切，并争取到了针对美国参议院外交关系委员会所提之反对意见的调整。在里根政府想故意对1972年所签的《美苏关于限制进攻性战略武器的某些措施的临时协定》以宽泛的方式解释，以允许制定《星球大战计划》时，拜登则主张严格遵守该条约。拜登还在参议院听证会上斥责国务卿乔治·舒尔茨，指责里根政府不顾南非的种族隔离政策继续支持南非，受到了广泛关注。
1981年，拜登成为了参议院司法委员会的成员。1984年，他曾代表民主党负责并成功通过了《1984年综合犯罪控制法案》。随着时间的推移，该法对犯罪行为的严苛刑罚引起了争议。2019年，拜登承认自己推动该法案，是「犯下了大錯」。拜登的支持者称赞他修改了该法案中最糟糕的条款，这是他在该时期立法方面取得的最重大的成就。该法案包括了《联邦攻击性武器禁令》和《针对妇女的暴力行为法》。
1993年，拜登对一项认为同性戀与军旅生活不相容的条款投了赞成票，从而禁止了同性恋者服役。1996年，他投票赞成《捍卫婚姻法案》，该法案禁止联邦政府承认同性婚姻，从而禁止这类婚姻中的个人获得联邦法律的平等保护，并允许各州也这样做。2015年，该法案在奥贝格费尔诉霍奇斯案中被裁定违宪。

### 反对种族融合校车
拜登在1970年代中期是参议院种族融合校车政策的主要反对者之一。主要原因是他的特拉华州选民强烈反对，这种全国范围内的反对意见导致民主党放弃了多数针对学校的种族融合政策。在第一次参议院竞选中，拜登曾表示支持用校车来补救法律上的隔离政策，如美國南方所作所为，但反对用校车来补救因不同种族在某个地区居住而导致的实际上的隔离。在特拉华州，拜登则反对了一条拟议将会完全禁止校车的宪法修正案。
1974年5月，拜登投票决定搁置一项包含反滥用和反隔离条款的提案，但后来又投票支持一个修改后的版本，其中包含一个限定条件，即该提案无意削弱司法部门执行憲法第五修正案和第十四修正案的权力。1975年，他支持一项将阻止卫生、教育和福利部削减联邦资金给拒绝融合的地区的提案。拜登称：“种族融合校车的想法（违反）基本的常识”，而他的反对让自由主义者更容易效仿类似立场。同时拜登支持关于住房、就業機會和投票權的倡议。拜登支持了一项法案，规定只允许使用联邦资金将学生送到离住地最近的学校。1977年，拜登与他人共同提出了一项修正案，以弥补该措施的漏洞，卡特总统于1978年将其签署为法律。

### 1988年参选总统

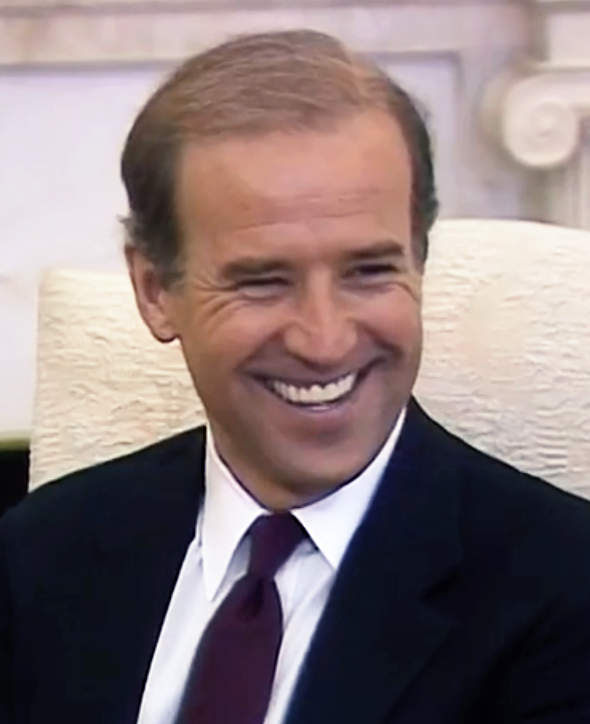
1987年的拜登

1987年6月9日，拜登正式宣布参加1988年民主党党内总统选举。他被认为是一个强有力的候选人，因为他的形象温和、演讲能力不俗，以参议院司法委员会主席的身份在即将举行的罗伯特·博克最高法院提名听证会頻繁曝光、对嬰兒潮一代富有吸引力。如果拜登当选，他将成为仅次于约翰·肯尼迪之后第二年轻的总统。:83他在1987年第一季度筹集的资金比任何其他候选人都多。:83
到了8月，拜登的竞选信息因工作人员的竞争而变得混乱。:108–1099月，他被指责抄袭了英国工党领袖尼尔·基诺克的演讲，拜登在讲自己是家里首个上大学的人时有与基诺克所言相似的句子。拜登曾将类似表述归功于基诺克，但他在8月下旬的两个场合却没有这样做。:230–232当年早些时候，拜登还使用了罗伯特·肯尼迪1967年演讲中的段落（他的助手承担了责任）和约翰·肯尼迪的就职演说。两年前，他还使用过休伯特·汉弗莱1976年的一段话。拜登回应说，政治家们经常相互借鉴，他的一个竞争对手杰西·杰克逊曾打电话给他，称他（杰克逊）也使用了汉弗莱的材料。
几天后，拜登在法学院时的事被媒体曝光，他当时引用了《福特汉姆法律评论》的一篇文章，但却没有提供足够的注释。拜登在事后被要求重修课程，并以高分通过。应拜登的要求，特拉华州最高法院专业人员责任委员会对该事件进行了审查，并得出结论称拜登没有违反任何规则。
拜登曾经对自己的早年生活做了一些虚假或夸大其词的说法，例如他在大学里获得了三个学位，曾靠全额獎學金上的法学院，毕业成绩在班上名列前茅，以及他曾参加过民權運動。竞选相关的其他媒体报道十分有限，导致拜登早年的这些问题被放大。1987年9月23日，拜登退出了选举，他说他的候选人资格已经被他过去的「不實阴影」所占据。

### 脑部肿瘤
1988年2月，拜登再次面临人生考验。在数次发作越来越严重的颈部疼痛之后，拜登被救护车送往沃尔特·里德国家军事医疗中心进行手术，他接受手术切除他的两个脑動脈瘤，因为其中有一个已经开始漏出，境况凶险。在休养期间，他还患上了肺栓塞，这是一种严重的併發症。在5月第二次动脉瘤手术后，术后护理与康复使得拜登有七个月未能到参议院工作。

### 参议院司法委员会

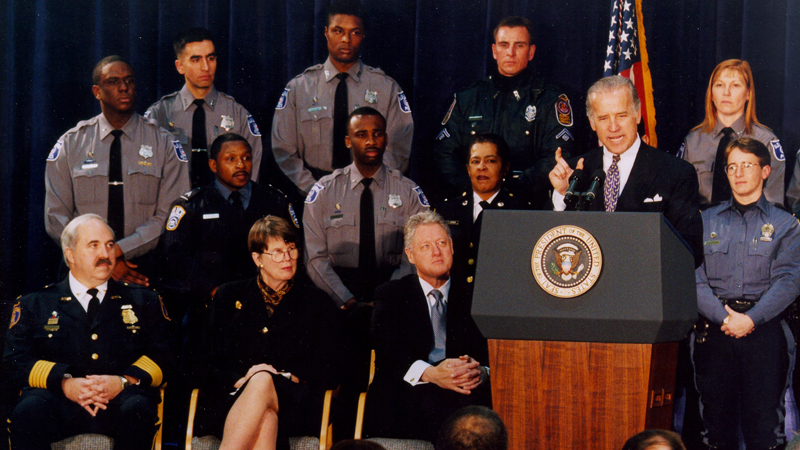
拜登在1994年与比尔·克林顿总统签署1994年犯罪法案时讲话

拜登长期在美国参议院司法委员会任职，他在1987年至1995年担任该委员会主席，从1981年至1987年和1995年至1997年为少数党最资深成员。
拜登以主席的身份主持了两次极具争议性的美国最高法院大法官提名听证会。在1988年罗伯特·博克（Robert Bork）被提名时，拜登推翻了他在前一年接受采访时的立場，反對提名博克。他因此激怒了保守派，但在听证会结束时，拜登因其在听证会期间所展示的公正、幽默和勇气而受到赞扬。拜登拒绝了一些反对博克的人所持的论点，他将自己对博克的反对意见定位于博克强烈的原教旨主義与美国宪法规定的自由和隐私权超出宪法文本中明确列举的权利这一观点之间的冲突。博克的提名在司法委员会中以9比5的票数被否决，然后在参议院全体会议上以58比42的票数被否决。
在1991年克拉倫斯·托馬斯的提名听证会上，拜登就宪法问题提出的问题常常是错综复杂，以至于托马斯有时会跟不上，托马斯后来写道，拜登的问题就像“故意砸向选手的棒球”一样。在委员会听证会结束后，公众得知俄克拉何馬大學法学院教授安妮塔·希尔（Aenita Hill）指控托马斯在他们共事时性骚扰她。拜登已经知道了其中一些指控，但最初只与委员会分享，因为希尔当时不愿作证。委员会听证会因此再次重启，希尔出庭作证，但拜登不允许其他证人作证，如一名提出类似指控的妇女和性骚扰问题专家。拜登说，他要维护托马斯的隐私和听证会的体面。最终，参议院全体议员以52比48票确认了托马斯的提名，拜登则反对。自由派和妇女团体认为拜登对听证会处理不当，觉得他在支持希尔方面做得不够，拜登后来开始注重寻找愿意在司法委员会上担职的女性成员，并在委员会的立法议程中强调妇女问题，2019年，他告诉希尔，他对自己在听证会期间对待她的做法感到遗憾，但希尔在事后表示，她仍然不满意。
拜登在90年代白水事件和莱温斯基丑闻调查期间对独立检察官肯尼斯·斯塔尔（Kenneth Starr）提出批评，称在另一位独立检察官被授予类似权力之前，“将是地狱里的寒冷日子。”在弹劾克林顿总统期间，他投票支持无罪。在2000年代，拜登发起了信用卡发卡机构寻求的破产立法。比尔·克林顿总统在2000年否决了该法案，但该法案在2005年作为《防止破产滥用和消费者保护法案》获得通过，拜登是18名投赞成票的民主党人之一，而绝大多数的民主党人和消费者权益组织则反对该法案。作为参议员，拜登强烈支持增加美鐵的投资和加强铁路安全。

### 參議院外交委員會

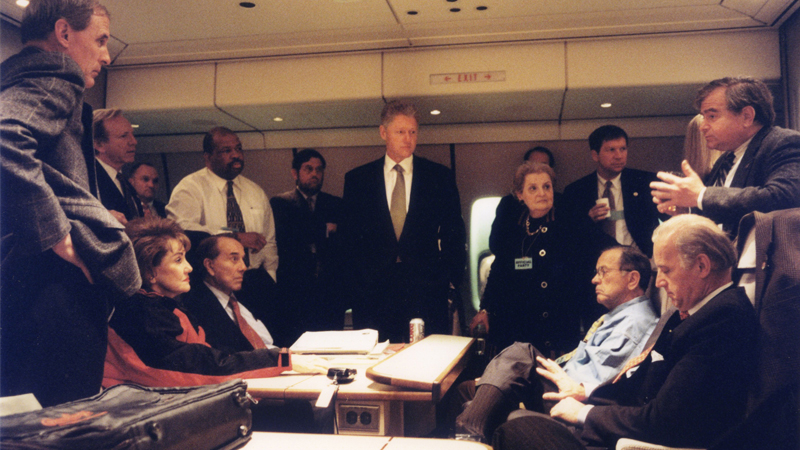
1997年12月，参议员拜登陪同克林顿总统和其他官员前往波斯尼亚

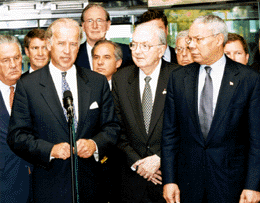
2001年10月，拜登与科林·鲍威尔和杰西·赫尔姆斯在一起

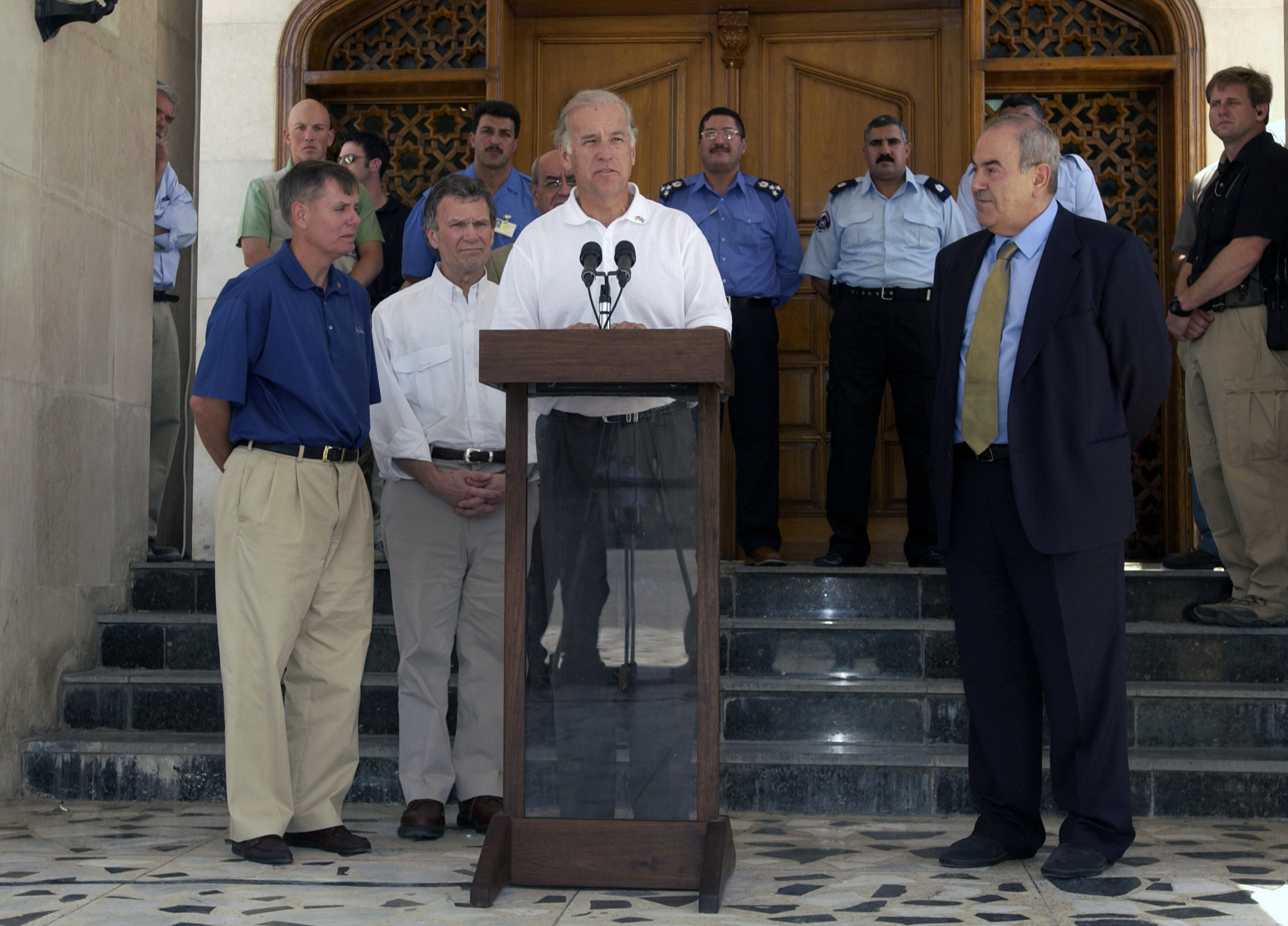
2004年，拜登在巴格达会见总理伊亚德·阿拉维后向媒体发表讲话

拜登也是美国参议院外交委员会的长期成员。他于1997年成为该委员会的少数党成员，并在2001年6月至2003年和2007年至2009年担任该委员会主席。他总体上持偏向自由主义的国际主义立场。他和共和黨人保持了良好的合作关系，有时还会反对自己党派的某些主张。在委员会任职期间，拜登会见了至少来自60个国家和国际组织的150名领导人，成为了民主党在外交政策方面的著名声音。
拜登在1991年投票反对授权发动海湾战争，与55名民主党参议员中的45名观点一致。他指出在反伊拉克联盟中，美国几乎承担了所有的负担。
1991年，拜登在听闻塞尔维亚在克羅埃西亞獨立戰爭期间所犯的暴行后，对南斯拉夫战争产生了浓厚的兴趣。波士尼亞戰爭爆发后，拜登成为了最早呼吁解除武器禁运、训练波斯尼亚穆斯林并派北约空袭支持、调查战争罪行的“解除与打击”政策的人之一。布什和克林顿政府都不愿意实施这一政策，担心巴尔干地区的纠葛。1993年4月，拜登在巴尔干地区呆了一周，与塞尔维亚领导人斯洛博丹·米洛舍维奇举行了长达3小时的紧张面谈。拜登对他说：“我认为你就是一个该死的战犯，你应该被当作战犯来审判。”
拜登在1992年提出了一个修正案，迫使布什政府武装波斯尼亚人，但他在1994年软化了自己的立场，因为克林顿政府在第二年签署由鲍勃·多尔和喬·李伯曼所提出的一项更强有力的措施前倾向于采取更加平和的立场。这一举动导致了北约维和行动的成功。拜登称他在90年代中期在影响巴尔干政策中扮演的角色，是他在外交政策相關事宜上「最為自豪的一刻」。
在科索沃战争期间，拜登支持1999年北约轰炸南斯拉夫共和国的行動。他与約翰·麥凱恩共同提出了麦凯恩·拜登科索沃决议案，呼吁克林顿总统动用一切必要的武力，包括地面部队，就南斯拉夫对科索沃阿爾巴尼亞族人的行动与米洛舍维奇对抗。
拜登是2001年阿富汗戰爭的坚定支持者，他说：“无论付出什么代价，我们都应该这样做。”拜登以参议院外交关系委员会负责人的身份在2002年说，萨达姆·侯赛因是对国家安全的威胁，除了“消除”这一威胁，美国别无选择。
2002年10月，他对《对伊拉克使用武力授权书》投了赞成票，批准美国入侵伊拉克。拜登以委员会主席的身份召集了一系列证人为授权书作证。他们的证词严重歪曲了萨达姆及其世俗政府的意图、历史和地位，而萨达姆及其世俗政府是基地组织的公然敌人，他们还吹捧虚构的伊拉克大规模杀伤性武器。
拜登最终成为战争的批评者，并将自己曾经的投票支持和在过程中的作用视为“错误”，但他也没有推动美国撤军。他支持拨款支付占领费，但一再主张战争应该国际化，需要更多的士兵，而布什政府应该在冲突的成本和时间长短上“与美国人民意愿持平」。
到2006年底，拜登的立场发生了很大转变，他反对在2007年增兵，称戴维·彼得雷乌斯将军认为增兵能够奏效是“没用，完全错误”。拜登转而主张将伊拉克划分为一个由三个民族国家组成的松散联邦。2006年11月，拜登和外交关系委员会名誉主席莱斯利·盖尔布（Leslie Gelb）一起发布了一项结束伊拉克教派暴力的全面战略。该计划没有延续目前的做法或撤军，而是呼吁“第三条道路”：将伊拉克联邦化，让库尔德人、什叶派和遜尼派在自己的地区有“喘息空间”。:572–5732007年9月，参议院通过了一项不具约束力的决议，支持该计划。但人们对该计划并不熟悉，政治上也没有支持者，导致起最终未能获得支持。伊拉克政治领导层谴责该决议是事实上的国家分治，而美國駐巴格達大使館则发表了一份声明与之保持距离。2008年5月，他对美国总统乔治·布什在以色列议会的一次演讲提出尖锐批评，他在演讲中把一些民主党人比作二战前姑息希特勒的西方领导人。拜登称他的演讲是“胡说八道”、“恶语相向”、“令人愤怒”，但他后来为自己的语言道歉。

### 参议员生涯评价

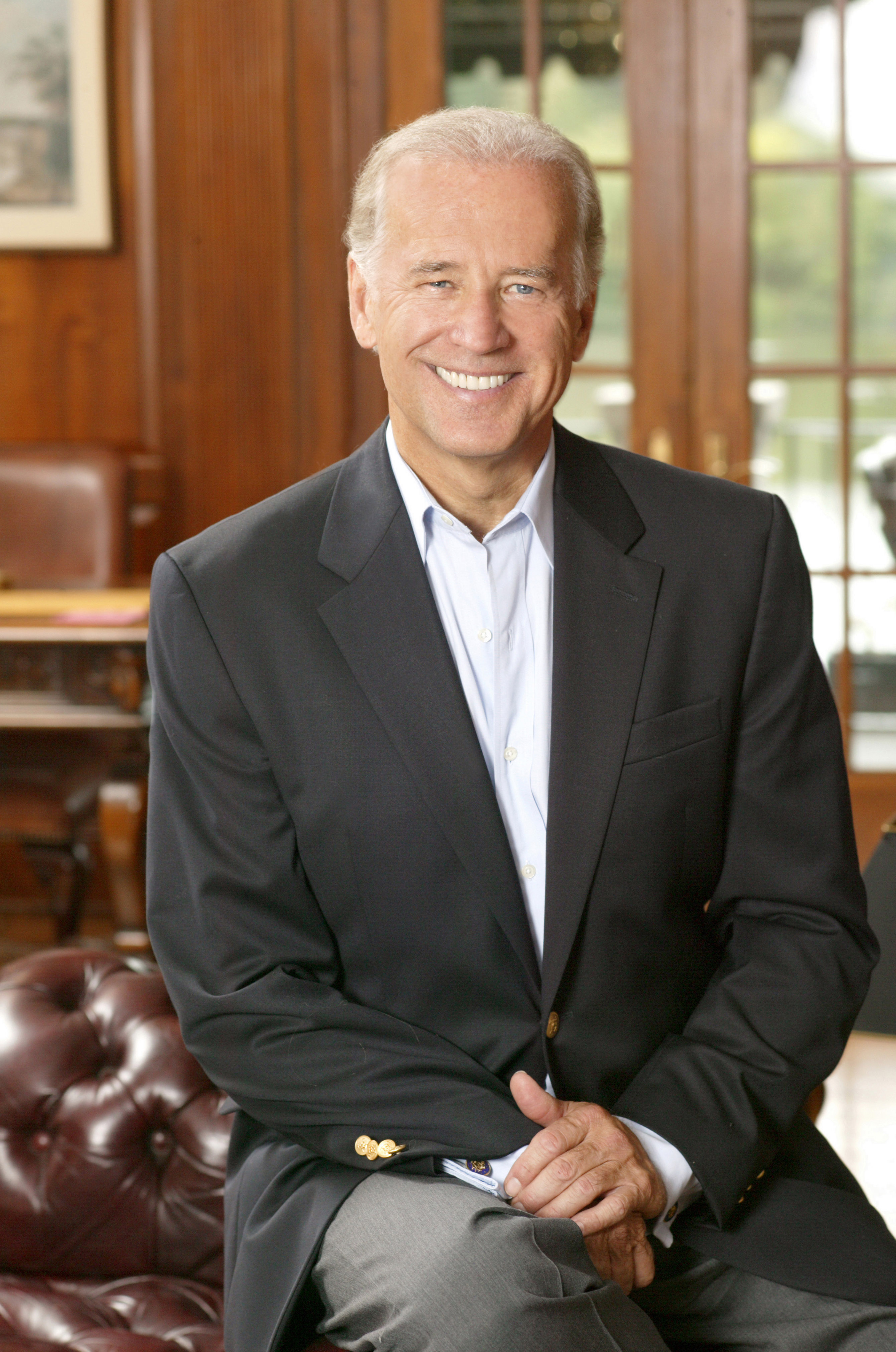
2005年参议院官方照片

拜登于1972年当选参议员，并非常顺利地赢得了之后的连任选举。1974年，剛上任参议员不久的拜登就被当时的时代杂志评为“200个未来有所作为的新面孔”。随后相继于1978年战胜詹姆斯·巴克斯特，1984年战胜约翰·巴瑞斯，1990年战胜简·布雷迪，1996年和2002年两次胜过雷蒙德·克莱特沃斯，并且其支持率通常高于60%。1981年，拜登获得了聖約瑟夫大學的荣誉学位。他是特拉华州1970年首次当选的威廉·罗斯（William Roth）后的新任参议员，直到2000年罗斯被击败。截至2020年，他是美国历史上任期第18长的参议员。
拜登一直被列为参议院最不富裕的议员之一，他认为这是因为他年轻时就当选的缘故，他觉得不太富裕的公职人员可能会受到诱惑，从而接受他人捐款以换取政治利益，因此在第一个任期内就提出了竞选财务改革措施。
政治作家霍华德·芬曼（Howard Fineman）曾写道：“拜登不是一个学者，他也不是一个理论思想家，但他是一个伟大的街头政治家。他是来自于斯克兰顿的一长串劳动人民中——汽车销售员、汽车经销商，知道如何做销售的人。他有那种伟大的愛爾蘭天赋。”政治专栏作家大卫·布罗德（David S. Broder）认为，拜登随着时间的推移而成长：“他对真实的人作出回应——这是始终如一的。而且他理解自己和与其他政治家打交道的能力也变得更好了。”记者詹姆斯·特拉布（James Traub）曾评价称：“拜登是那种内在快乐的人，他对别人可以像对自己一样慷慨。”2006年，特拉华州报纸专栏作家哈里·西马尔（Harry Themal）写道，拜登“占据了民主党的理智中心。”
拜登以好辩著称，他是一个强有力的演讲者和辩论者，也是一位周日早上脱口秀节目的理想嘉宾。他常常会偏离预先准备好的草稿，有时也会不小心“把脚放在嘴里”（指犯错误）。《纽约时报》写道，拜登脑子里“薄弱的过滤器使他能够说出几乎任何东西。”

## 2008年总统选举

### 个人的总统竞选

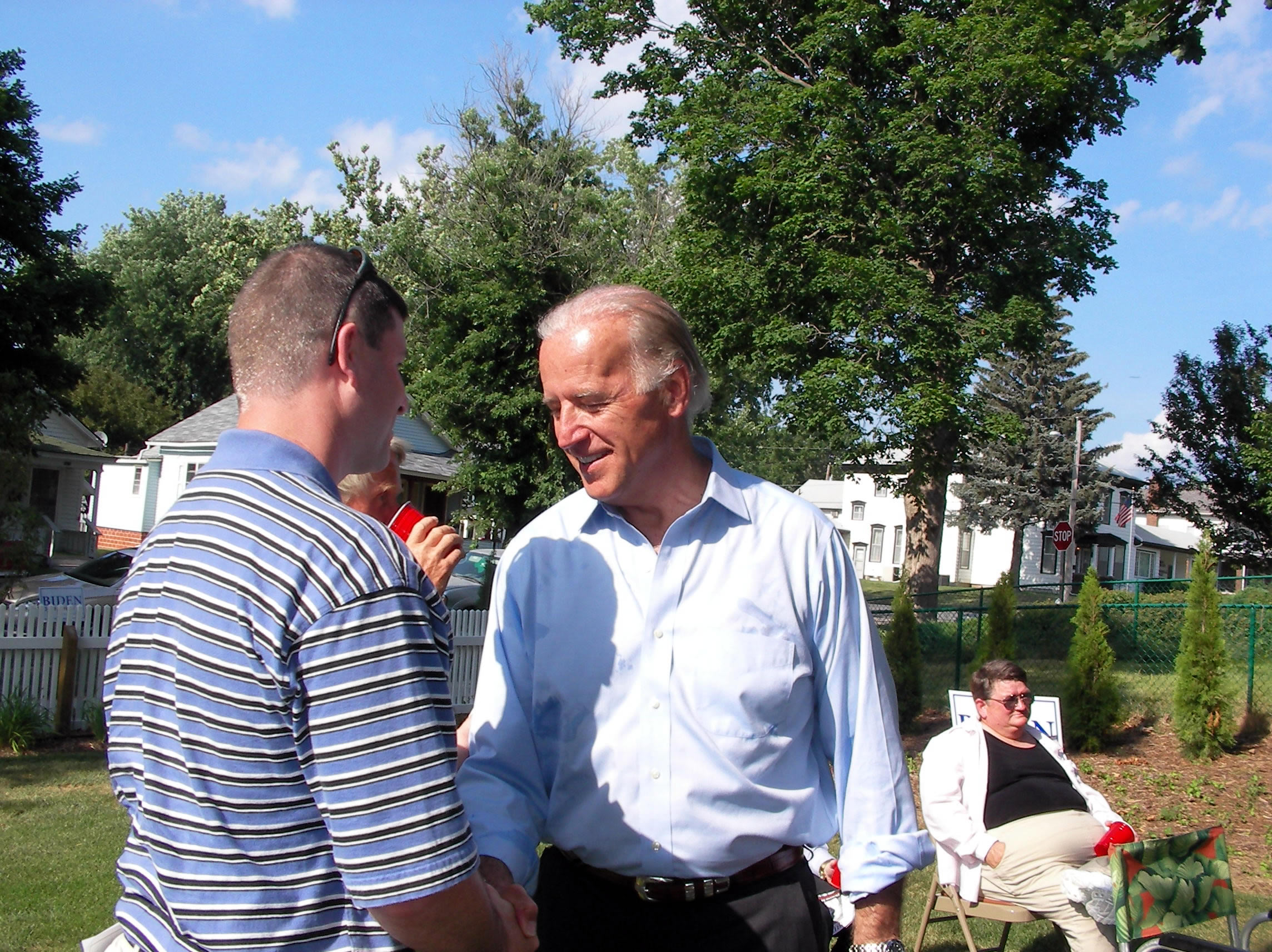
2007年7月，拜登在爱荷华州克雷斯顿 举行的家庭聚会上竞选

拜登在1992年选择不参加总统竞选，部分原因是他曾投票反对授权海湾战争。2004年拜登也没有参加竞选，因为他觉得自己胜算不大，留在参议院最能为国家服务。2007年1月，拜登宣布参加2008年大选。
在竞选期间，拜登重点介绍了伊拉克战争、他作为参议院主要委员会主席的历史以及他的外交政策经验。拜登否决了他可能成为国务卿的猜测，称他只关注总统职位。2007年年中，拜登在与奥巴马相比时强调自己的外交政策专长，他在谈到后者时说：“我认为他可以做好准备，但我不相信他现在准备好了。总统职位可不是适合在职培训的东西。”拜登还说，奥巴马抄袭了他的一些外交政策理念。拜登在竞选期间以单刀直入著称；在一次辩论中，他对共和党候选人魯迪·朱利安尼说：“他只会在句子里提到三个东西：一个名词，一个动词，和九一一”（朱利安尼是袭击时的纽约市长）。总的来说，拜登的辩论表现有效地混合了幽默和犀利而又出人意料的正经评论。:336
拜登在筹集资金上遇到了困难，也难以吸引民众参加他的集会，在面对奥巴马和参议员希拉里·克林顿的高调参选时，也未能获得吸引力。在民主党候选人的全国性民调中，他的排名从未超过个位数。在2008年1月3日的第一场比赛中，拜登在艾奥瓦州党团选举中名列第五，获得略低于1.3%的州代表名额。他在当晚退出了竞选。
尽管没有取得成功，但拜登2008年的竞选活动提高了他在政界的地位，:336特别是改变了拜登和奥巴马之间的关系。虽然他们曾一起在参议院外交关系委员会任职，但关系并不密切。拜登曾憎恨奥巴马迅速崛起的政治名声，而奥巴马则曾认为拜登矫揉造作、居高临下。:28, 337–338在2007年竞选期间相互了解后，奥巴马欣赏拜登的竞选风格和对工人阶级选民的吸引力，拜登则说他开始相信奥巴马是“货真价实的”。:28, 337–338

### 奥巴马副手

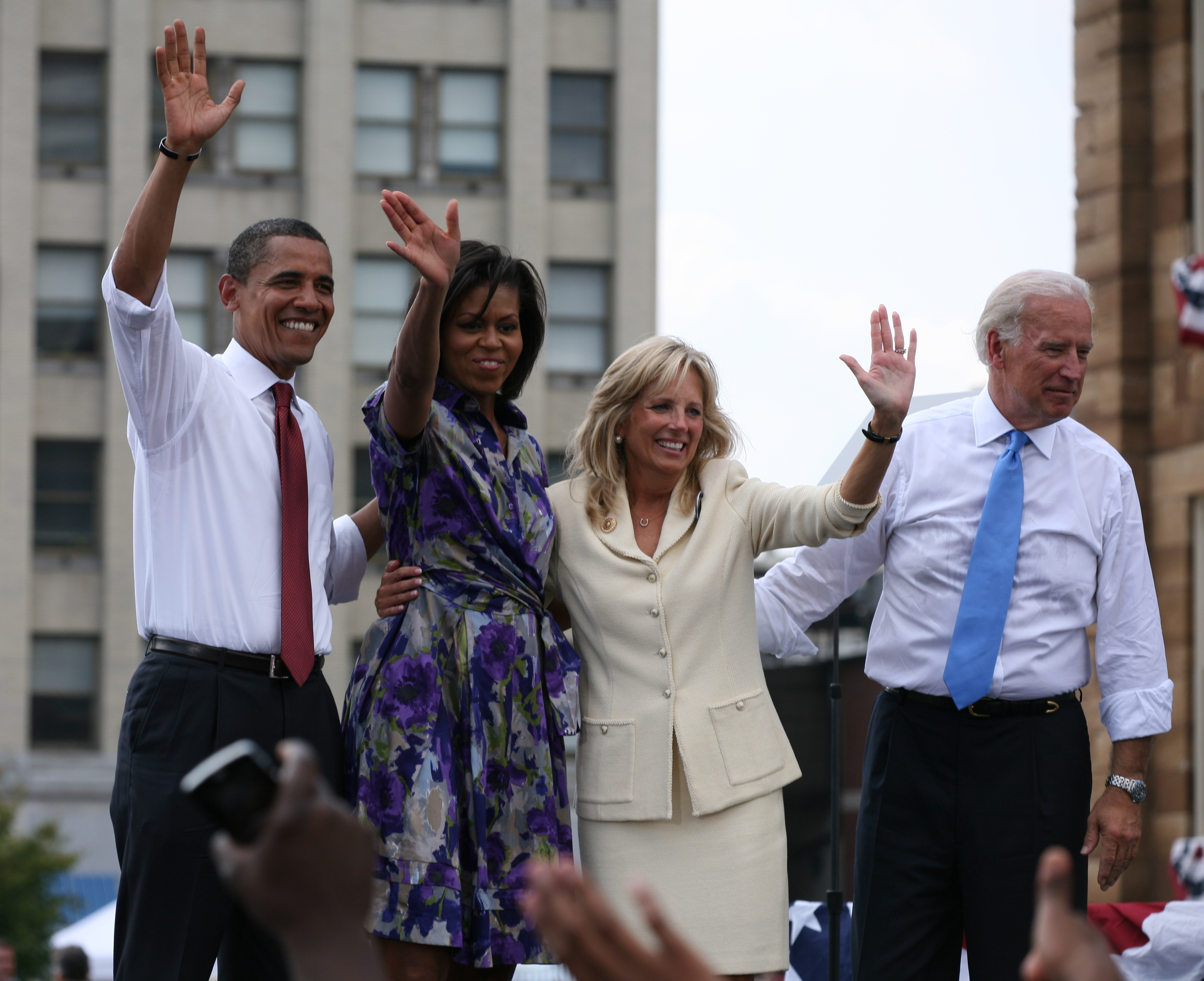
2008年8月23日，拜登夫妇与奥巴马夫妇在竞选现场

在拜登退出总统竞选后不久，奥巴马就在私底下告诉他称有兴趣为拜登在其政府里找一个重要的位置。当奥巴马向拜登第一次提出担任副总统的可能性时，他拒绝了请求。拜登最初担心副总统职位与参议员一职相比代表着他在地位和话语权上的损失，但他后来改变了主意。在2008年6月22日，拜登在NBC節目《與媒體見面》中表示，虽然他并不积极寻求副总统提名，但如果得到提名，他将接受。8月初，奥巴马和拜登会面讨论了副总统提名的可能性，两人建立了深厚的个人关系。2008年8月22日，奥巴马宣布拜登将成为他的竞选伙伴。《纽约时报》报道称，选择拜登反映了奥巴马希望有一位有外交政策和國家安全经验的人充实票面，而不是为了帮助他赢得一个搖擺州或者强调他的“变革”（Change）信息。其他人则指出拜登对中產階級和藍領选民的吸引力，以及他愿意积极挑战共和党提名人約翰·麥凱恩的意愿，而奥巴马有时则似乎对挑战麦凯恩的做法感到不舒服。在接受奥巴马的邀请时，拜登排除了在2016年再次竞选总统的可能性，但他在后来的言论似乎又打消了这一念头，因为他不想因显得对升迁不感兴趣而削弱自己的政治能量。拜登于8月27日在丹佛举行的2008年民主党全国代表大会上以声音投票的方式正式被提名为民主党副总统候选人。
拜登的副总统竞选活动几乎没有获得媒体的关注，因为媒体将其注意力聚焦在了共和党竞选搭档，阿拉斯加州长莎拉·佩林身上。皮尤研究中心的卓越新闻项目发现，在2008年9月的一个星期里，拜登仅被列入5%的竞选报道中，远低于票上其他三位候选人的报道。不过，拜登还是专注于在搖擺州的经济困难地区开展竞选活动，并试图赢得蓝领民主党人的支持，尤其是那些曾支持希拉里·克林顿的人。尽管拜登与麦凯恩有着长期的私人友谊，但他还是对麦凯恩进行了猛烈的抨击。拜登说：“那个我曾经认识的家伙已经走了。这真的让我很伤心。”随着2008年9月流动性危机的爆发，2007-2010年的金融危机达到顶峰，对美国金融体系的救助提议成为了竞选的主要议题，拜登对2008年7000亿美元的《經濟穩定緊急法案》投了赞成票，该法案后来在参议院以74-25获得通过。
2008年10月2日，拜登在圣路易斯的华盛顿大学与佩林进行了副总统辩论。辩论后的民調结果显示，虽然佩林超出了许多选民的预期，但拜登总体上赢得了辩论。:655–661在竞选活动的最后几天时，拜登把重点放在人口较少、年龄较大、经济条件较差的战场州，特别是佛罗里达州、俄亥俄州和宾夕法尼亚州，民调显示他在这些地方很受欢迎，而奥巴马则在民主党初选中的竞选活动和表现都不太理想。他还在一些通常投给共和党的州和天主教徒居多的地区开展竞选活动。
在竞选团队的指示下，拜登的演讲言简意赅，尽量避免不经意的言论，比如关于奥巴马上任后不久就可能会被外国势力挑战的言论就曾引起负面关注。私下里，拜登的言论曾让奥巴马感到沮丧。他问道：“拜登还要说多少次蠢话？”:411–414, 419奥巴马竞选工作人员将拜登的失误称为“乔弹”，并故意避免让拜登参与竞选策略讨论，这反过来又让拜登感到恼火。两场竞选活动之间的紧张关系持续了约一个月，直到拜登在给奥巴马的电话中道歉，两人则建立了更牢固的敌对关系。:411–414奥巴马竞选团队策略师大卫·阿克塞尔罗德（David Axelrod）在公开场合说，拜登的高人气评价已经胜过了他任何意料之外的言论。拜登在皮尤研究中心的全国范围民调中获得了60%的支持率，而佩林只获得了44%。
2008年11月4日，奥巴马和拜登以53%的普选票和365张选举人票当选，而麦凯恩-佩林组合只获得了173张选举人票。
拜登先前已登记竞选连任參議員，后又被奥巴马选为副总统候选人。虽然他同时参与了两场选举，但这是特拉华州法律所允许的。11月4日，拜登还击败了共和党人克里斯蒂娜·奥唐奈尔（Christine O'Donnell）并成功连任参议员。由于联邦法律禁止任何人同时担任行政官员与国会议员，拜登必须辞去参议员一职才能就任副总统。在赢得这两场竞选后，拜登特意暂缓辞去参议员职务，以便能在2009年1月6日宣誓就任第七个任期。拜登成为了有史以来最年轻的开始第七个完整任期的参议员，他说：“我的一生中所赋予的最大荣誉就是作为特拉华州人民的参议员，为他们服务。”拜登在1月15日投下了在参议院的最后一票，支持发放第二笔3500亿美元的《问题资产救助计划》，并在当天晚些时候辞去了参议员一职。特拉华州州长露丝·安·明纳宣布他将任命拜登的助手泰德·考夫曼接替拜登留下的参议员职位。在深情的告别仪式上，拜登对参议院成员说：“我在这里36年多的时间里，所看到的每一件好事，所迈出的每一个大胆的步伐，从未来自于利益團體的施压，而来自人際關係的成熟。”

## 副总统时期（2009－2017）

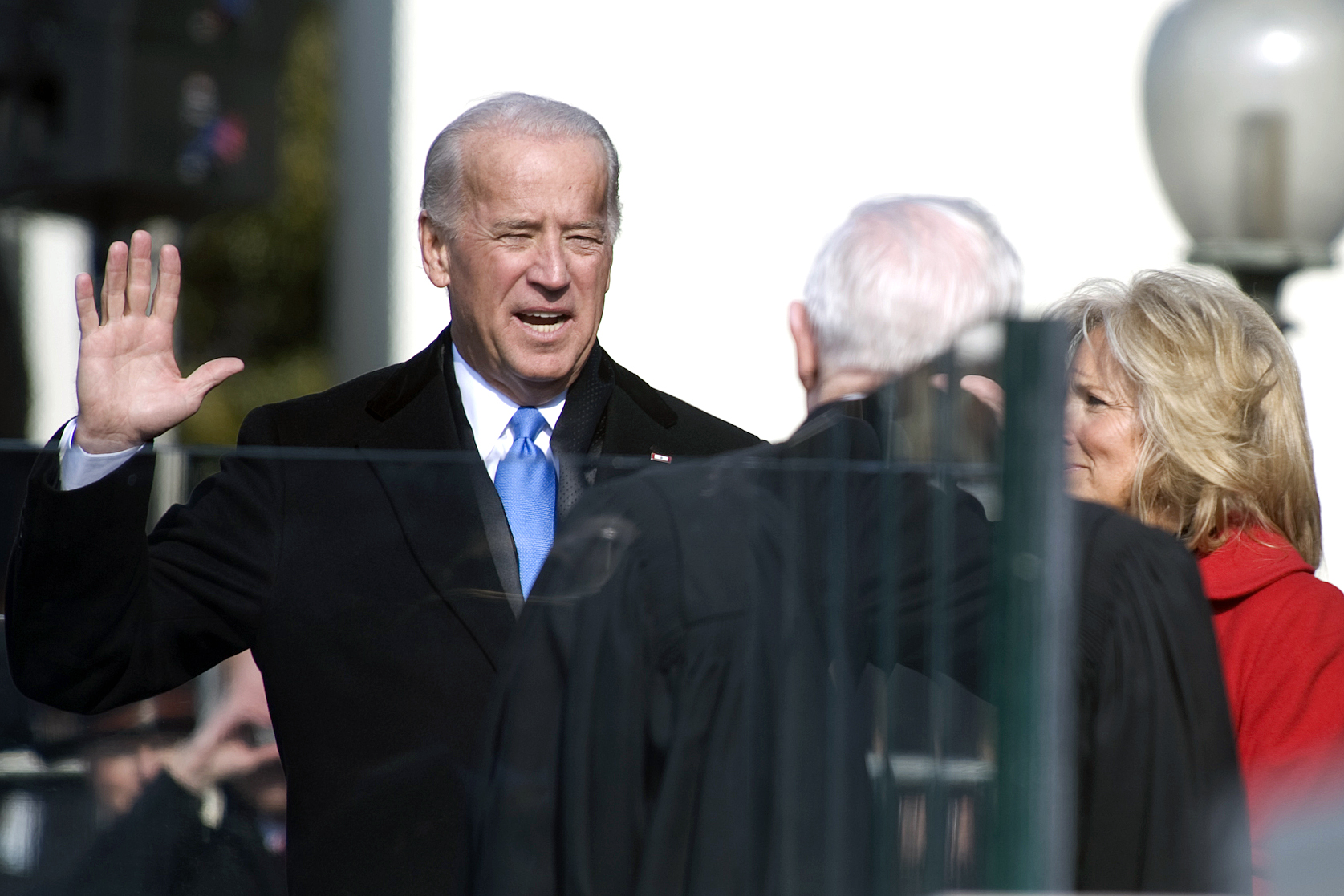
2009年1月20日拜登在最高法院大法官约翰·保罗·史蒂文斯主持下宣誓就职

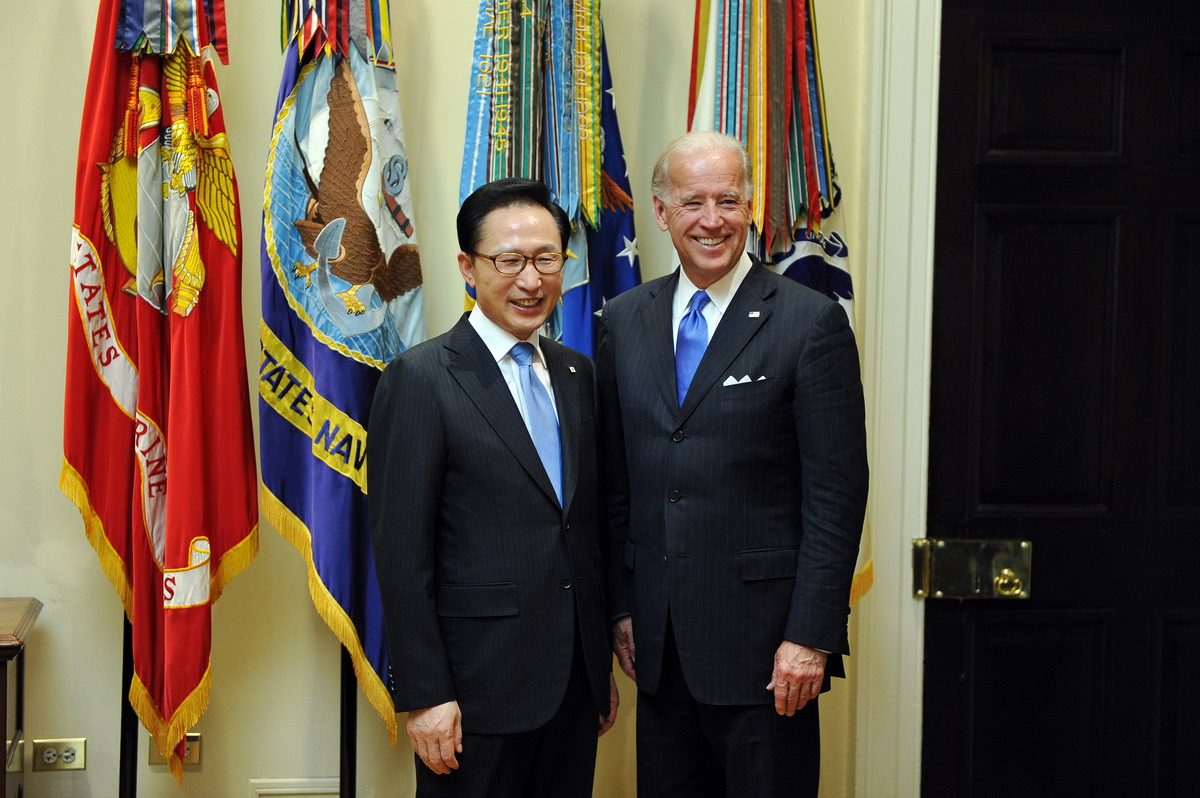
2010年4月13日拜登与韓國總統李明博在白宮会面

拜登说，他打算取消乔治·沃克·布什的副总统迪克·切尼所承担的一些角色，并不打算效仿以前任何一位副总统的做法。他主持了奥巴马的总统过渡团队，并领导了一项改善中產階級经济福祉的倡议。2009年1月初，在他作为参议院外交关系委员会主席的最后一次活动中，他会见了伊拉克、阿富汗和巴基斯坦的领导人。2009年1月20日，拜登宣誓就任美国第47任副总统。他是第一位来自特拉华州的副总统和第一位天主教副总统。
奥巴马很快就把拜登比作一个篮球运动员，称“他做了很多数据表上显示不出的事。”5月，拜登访问科索沃，再次肯定了美国对其“独立且不可逆转”的立场。拜登在向阿富汗扩充2.1万名兵力的内部辩论中输给了国务卿希拉里·克林顿，但他对增兵所持的怀疑态度受到了重视，随后在2009年，因奥巴马重新考虑其阿富汗战略，拜登的观点获得了更大的影响力。拜登约每两个月就会访问一次伊拉克，成为了美国政府向伊拉克领导层传递有关伊拉克预期进展的联络人。总地来说，监督伊拉克政策成为了拜登的责任，奥巴马则曾对拜登说：“乔，你负责伊拉克。”拜登说，伊拉克“可能是本届政府的伟大成就之一”。他在2010年1月访问伊拉克时，正值因即将举行的伊拉克议会选举中的被禁候选人而引起的动荡。在他访问两天后，伊拉克政府就恢复了几百名候选人中的59名。截止2012年，拜登曾8次前往伊拉克，但随着2011年美军从伊拉克撤离，他对美国对伊拉克政策的监督力度有所减弱。

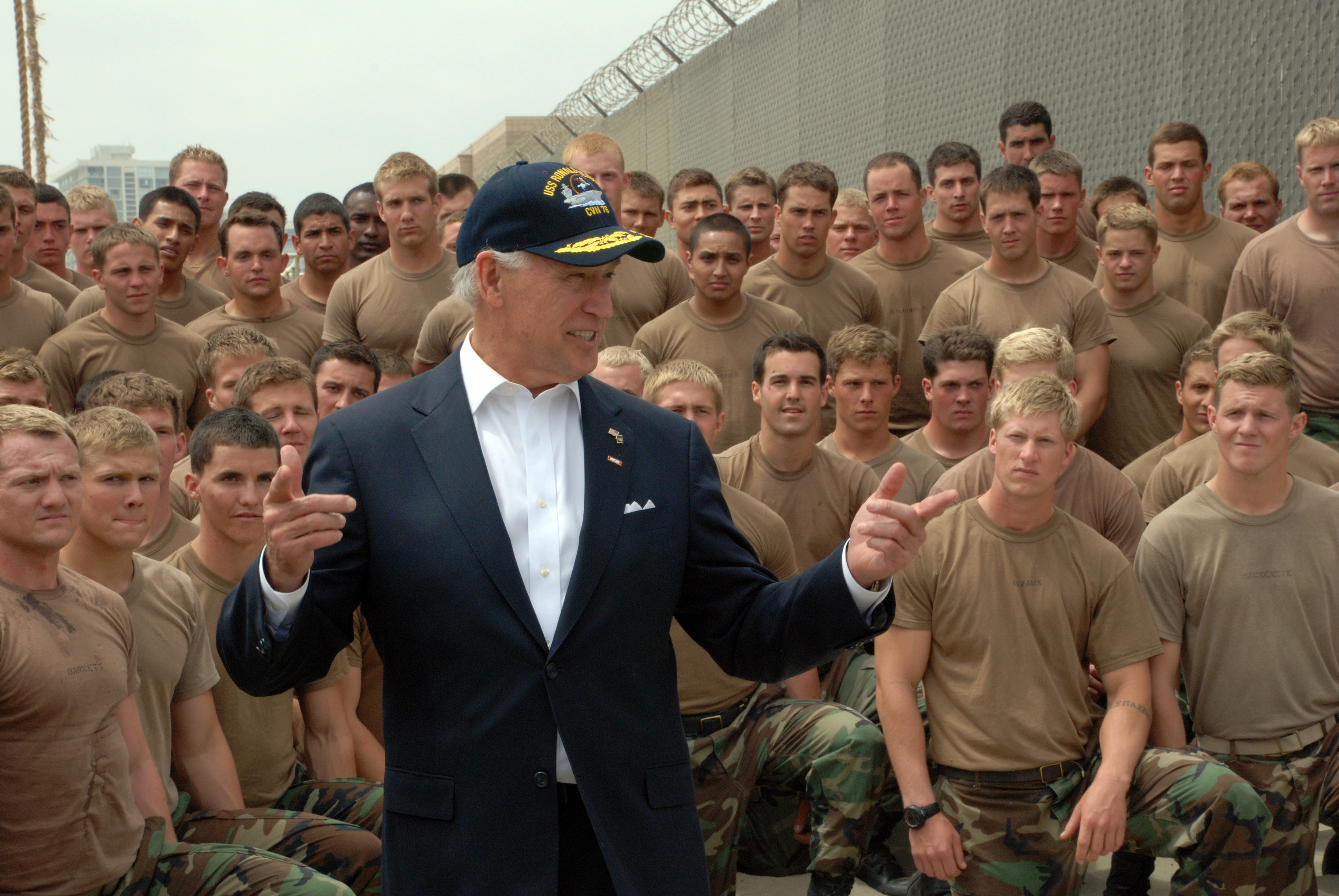
2009年5月，拜登在加利福尼亚州美国海军科罗纳多基地对海豹突击队受训人员讲话

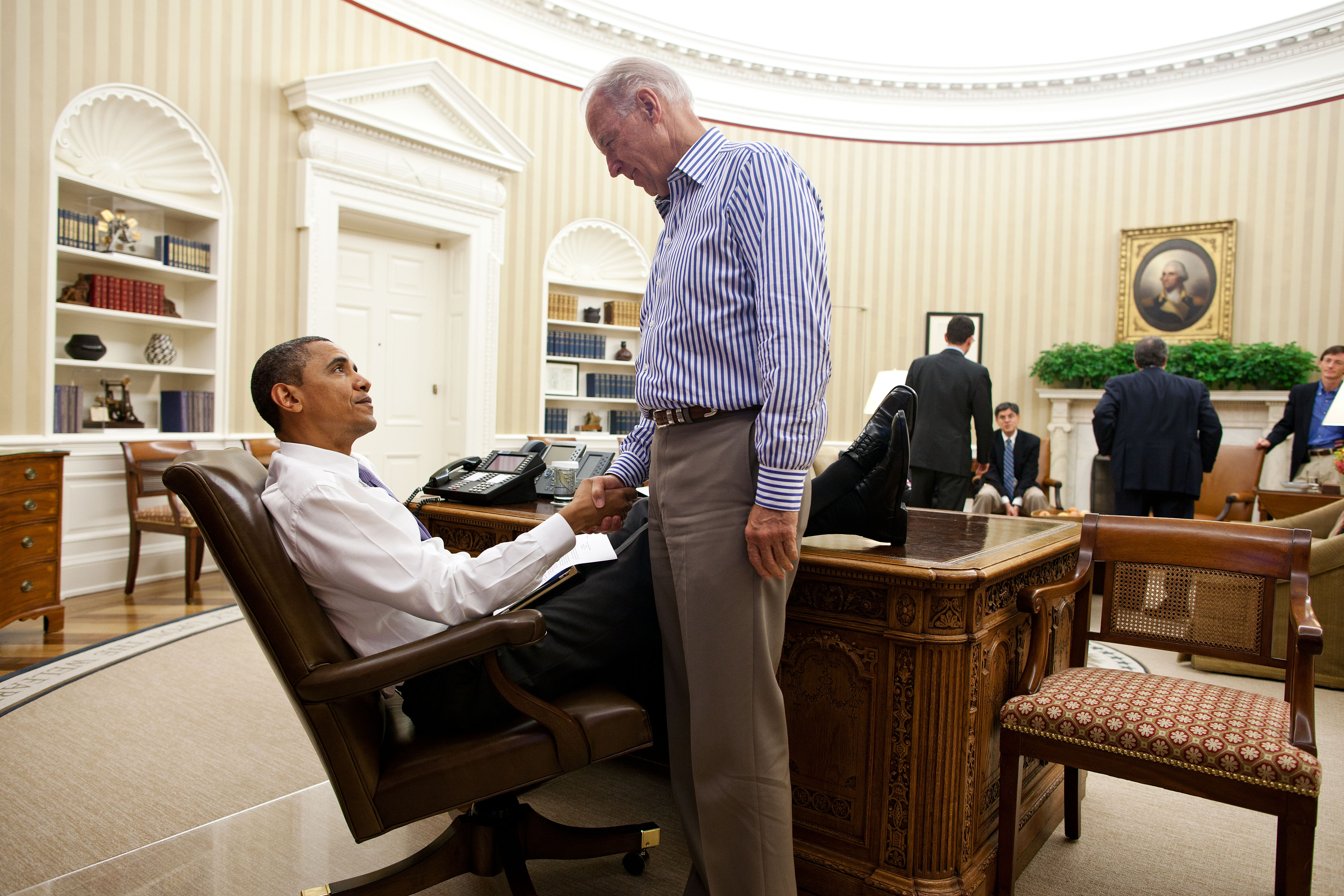
奥巴马总统祝贺拜登在达成债务上限协议中的作用，该协议达成了2011年预算控制法案

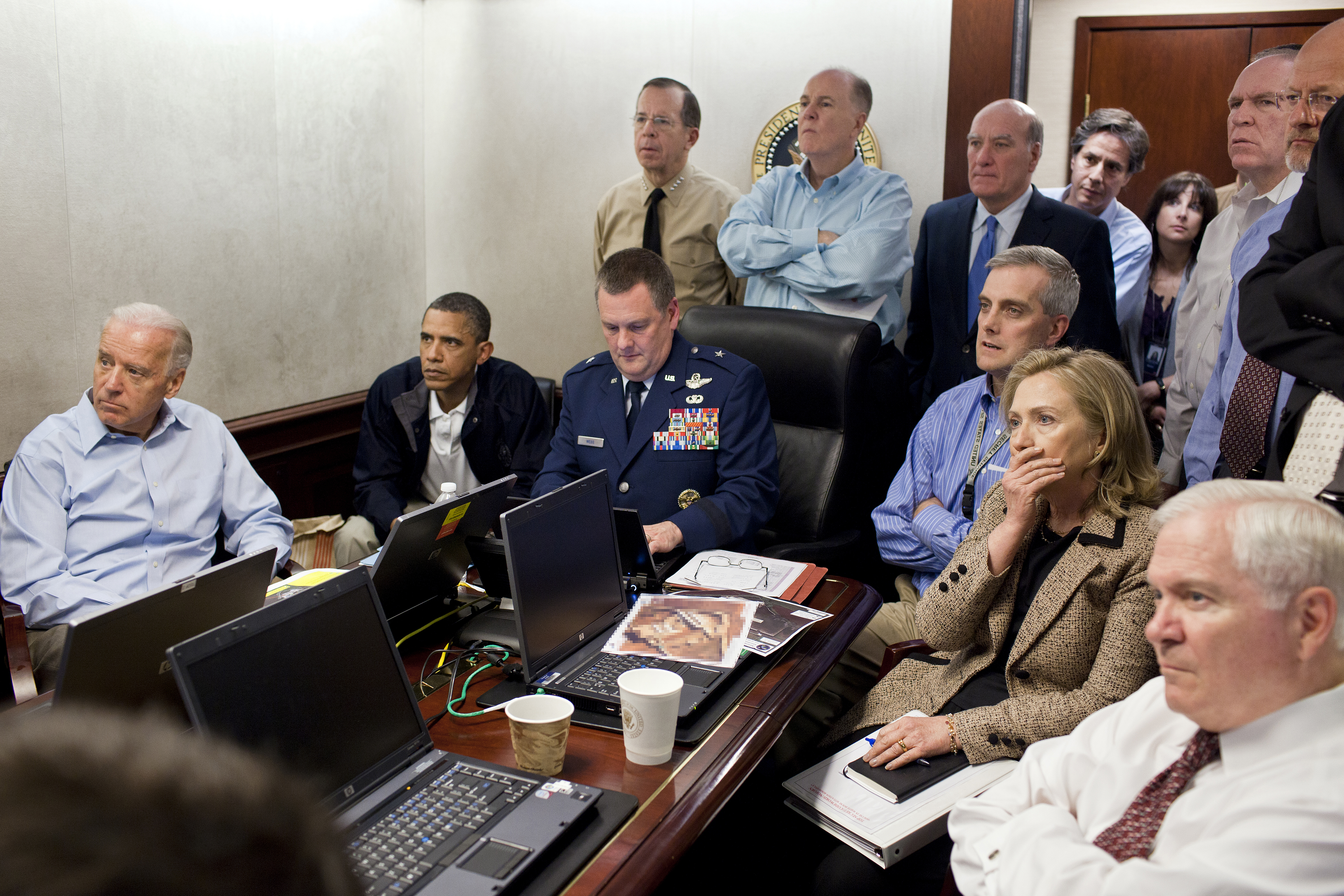
拜登、奥巴马（最左邊兩人）和国家安全团队聚集在白宮戰略情報室，监测2011年5月击毙奧薩瑪·賓·拉登的任务的进展

拜登还负责监督奥巴马的一揽子经济刺激计划中，旨在应对当前经济衰退的基础设施支出，并强调只有有价值的项目才能得到资金支持。他在这一角色中与数百名州长、市长和其他地方官员进行了交谈。拜登对在此期间没有发生重大浪费或腐败事件感到满意，当他在2011年2月完成这一职位时，他表示，利用经济刺激资金进行欺诈的事件仅占不到1%。
2009年4月下旬，拜登在H1N1流感爆发之初对一个问题脱口回答称，他会建议家人不要乘坐飛機或地鐵，导致白宫迅速收回了这一言论。这句话让拜登的大嘴巴名声再度兴起。面对2009年7月失业率上升的情况，拜登承认政府“误读了经济有多糟糕”，但他仍然相信，一旦支出步伐加快，经济刺激计划就会创造更多的就业机会。2010年3月23日，在面向全国的新闻直播中，一个麦克风拾音到了拜登对奥巴马说，他签署《患者保护与平价医疗法案》是“他妈的大事”。白宫新闻秘书罗伯特·吉布斯（Robert Gibbs）后来在推特上回答说：“是的，副总统先生，你说对了……”尽管性格不同，奥巴马和拜登还是建立了友谊，部分原因是奥巴马的女儿萨沙（Sasha）和拜登的外孙女梅茜（Maisy）一起在西德韦尔友好学校上学。
奥巴马政府成员说，拜登在白宫的作用是作为一个对立面，迫使别人为自己的立场辩护。白宮幕僚長赫姆·伊曼纽尔（Rahm Emanuel）称，拜登帮助对抗群體思維。白宫新闻秘书杰伊·卡尼（Jay Carney）是拜登的前通讯主管，他说拜登时常扮演了“情况室里的坏人”的角色。"奥巴马的另一位高级顾问说，拜登“总是准备做家庭野餐时的臭鼬，以确保我们在智力上尽可能诚实。”奥巴马说：“乔最好的一点是，当我们把大家聚在一起的时候，他真的会迫使人们思考和捍卫自己的立场，从多个角度看问题，这对我来说是非常有价值的。”2010年6月11日，拜登代表美国出席了國際足協世界盃开幕式，出席了英格兰对美国队的比赛，并访问了埃及、肯尼亚和南非。拜登夫妇在华盛顿的官邸保持着轻松的气氛，经常招待孙子，并定期回到特拉华州的家中。
拜登在2010年中期选举中大力为民主党助选，在预测民主党将大规模失利的情况下，仍保持乐观态度。在共和党在选举中大获全胜、白宫幕僚长拉赫姆·伊曼纽尔离职后，拜登过去与国会共和党人的关系变得更加重要，他领导政府成功地争取到参议院批准《新削减战略武器条约》。2010年12月，拜登持中间立场，随后与参议院少数党领袖米奇·麥康諾进行谈判，对政府提出包括暂时延长布什减税政策在内的妥协性税收方案起到了重要作用。随后，拜登带头试图向国会中不情愿的民主党成员推销该协议。最后该方案成功作为《2010年税收减免、失业保险重新授权和创造就业法案》获得通过。
2011年3月19日，为纪念拜登对美铁和美国铁路客运的支持的纪念，位于東北走廊上的威尔明顿站被命名为小约瑟夫·R·拜登车站。在拜登担任美国联邦参议员期间，他在本站和华府间乘坐火车超过7000次，他也因与美铁的深厚历史而被称作“美铁乔”。同月，奥巴马委托拜登领导国会与白宫之间的谈判，以解决2011年余下时间的联邦预算，避免政府停擺。2011年5月，由6名国会成员组成的“拜登小组”试图就提高美国债务上限达成两党协议，作为整体赤字消减计划的一部分。美國債務上限危機在接下来的几个月里继续，但拜登与米奇·麥康諾的关系再次被证明是打破僵局、促成达成解决协议的关键。该法案以2011年8月2日签署的《2011年预算控制法案》的形式通过，在签署当天，美国前所未有的債務違約已经迫在眉睫。在奥巴马政府中，拜登在债务问题上与国会讨价还价的时间是最多的。一位共和党幕僚说：“拜登是唯一有真正谈判权力的人，麦康奈尔知道他的话算数。他是达成这笔交易的关键”。
有报道称，拜登曾反对继续执行2011年5月美国击毙奥萨马·本·拉登的任务，以免可能的失败对奥巴马的连任前景造成不利影响。他后来带头将成功结果通知了国会领导人。

### 连任副总统

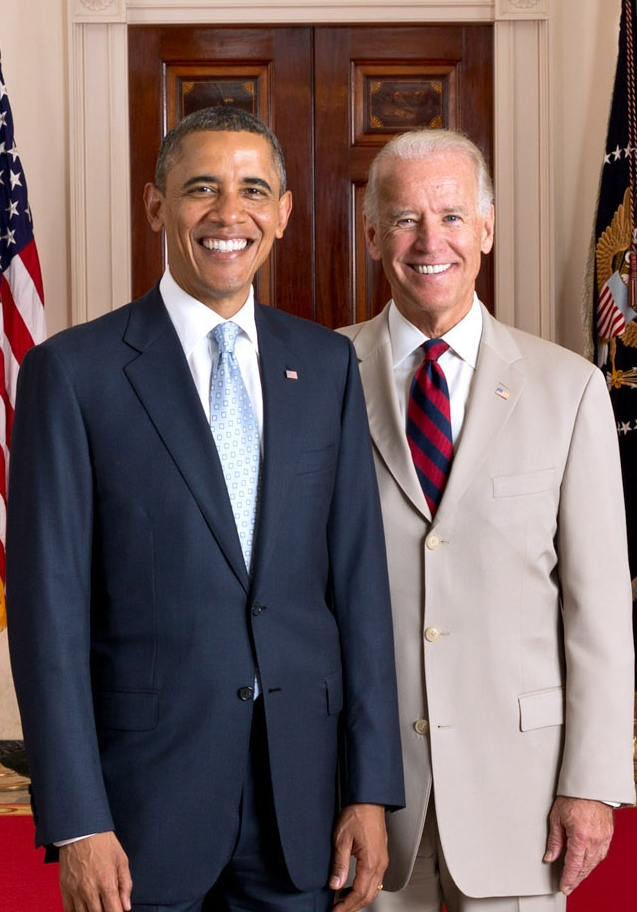
2012年7月，时任美国正、副总统的奥巴马与拜登的官方合影

2010年10月，拜登表示，奥巴马要求他继续担任2012年总统大选的竞选搭档，但由于奥巴马的人气在下降，白宮幕僚長威廉·戴利在2011年年底进行了一些秘密民调和研究，提出了用希拉里·克林顿取代拜登参选的想法，当结果显示奥巴马的情况没有明显改善时，这个想法就被放弃了，白宫官员后来表示，奥巴马从未考虑过这个想法。
拜登在2012年5月发表声明，称他对同性婚姻“绝对没问题”。拜登与奥巴马的立场相比获得了极大的关注，奥巴马的立场曾被描述为“不断演变”。拜登在未经白宫同意的情况下发表声明令奥巴马和他的助手们相当恼火，因为奥巴马曾计划在几个月后的民主党代表大会筹备期间再转变立场，而且拜登此前曾劝告总统回避这一问题，以免冒犯关键的天主教选民。同性恋权利倡导者立即抓住了拜登的声明，几天内，奥巴马宣布他也支持同性婚姻，这一行动部分因拜登的意外言论所迫。拜登私下里为自己的发言向奥巴马道歉，同时奥巴马公开称拜登的发言是发自内心的，这一事件表明，拜登有时仍无法控制自己的大嘴巴，正如《時代雜誌》所写：“每个人都知道拜登最大的优势也是他最大的弱点。”双方的关系在拜登似乎在利用自己的地位为他可能的2016年总统竞选寻找筹款联系人时变得更为紧张，最终他被排除在奥巴马竞选团队的战略会议之外。
尽管如此，奥巴马竞选团队仍然十分看重拜登，认为他是一个能与心怀不满的蓝领工人和农村居民建立联系的政治家，随着2012年春季奥巴马连任竞选活动的正式开始，他在搖擺州的出场日程安排变得繁重。2012年8月，拜登在一位混血听众面前说，共和党提出的放宽华尔街监管的建议会“让你们重新戴上镣铐”，这让人们对拜登与人面对面的能力与他偏离轨道的倾向进行了分析。《洛杉矶时报》写道：“大多数候选人都会反复说同样的言论，让记者甚至观众都想睡觉。但拜登任何一次演讲中，可能会出现十几个让负责媒体的幕僚们尴尬的时刻，并促使记者们既好笑又困惑地相互交谈。”《时代杂志》写道，拜登经常走得太远，“除了令人熟悉的华盛顿政治家的需求性与过度自信的混合，拜登的大脑还是比一般的程度更傻。”
拜登在9月举行的2012年民主党全国代表大会上被正式提名连任副总统。在10月11日的副总统辩论中，拜登在与共和黨候选人保罗·瑞安议员辩论时，对奥巴马政府的政绩进行了慷慨激昂的辩护，并对共和党的选举组合进行了有力的抨击。11月6日，奥巴马和拜登以538张选举人票中的332张和51%的普选得票再次当选。
2012年12月，奥巴马任命拜登为枪支暴力特别工作组负责人，该工作组在桑迪胡克小学枪击案后为解决美国槍械暴力而设立。当月晚些时候，在美国跌落“財政懸崖”前的最后几天，拜登与麥康諾的关系再次显现了其重要性，两人通过谈判达成了一项协议，导致《2012年美国纳税人减免法案》在2013年初得以通过，该法案将布什的许多减税措施永久化，但提高了高收入阶层的税率。

### 第二任期（2013－2017）

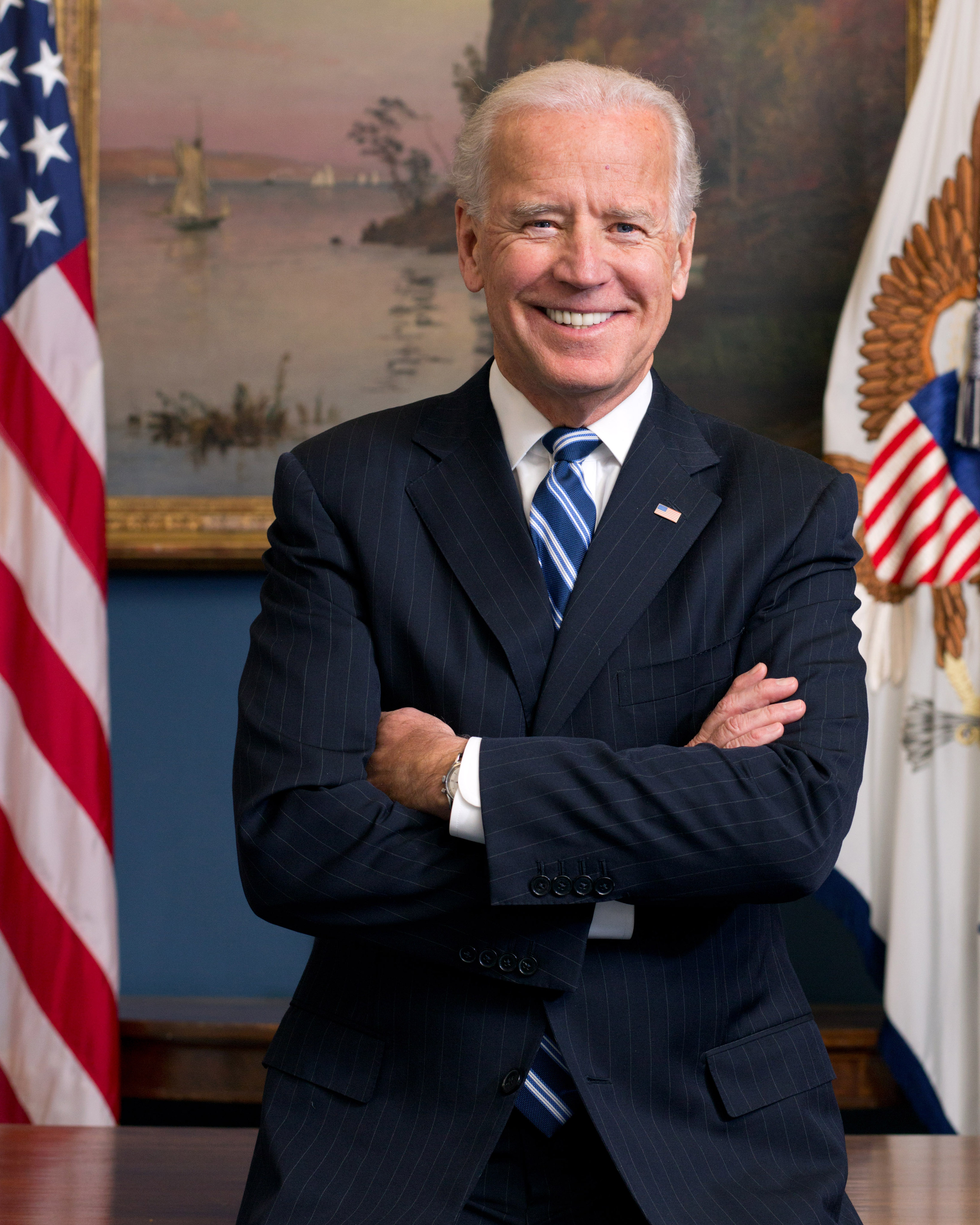
2013年担任副总统时的白宫官方肖像照

2013年1月20日，拜登在他的官邸举行小型仪式，由大法官索尼娅·索托马约尔主持（1月21日举行了公开仪式），正式就任第二任期。他继续站在立法最前线，在桑迪胡克小学枪击案发生后，奥巴马政府提出行政命令并提出新的枪支管制措施（但这些措施未能通过）。在2013年10月通过《2014年持续拨款法案》的讨论中，拜登几乎没有参与，该法案解决了2013年联邦政府关门和2013年的债务上限危机。这因为参议院多数党领袖哈里·瑞德和其他民主党领袖将他排除在与国会的任何直接谈判之外，他们觉得拜登在之前的谈判中透露了太多信息。
2013年，拜登的《暴力侵害妇女法》再次得到授权。该法案导致了一系列进展，如在拜登第一任期成立的白宫妇女和女孩委员会，以及2014年1月成立的由拜登和瓦莱丽·贾雷特（Valerie Jarrett）担任联合主席的白宫保护学生免受性侵犯特别工作组。拜登在新罕布什尔大学发表演讲时讨论了大学校园性侵犯相关的联邦指导方针。他说：“不管你喝醉了还是意識清醒，不同意就是不同意。不管你在床上还是在宿舍里，抑或在街上，不同意就是不同意。即使你一开始说同意，但隨後改变主意，不同意就是不同意。不同意就是不同意。”

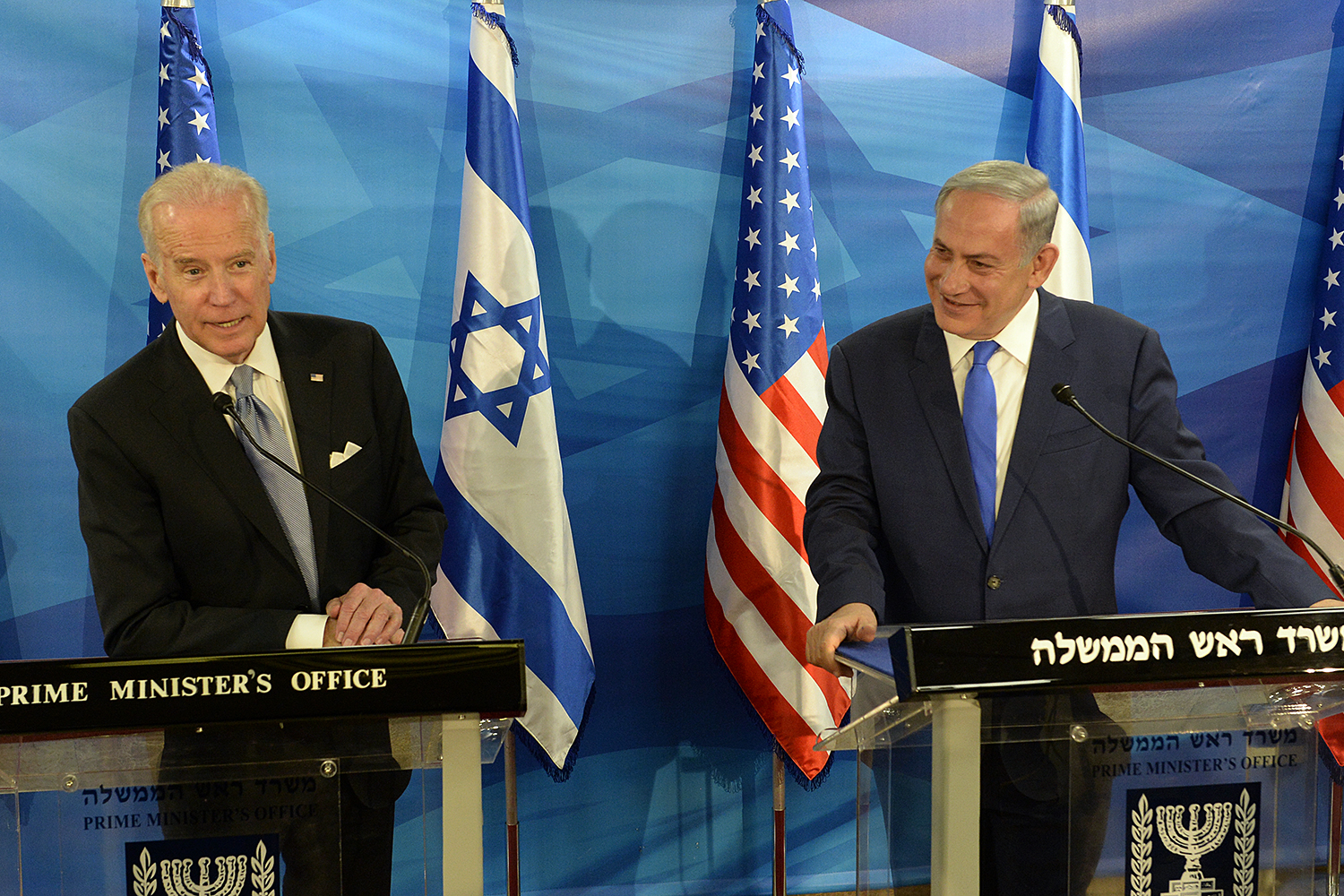
2016年3月9日，拜登与以色列总理本雅明·内塔尼亚胡在耶路撒冷

拜登赞成為叙利亚的反叛战士提供裝備。在2014年期间，随着伊拉克的分崩离析，人们重新关注2006年拜登·盖尔布的伊拉克联邦化计划，一些观察家认为拜登一直都是对的。拜登本人表示，美国将追着伊斯兰国“进入地狱之门”。2013年12月，拜登在兒子亨特·拜登的陪同下訪問中國。2014年4月，拜登出訪乌克兰，再次呼籲烏克蘭增加天然氣生產。2015年12月8日，拜登在基辅的乌克兰议会发表讲话，这是他多次对乌克兰访问之一，以确定美国对乌克兰的援助和政策立场。拜登与多位拉美领导人关系密切，并在执政期间被指派关注该地区。他在副总统任期内访问该地区16次，是所有总统或副总统中最多的。
2015年2月17日，在新任國防部長阿什顿·卡特的宣誓儀式上，拜登站在卡特妻子斯蒂芬尼身後，把雙手放在她的雙肩上，又把鼻靠近她的頭髮，引起熱議。斯蒂芬妮·卡特称这些照片具有误导性，是在老朋友之间较长互动时提取出来的。卡特说，她对照片被滥用感到失望。拜登也被指在2015年1月參議員宣誓儀式的合照時段對參議員库恩斯的女兒玛姬有過分親近的舉止而引發爭議。但库恩斯很快澄清称他的女儿并不觉得拜登有过分行为。库恩斯称拜登当时向前俯身低声告诉玛姬说，当拜登宣誓就职时，他13岁的女儿阿什利也觉得很尴尬和不自在，拜登只不过在鼓励她如何度过在众人注视和媒体镜头下的一天。
2015年，众议院议长约翰·博纳和参议院多数党领袖米奇·麦康奈尔在没有通知奥巴马政府的情况下，邀请以色列总理本雅明·内塔尼亚胡在国会联席会议上发言。这种无视礼节的做法导致拜登和50多名国会民主党人跳过了内塔尼亚胡的演讲。2016年8月，拜登访问塞尔维亚，在那里他会见了塞尔维亚总统亚历山大·武契奇，并对科索沃战争期间轰炸战役中的平民受害者表示慰问。在科索沃，他出席了以他儿子博的名字命名一条高速公路的仪式，以纪念博在培训科索沃法官和检察官方面为该国所做出的贡献。
拜登在任副总统期间，从未在参议员投出过打破平局的票，使他成为获此殊荣时间最长的副总统。2017年2月，拜登在卸任前夕獲奧巴馬頒授國民最高榮譽的總統自由勳章，感動得當場流淚。他与歐巴馬之間情誼密切、合作無間，稱呼彼此為「好兄弟」，並誓言對其畢生支持。

### 2016年总统选举

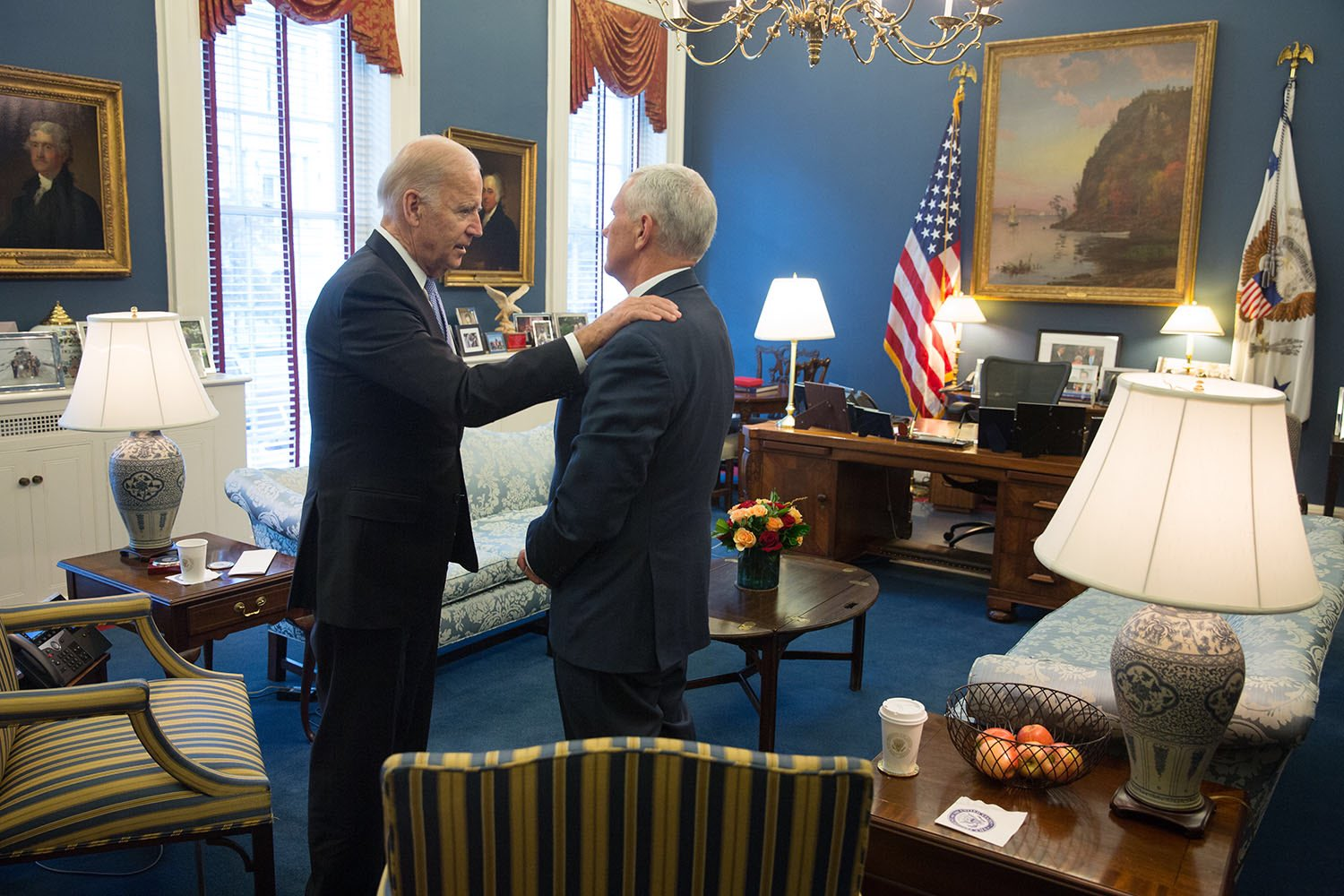
2016年11月10日，拜登与当选副总统迈克·彭斯会面

2014年2月7日，美国副总统拜登7日接受美国媒体访问时坦言，称他看不出什么明显的原因，让其不参加2016年美國總統選舉的角逐。拜登在接受美国有线电视新闻网访问时说，他将在2015年夏季作出正式决定。拜登表示，他将根据对自己的评估作出决定——他是否是最有资格治理国家的人。“这并不意味着我是唯一一个符合条件的人”。在他的第二个副总统任期内，拜登经常被说成是在为可能在为参加2016年民主党总统提名做准备。在2015年年中，他的家人、许多朋友和捐助者都鼓励他参加竞选，而当时希拉里·克林顿的支持率也在下降。据报道称拜登曾认真考虑参选，一个名作2016提名拜登（Draft Biden 2016）的政治行动委员会也注册成立。
到了2015年9月11日，拜登仍不确定是否要参选，他称儿子最近的去世极大地消耗了他的感情和能量，并说：“没有人有权利……去寻求那个职位，除非他们愿意把自己的110%奉献给它。”10月21日，拜登在妻子和奥巴马的陪伴下於玫瑰园的讲台上宣布他不会参加2016年总统竞选的决定。2016年1月，拜登称确认其觉得这是正确的决定，但承认“每天都有后悔没有竞选总统”。
2016年6月9日，奥巴马宣布支持希拉里·克林顿，同日稍晚拜登也宣布对她的支持。在整个2016年大选期间，拜登一直在强烈批评克林顿的对手唐納·川普，并经常用很生动多彩的词语来形容他。

## 卸任副总统後（2017－2019）

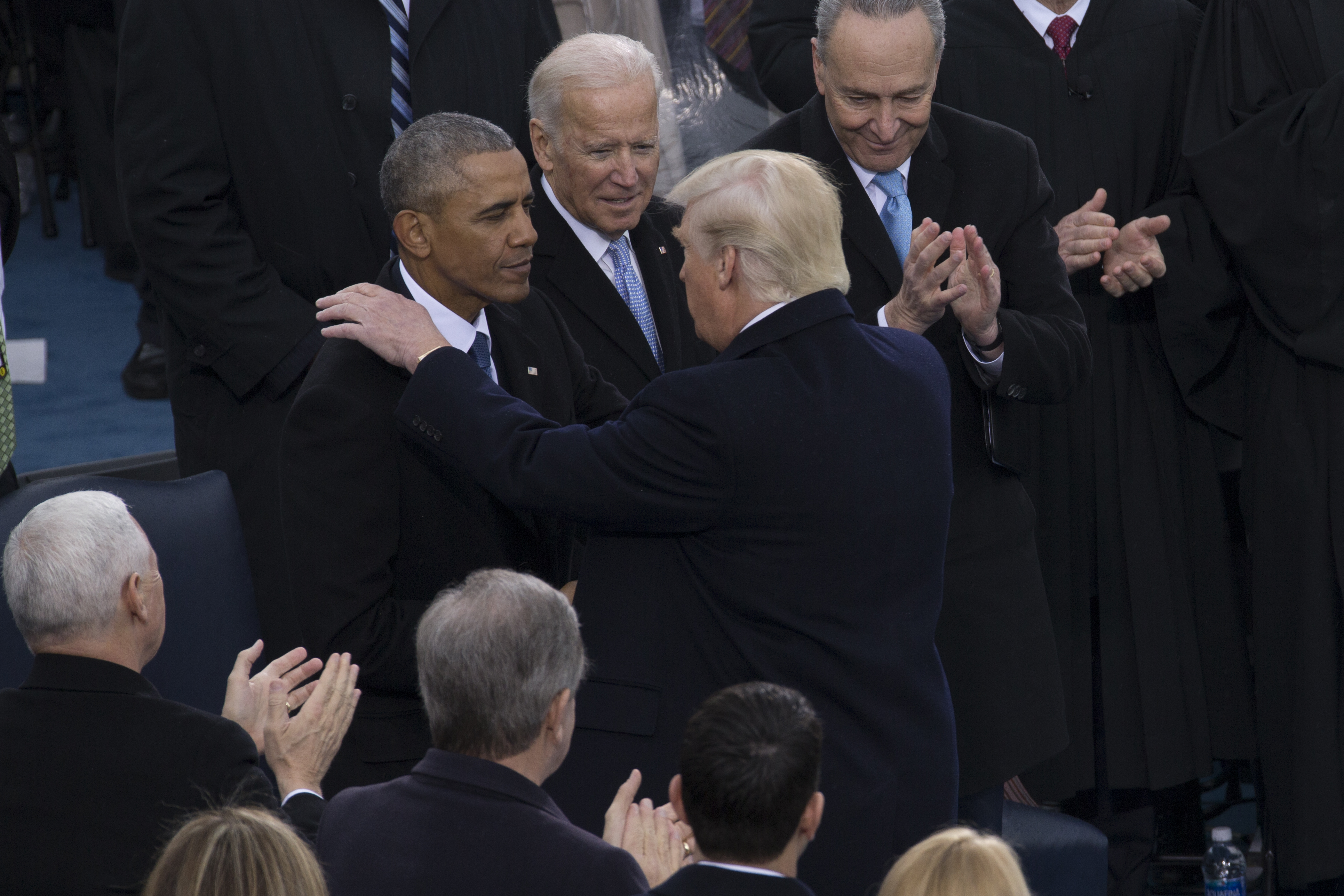
2017年1月20日，卸任的拜登、贝拉克·奥巴马与当选总统唐納·川普在就职典礼会面。

从副总统职位卸任后，拜登成为了宾夕法尼亚大学的教授，同时继续领导寻找新癌症疗法的工作。拜登在2017年撰写了回忆录《答应我，爸爸》，并进行了一次巡展。拜登在2017至18年的总收入达1560万美元。2017年6月1日，拜登宣佈組成一個政治行動委員會（PAC）「美國可能性」（American Possibilities），這可能是他考慮參與2020年美國總統選舉的一個跡象。
2018年，拜登为有所交情的亚利桑那州已故参议员约翰·麦凯恩致悼词，称赞他对美国精神的维护和跨越党派的友谊。拜登仍留在公众视野中为候选人背书，同时继续对政治、氣候變遷和時任总统特朗普等議題发表评论。他还继续为LGBT权利发声，倡导这个在其副总统任内与他关系更为密切的议题。2019年，拜登批评文莱打算实施伊斯兰法律，允许对通奸和同性恋者处以石刑。拜登称这是“骇人听闻和不道德的”，并说：“不能用文化和传统為这种仇恨和不人道的行为開脫。”拜登和他的妻子报告说，截至2019年，因为演讲活动和写书的合同，他们的资产增加到了220万美元到800万美元之间。

## 2020年总统选举

### 猜测与宣布

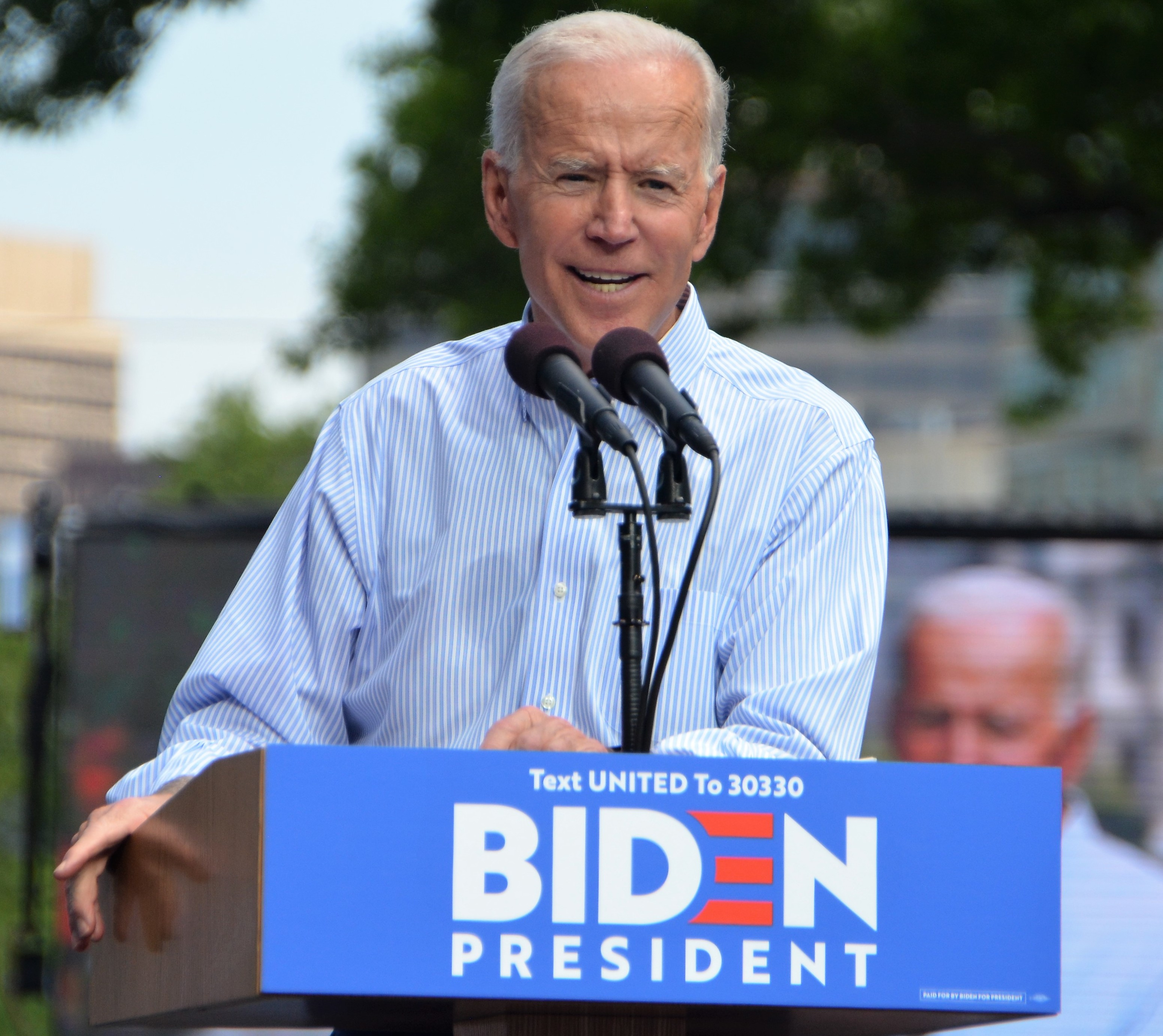
2019年5月，拜登于費城的参选集会

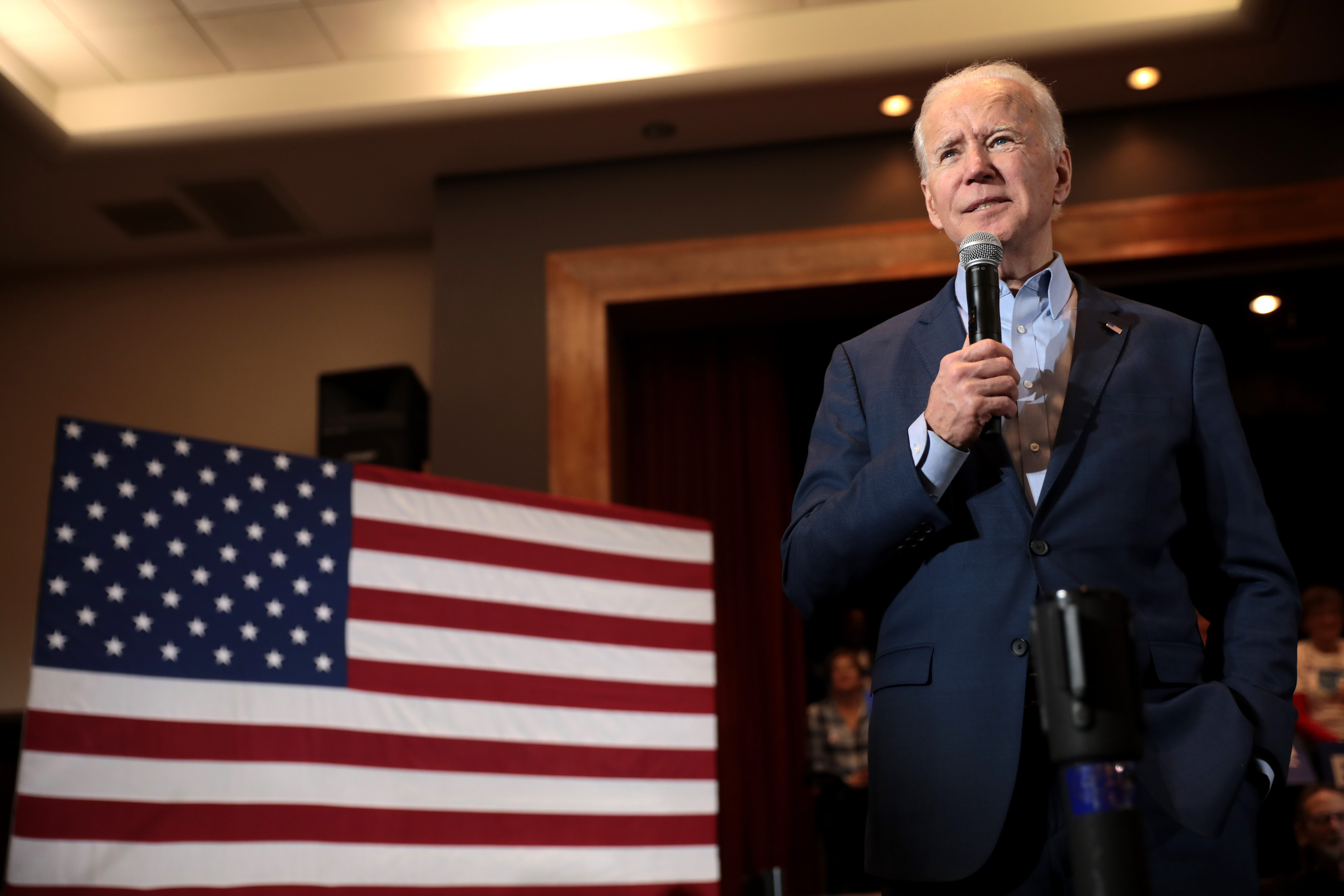
2020年2月，拜登于内华达州

在2016年至2019年间，媒体常将拜登视作2020年可能的总统候选人。当问及是否有意参选时，拜登给出了多种模糊的回答，称“莫言决不”（never say never），并一度表示看不到会让他再次参选的局面，然而数日后表示“我能走就会参选”（I'll run if I can walk.）。2018年1月，一个名为“拜登时间到”（Time for Biden）的政治行動委員會成立，旨在寻求拜登参选。
拜登表示最晚会在2019年一月决定是否参选，但最终并未宣布。其友人称其“非常接近要参选”，但担心再次竞选总统可能会对其家庭和声誉的影响，以及筹款的挑战和对他的年龄与相对中间派立场的看法。另一方面，其参选的动机包括其“义务感”、反感特朗普的总统任期、其他可能参选的民主党人在外交政策方面缺乏经验、以及希望在党内培养“架起桥梁的进步主义”。他于2019年4月25日宣布参选。

### 竞选期间
2019年9月，报道称特朗普曾施压烏克蘭總統弗拉基米尔·泽连斯基调查特朗普方面未有凭据主张的拜登和其子亨特·拜登的不当行为，尽管尚无任何证据表明拜登一家有任何不当行为。媒体广泛认为，施压调查拜登一家是为了损害拜登当选总统的机会，因而引发一桩政治丑闻，并导致众议院将特朗普弹劾。
从2019年开始，特朗普及其盟友谬控拜登将乌克兰检察长維克多·肖金出于对亨特·拜登受雇的布利斯瑪股份公司进行调查而开除，并指控其从乌克兰扣留了10亿美元的援助。实际上，2015年，因为美国、欧盟和其他国际组织认为肖金腐败无能，尤其是因为肖金并未坚定地调查布力斯马，拜登向乌克兰议会施压，要求其撤下肖金，而扣留10亿美元的援助是这项官方政策的一部分。
整个2019年间，拜登在全国民意调查中总体上领先于其他民主党人。尽管如此，他在爱荷华州初选中得票第四，并在八天后的新罕布什尔州初选中列第五。他在内华达州党会中表现稍好，拿下了获得代表所需的15%选票，但仍落后伯尼·桑德斯21.6个百分点。藉在竞选活动与南卡罗来纳州辩论中对黑人选民发出的强烈呼吁，拜登在南卡罗来纳州的初选中以超28点的优势胜出。在彼特·布塔朱吉和艾米·克罗布彻相继退选并背书后，他在2020年3月3日的超级星期二初选中表现卓异，并赢下26场竞争中的18场，包括阿拉巴马州、阿肯色州、缅因州、马萨诸塞州、明尼苏达州、北卡罗来纳州、俄克拉荷马州、田纳西州、德克萨斯州、弗吉尼亚州，从而整体处于领先。迈克·布隆伯格和伊丽莎白·沃伦分別在3月4日和5日相繼退选，拜登又在3月10日的四州中扩大了其对桑德斯的优势（爱达荷州、密歇根州、密西西比州、密苏里州）。而在3月，拜登一名前女職員塔拉·里德宣稱拜登於1993年曾經「把手伸到她的襯衫和裙子裏」，當時她29歲。拜登的競選團隊否認里德的指控。
在桑德斯于2020年4月8日中止竞选后，拜登便成为了民主党的推定总统候选人。4月13日，在从各自家里举行的实时直播讨论中，桑德斯背书了拜登。前任总统奥巴马次日背书拜登。2020年3月间，拜登承诺会将一名女性选作竞选伙伴。6月，拜登拿下了本党总统候选人提名所需的1991名代表数。8月11日，他宣布将加利福尼亚州参议员賀錦麗选定为其竞选搭档，后者亦成为美国史上首个主要党派的非裔及南亚裔副总统提名者。
2020年8月18日，拜登正式于2020年民主党全国代表大会获提名为民主党2020年大选的总统候选人。
10月14日，《紐約郵報》援引特朗普律师，前纽约市长鲁迪·朱利安尼向該報提供的一個硬碟複製本爆料，指一個自稱是其子亨特·拜登的人在2019年4月将一台受損的筆記本電腦送交特拉華州某電腦維修店修理後未有取回，該筆記本電腦和一個載有成功恢復數據的硬碟於2019年11月被联邦调查局取走，然而店主在此之前已複製了該硬碟的內容。《紐約郵報》宣稱在該複製本找到涉及拜登的電郵記錄，該報列舉了一封宣稱來自該筆記本電腦、日期為2015年4月17日的電郵，內容顯示乌克兰天然气能源公司布利斯瑪一位高層感謝亨特邀請他到華盛頓與喬·拜登會面。10月21日，亨特·拜登前商業合作夥伴東尼·鮑布林斯基（Tony Bobulinski）發表聲明，宣稱《紐約郵報》提到的一封於2017年5月13日寄給他，副本收件人之一是亨特的電郵是真實的。邮件中提到了股权分割，称“20为H……H为大人物持有10？”他確認該電郵提到的「大人物」是喬·拜登。鮑布林斯基随后在接受福斯新聞頻道采访时表示，乔·拜登涉嫌与一家中国能源公司的合资公司有联系。但是，《华尔街日报》所获的公司记录显示，乔·拜登与鮑布林斯基所指的合资公司没有任何关联。该合资公司，在2017年拜登卸任副总统后成立，从未收到中国公司的拟议投资或完成了任何交易。

### 成功当选

2020年美國總統大選結果，拜登以306:232勝出選舉

2020年11月，新一届美國總統選舉如期举行。根据各州投票结果，拜登以306:232的巨大优势击败了時任总统唐納·川普及副总统迈克·彭斯，当选为美国第46任总统，其搭档副总统为賀錦麗。自此，拜登成为自1992年比尔·克林顿击败乔治·布什以来第一位击败现任总统的候选人。他是第二位非现任副总统（继1968年的理查德·尼克松之后）当选总统，也有望成为最年长的总统，同时也是第一位家乡是特拉华州的总统（尽管他出生在宾夕法尼亚州），以及继约翰·肯尼迪之后的第二位天主教总统。
大选后几天，拜登成立了COVID-19咨询委员会，以取代之前的白宫冠状病毒特别工作组。他承诺，政府将采取比特朗普更有力的应对措施，包括增加检测、稳定供应个人防护装备、分发疫苗，以及为学校和医院提供资金，所有这些都将由一个全国性的“供应链指挥”负责，他将协调个人防护装备和检测包的制造和分发。测试材料将由“大流行病测试委员会”分发。拜登还承诺将比特朗普更积极地使用《国防生产法》来积累物资，并将雇佣10万名接触者追踪者来追踪和限制疫情爆发。
2020年11月11日，拜登选择罗恩·克莱恩为白宮幕僚長。克莱恩在1980年代曾是拜登的参议院助手，是拜登作为副总统的第一任幕僚长，也是副总统阿尔·戈尔的幕僚长。
2020年11月23日，拜登首次作出国家安全提名和任命，提名安东尼·布林肯为国务卿，亚历杭德罗·马约尔卡斯为国土安全部部长，艾薇儿·海恩斯为国家情报总监，杰克·苏利文为总统国家安全事务助理，琳达·托马斯-格林菲尔德为美国驻联合国大使，前国务卿约翰·克里为总统气候问题特使。如果提名得到确认，海因斯将成为第一位担任国家情报总监的女性，马约卡斯将成为第一位担任美国国土安全部负责人的拉美人和第一位移民。拜登后来宣布，珍妮特·耶伦是他提名的财政部长人选。
同在11月23日，联邦总务署署长艾米丽·墨菲正式承认拜登是2020年大选的赢家，并授权启动向拜登政府的过渡进程。2020年12月21日，拜登在电视直播中接种了他的第一剂2019冠狀病毒病疫苗。，第二剂在2021年1月11日完成。2021年1月6日，美国国会最终清点了拜登与贺锦丽的选举人票数，正式确认了他们的正、副总统当选资格。

## 总统时期（2021－2025）

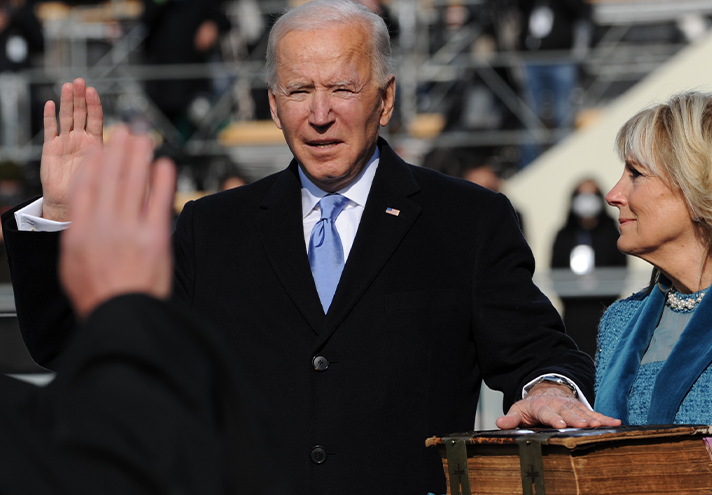
乔·拜登在首席大法官約翰·羅伯茨监誓和他的家人觀禮下宣誓就職

2021年1月20日，拜登正式就任美国第46任总统。就职后，拜登成为了继约翰·肯尼迪之后的第二位信奉天主教的总统，第一位特拉华州出身的总统，并以78岁高龄成为了美国历史上最年长的总统。前任总统唐納·川普拒绝参加拜登的就职典礼，这是自理查德·尼克松以来首次出现在世的任满或因故离任的前任总统缺席继任就职仪式。前任副总统迈克·彭斯伉儷出席了仪式。

### 2021年
上任首天，拜登就簽署了17項行政命令，涉及美國重返巴黎气候协议、强制在联邦政府机构和联邦土地上佩戴口罩、撤销拱心石輸油管道第四期項目（Keystone XL）许可、结束了特朗普对数个穆斯林国家的旅行禁令、撤销特朗普下達的美国退出世界卫生组织命令、撤銷修建美墨边境墙等措施。1月21日，拜登又簽署十項抗疫行政令，涉及搭飞机及公交车时必须配戴口罩等內容。1月25日，拜登签署一项行政命令，要求美國政府增加采购对美国製造的产品。1月27日，拜登簽署行政令，要求將应对气候危机置于美国外交政策和国家安全的中心位置，並鼓励发展清洁能源以轉變美国对化石能源的严重依赖，暂停相關企業在美國联邦土地上开采石油和天然气。2月2日，拜登签署3项涉及纠正特朗普政府强硬移民政策的行政命令。拜登在上任内头两周所签署的行政命令比罗斯福以来的任何一位总统上任首个月内所签署的行政命令都多。
2月4日，拜登政府结束了美国对沙特领导的干预也门行动的支持。拜登在首次以总统身份访问美国国务院时表示，“这场战争必须结束”，冲突造成了“人道主义和战略灾难”。2月24日，拜登取消了前总统特朗普於2020年为应对2019冠狀病毒病疫情而实施的大多数移民限制措施，不過拜登一系列寬鬆的移民政策導致美墨邊境的非法移民数量創20年来最高水平。2月25日，拜登政府“打击了叙利亚境内两个伊朗所支持的民兵组织的据点，以回应过去两周对该地区美军的火箭弹袭击”。这也是美国军方在拜登领导下首次采取行动。

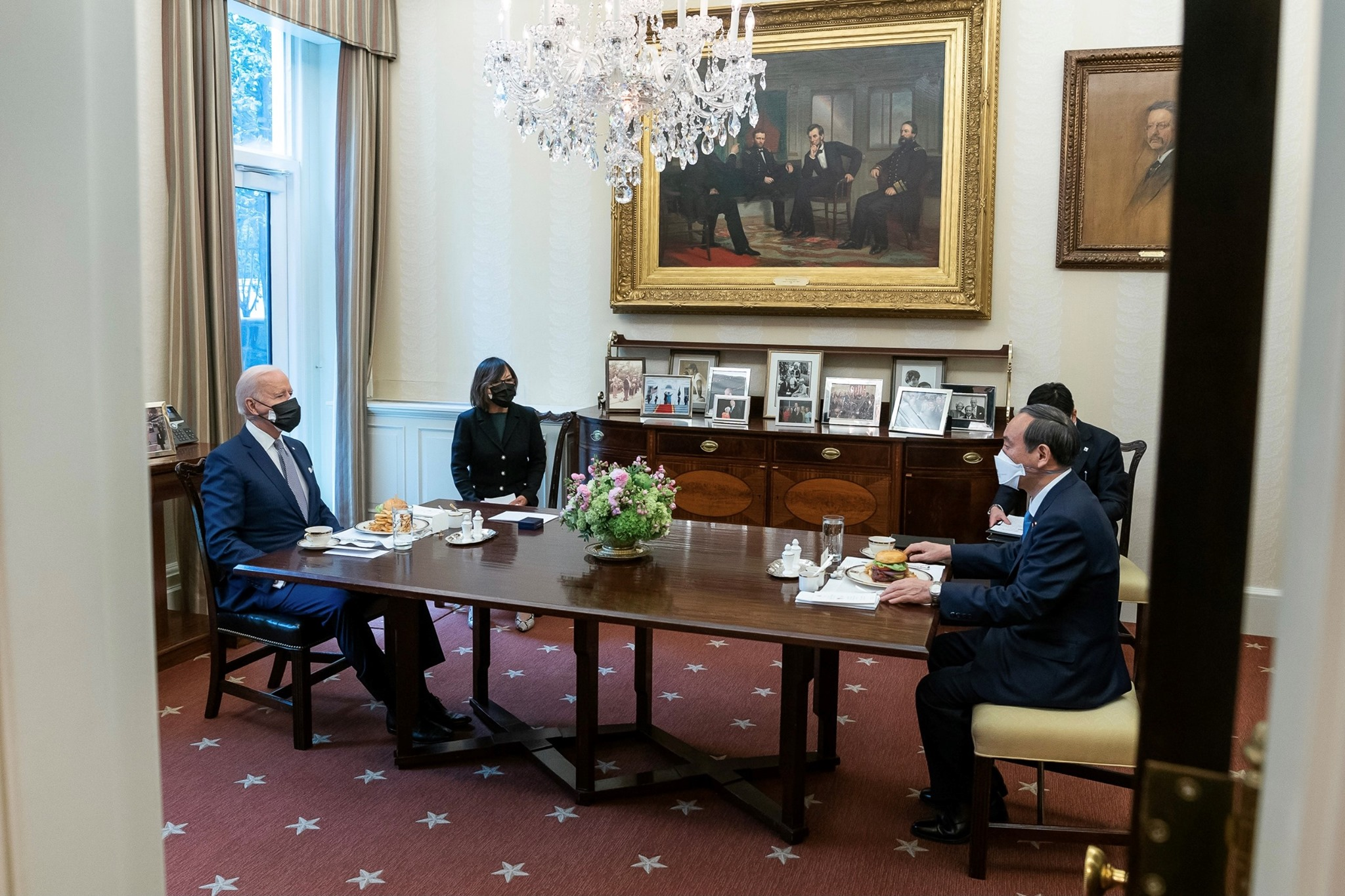
2021年4月16日，拜登在白宮与日本首相菅义伟会面

3月10日，美國國務院允许萨尔瓦多、危地马拉和洪都拉斯三国合法在美居留移民的未成年子女赴美。3月11日，在世界卫生组织宣布COVID-19为全球大流行病一周年之际，拜登签署了《2021年美國救援方案法》，一个由他提出并推动的1.9万亿美元经济刺激救济方案，旨在加快摆脱疫情影响并推动美国经济复苏。该方案包括直接给大多数美国人支付救助金，延长增加失业救济金额的期限，为疫苗分发和学校重新开放提供资金，支持小企业和州及地方政府，扩大医疗保险补贴和儿童税收抵免。拜登还尝试游说提高联邦最低工资标准，但在参议院议事法规专家表示该增加条款违反议事规定后未被纳入最终法案中。
4月28日，拜登總統在国会联席会议上發表演講。
5月，在以巴冲突期间，拜登表达了对以色列的支持，他称：“我的政党仍然支持以色列”，尽管一些民主党人持不同意见。
5月20日，拜登簽署《COVID-19新冠仇恨犯罪法》（COVID-19 Hate Crimes Act），當中定明司法部指派官員調查仇恨犯罪，加強各州的仇恨犯罪調查等，當中主要是旨在緩減疫情期間針對亞裔的歧视。
6月，拜登就职总统后首次外访。6月11日，拜登开始前往英国会见首相鲍里斯·约翰逊，届时将参加在英国康沃尔郡举行的为期三天的七国集团峰会。在此期间，拜登还将与七国集团国家领导人举行双边会晤。6月13日，英国女王伊丽莎白二世将在于温莎城堡会见拜登夫妇。6月14日，拜登前往比利时布鲁塞尔参加北约峰会。6月15日，拜登在布鲁塞尔参加美欧峰会。6月16日，拜登在瑞士日内瓦会见俄罗斯总统弗拉基米尔·普京。
6月17日，拜登签署《六月节国家独立日法案》，将6月19日定为“六月全国独立日”。就此，6月19日正式成为美国结束奴隶制的联邦假日。“六月节”成为自1983年马丁·路德·金纪念日以来设立的第一个联邦假日。
7月初，大部分驻阿富汗美军从阿富汗撤出。拜登在谈到撤军问题时称：“塔利班压倒一切并占领整个国家（阿富汗）的可能性非常小。”8月15日，在塔利班的攻势下，阿富汗政府迅速崩溃，阿富汗总统阿什拉夫·加尼逃离到了第三国。拜登的回应是下令派遣6000名美军协助美国公民和阿富汗盟友撤离。拜登撤军的方式受到了批评，国会两党议员都指责他的撤离计划对美国人和阿富汗盟友不周。
9月，拜登宣布要签署一项名为“AUKUS”（澳英美联盟）的历史性安全合作协议，以深化印太地区的外交、安全和防务合作。通过该协议，美国将帮助澳洲首次建造核动力潜艇。协议还涵盖人工智能、量子技术和网络安全合作。
11月15日，拜登签署总额1.2万亿美元的跨党派《基础设施投资和就业法案》，法案涵盖對交通、公用事业和宽带等基础设施在內的大规模基建項目投資。。該法案的前身是價值3.5万亿美元的《重建美好法案》 ，但法案開支過大而無法取得共和黨人和民主黨參議員曼钦的支持，最終在數輪談判和曠日持久的修改下，法案被下修至1.2萬億并取消了若干條款。
在他担任总统的前八个月里，根据美国晨间咨询公布的民意调查，拜登的支持率保持在50%以上。8月，支持率开始下降，到12月降至40％以下。他的支持率下降的原因是阿富汗撤军、新型冠状病毒Delta变异株造成的住院人数增加、高通胀、汽油价格上涨、民主党内部的混乱以及政治中惯常出现的支持率下降。
拜登上任9个月后，美国经济从新冠肺炎疫情的衰退中复苏。在此期间美国经济的特点是：在通胀明显上升的情况下，实际GDP、就业、工资和股票收益率都有强劲的增长。实际GDP增长5.7% ，是37年来的最快增速。在创纪录的就业机会中，失业率也以有记录以来最快的速度下降。到2021年底，通货膨胀率达到7.1%，这是近40年来的最高水平，被至少20年来最高的工资和薪水增长部分抵消。低收入阶层的收入增长尤其强劲。
在第21届联合国气候变化大会之前和期间，拜登推动了美国和欧盟在2030年之前将甲烷排放量减少三分之一的协议，并试图让其他几十个国家加入这一协议。他试图说服中国和澳大利亚采取更多行动。他召集了一个主要经济体能源和气候论坛，敦促其他国家加强其气候政策。拜登承诺到2024年将对发展中国家的气候援助增加一倍。同样在第26届联合国气候变化大会上，美国和中国就减少温室气体排放达成了协议。这两个国家的排放量占全球排放量的40%。
到2021年底，美国联邦参议院确认了今年拜登政府提名的第40名联邦法官。拜登是过去四十年中，在首年任期内提名最多法官的总统。拜登在其司法任命中比美国历史上任何一位总统都更重视多样性，大多数任命是女性和有色人种。

### 2022年

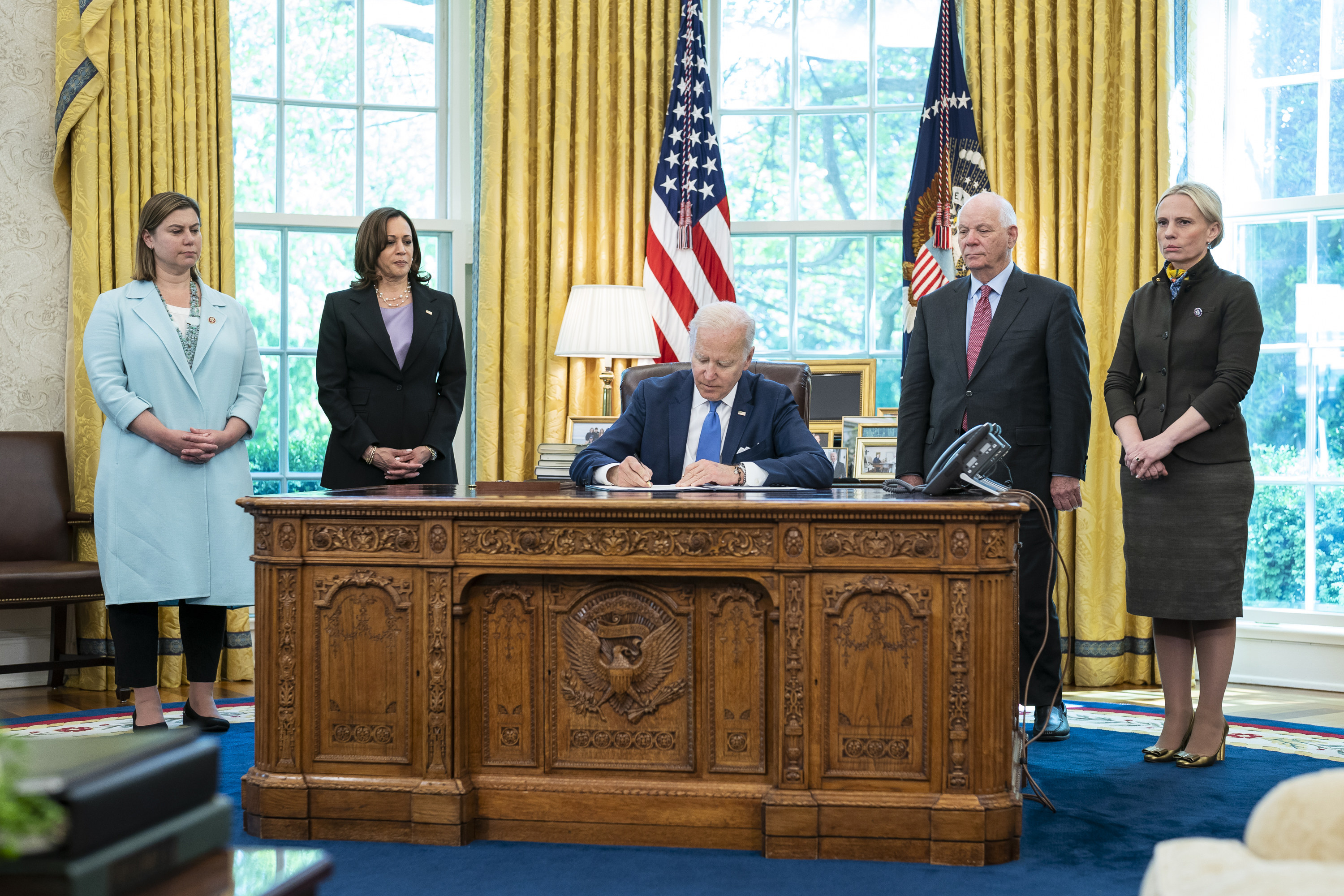
拜登簽署《2022年烏克蘭民主防衛租借法》

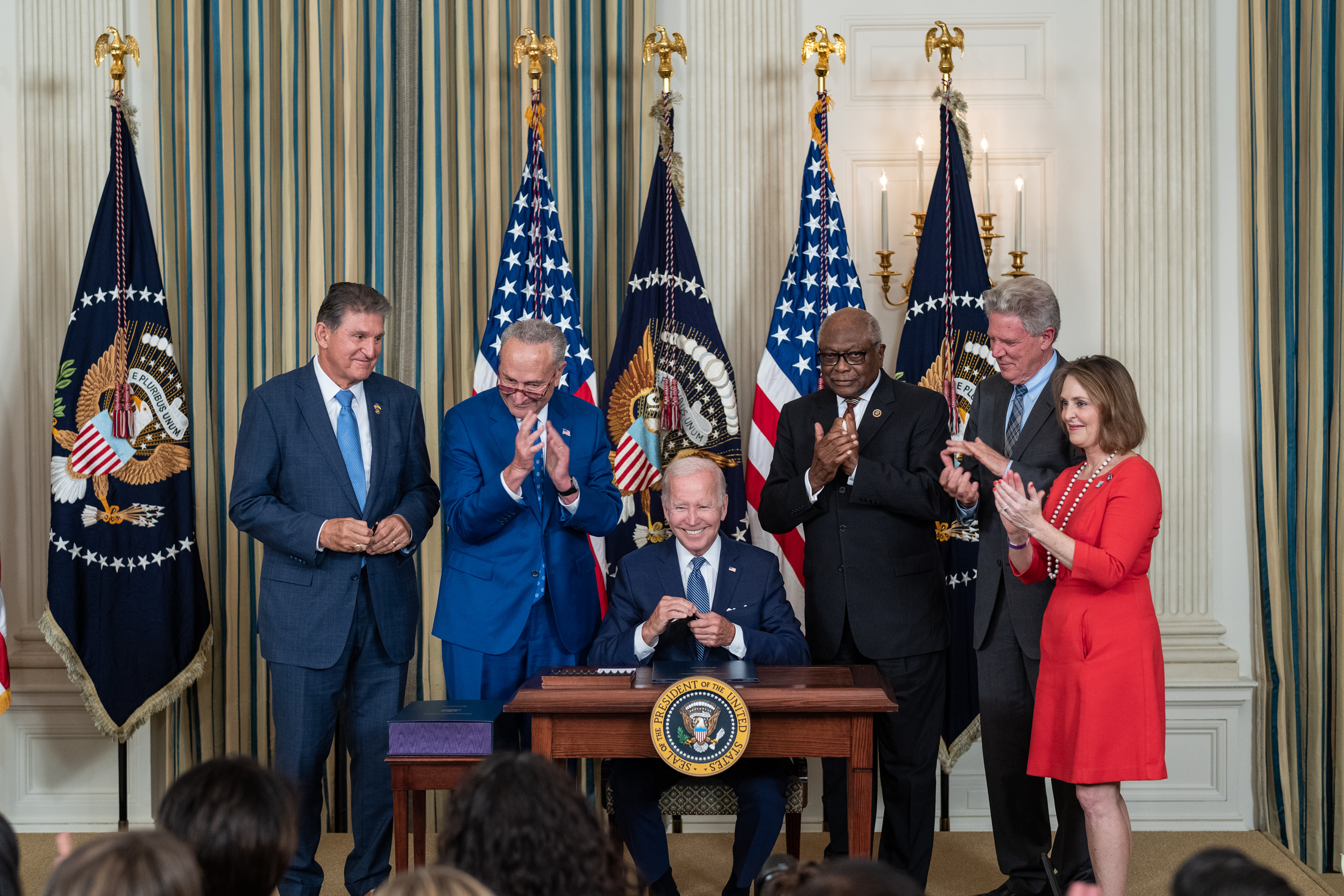
拜登簽署《2022年降低通脹法》

2022年1月，在大法官史蒂芬·布雷耶宣佈退休後，拜登在2月25日提名黑人女性法官凱坦吉·布朗·傑克遜繼任大法官，并在4月7日獲美國參議院以53票支持、47票反對的票數通過，成功使其成為美國最高法院第一位黑人女性大法官。
2022年5月9日，針對俄羅斯入侵烏克蘭的事件，拜登簽署了《2022年烏克蘭民主防衛租借法》，以免除美國總統出借或出租軍事裝備的繁文縟節、加強對烏克蘭的軍事援助和抵抗能力。
2022年5月美国消费者价格指数（CPI）环比上涨1%，同比增长8.6%。同比涨幅继2022年3月后再创1981年12月以来最大值。
2022年6月25日，拜登簽署了《兩黨更安全社區法》（Bipartisan Safer Communities Act），內容包括對青少年買槍的背景調查、花費150億美元升級心理健康項目和學校安全、鼓勵各州允許地方法官強制收繳被法官認為具有危險性的持槍人員的槍支等。該法案打破美國近30年來未出台任何控槍法案的局面。
2022年7月21日，拜登的新冠病毒检测结果呈阳性，並且症状轻微。7月27日，拜登痊愈。7月30日，拜登的新冠检测再次呈阳性。8月6日，拜登的新冠病毒检测结果呈阴性。
2022年8月9日，拜登簽署《晶片與科學法》，該法針對中國及促進美國半導體的研究和製造投資520億美元。截至2024年5月，該法案已創造超過36300個就業機會和接近2720億的投資。
2022年8月10日，拜登簽署《全面解決有毒物資法案》(PACT Act)，該法案擴大對退伍軍人和家屬的保障。直至2023年11月，該法案已令超過50多萬名健康受損的軍人受惠。
2022年8月16日，拜登簽署《2022年降低通脹法》法案，該法案包括對於年收入超過10億美元的企業徵收最低企業稅、增加股票回購稅、進行處方藥價改革、強化國稅局稅收執法等，并涉及3,690億美元的氣侯和綠色投資、640億美元的《平價醫療法案》內容擴充。
2022年11月舉行的美國國會中期選舉，拜登所屬的民主黨失去眾議院控制權，但保留參議院控制權，本届選舉中的民主黨表现明顯優于歷史同期的執政黨表現。
2022年12月7日，拜登簽署了《發聲法案》，其旨在防止受害者在發生性侵犯和性騷擾的情況下被執行保密協議，以保證受害者的聲音不被抑制。同月13日，拜登簽署《尊重婚姻法案》，該法案要求美國聯邦政府承認美國同性婚姻和異族通婚的有效性，並保護宗教自由。

### 2023年

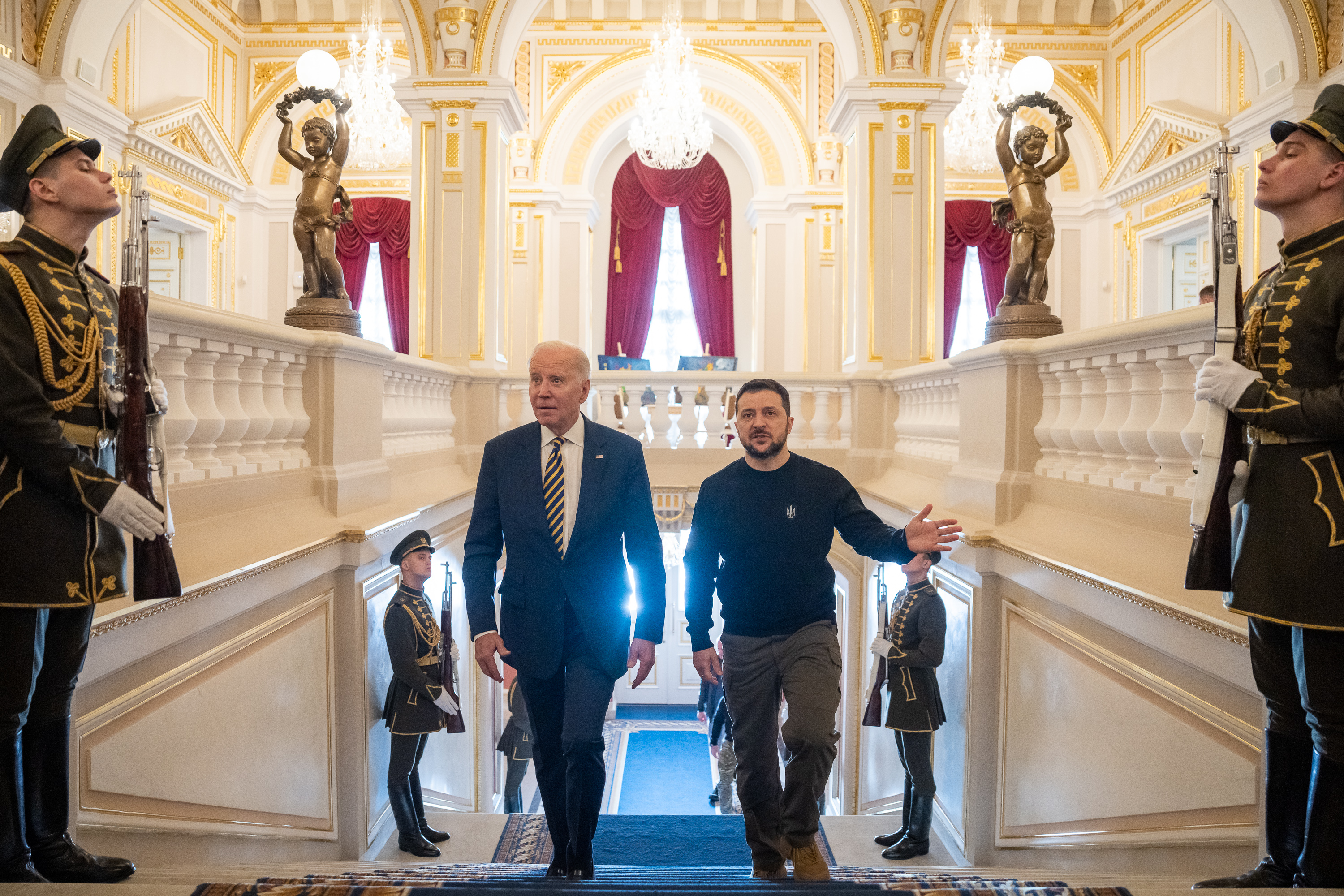
拜登訪問烏克蘭首都基輔

2023年2月，拜登胸口皮膚基底細胞癌組織被切除。
2023年2月20日，拜登在事先未宣布之下访问乌克兰首都基辅，此行是他自俄羅斯入侵烏克蘭以来首次访问乌克兰。
2023年4月25日，拜登正式宣布競逐2024年美國總統選舉民主黨提名，尋求連任。
2023年6月30日，美國最高法院以6比3的票數否決拜登政府提出的學貸減免計畫。首席大法官約翰·羅伯茨表示，政府要執行這項計畫必須獲得來自國會的直接授權。
2023年8月11日，美国共和党众议员格雷格·斯图布宣布，已提交针对拜登的弹劾条款，他指控后者涉嫌贿赂、威胁和欺诈等。9月12日，美国众议院议长麦卡锡表示，美国众议院将对总统拜登展开弹劾调查。12月13日，美国国会众议院授权对乔·拜登进行彈劾調查。
美國能源信息署發表的2023年度《二氧化碳排放量報告》指出2023年的美國能源二氧化碳排放量較2022年下降7%，住宅、商業領域與能源相關的碳排放均有較顯注改善。
在《基礎設施投資和就業法案》簽署兩周年後，負責督導基建案實施的紐奧良前市長蘭德魯（Mitch Landrieu）指出目前已宣布的基建項目包括機場、橋梁、道路、建造更多電動車充電站、建立高速互聯網等，總價值超過4000億元，涵蓋全部50個州、哥倫比亞特區以及美洲原住民部落地區，涉及4500多個社區共4萬個項目。
根據清潔投資監測報告，在《2022年降低通脹法》通過後，2023年第四季度的潔淨能源投資較2022年度同比上升40%、公用事業太陽能和儲存系統部署投資上升50%、清潔技術的製造業上升153%，而新興氣候技術的部署則比去年同期提升超過十倍（從9億美元成長至91億美元）。美國清潔能源技術的公共和私人投資則從2022年的1740億美元上升至2023年的2370億美元，年升幅達36.2%。2023年潔淨能源行業增加了14.2萬個就業崗位，約佔去年全國新增就業人數總數的5%，就業工人的薪資亦比平均高出21%，而工人中有12%加入了工會，這一比例高於整體能源產業。
自從2022年俄羅斯入侵烏克蘭以來，拜登大力支持芬蘭和瑞典兩國加入北大西洋公約組織(NATO)。芬蘭在2023年4月4日正式加入，而瑞典亦隨後加入，最終使得北約成功實現自2020年以來的又一次擴張。

拜登任內芬蘭和瑞典先後加入北約

### 2024年至离任
2024年4月24日，拜登簽署了總額為950億美元的對外援助法案，項目包括610億美元對烏克蘭的援助、260億美元用於以色列的戰時援助以及向加沙民眾提供人道主義救濟、80億美元涉台和亞太戰略的開支。
2024年5月2日，EPA（美國國家環境保護局）宣布，拜登總統挹注30億美元，加上EPA的「鉛水管更換飲用水各州循環基金」合共120億美元，預計更換全國多達170萬條鉛水管，以免飲用水暴露於鉛汙染的環境中。同月13日，拜登簽署《禁止俄羅斯鈾進口法案》，該法案禁止美國從俄羅斯進口低濃縮鈾，以減少對俄羅斯核材料的依賴，並打擊俄羅斯政府的收入。
2024年7月9日，拜登簽署《加速部署多功能先進核能以實現清潔能源法案》（ADVANCE Act of 2024），內容包括為核能技術發展和開發提供激勵措施、支持核能管理委員會（NRC）降低監管審查成本、加強核燃料循環、供應鏈、基礎設施建設和人才培養等。法案旨在促進核能發電，以為太陽能和風能等間歇性再生能源提供穩定的補充。
2024年7月17日，拜登再度確診新冠病毒而居家隔離。
2024年7月21日，拜登因先前與川普辯論時表現不佳，加上健康疑雲以及民主黨內勸退的聲浪下，使他在選前107天宣布放棄競選連任，並表態支持副手賀錦麗代表民主黨參選。
2024年8月2日，拜登簽署了兩黨共同提出的《全美國旗法案》，法案旨在逆轉美國每年花費440萬美元從中國進口國旗的情況，要求聯邦政府只購買完全在美國製造的美國國旗。
2024年8月15日，在《2022年降低通脹法》簽署兩年後，拜登政府公佈第一輪藥物價格談判結果，10種包括治療糖尿病、心臟病、關節炎、牛皮癬、血栓、血癌的藥物將會大幅減價38%至79%不等，并每年為美國醫療保險（Medicare）節省約 60 億美元開支，節省醫保個人自付費用約15億美元開支，協議將在2026年1月1日正式生效。
2024年10月2日，拜登簽署了兩黨共同提出的《美國晶片建設法案》（Building Chips in America Act），該法案旨在簡化晶片製造項目相關的聯邦許可流程和豁免部份環境評估的審查，從而加快《晶片與科學法》簽署後政府補貼的審批速度和加強半導體產業的開發 。
2024年12月1日，拜登宣佈動用總統權力特赦其兒子亨特·拜登的聯邦罪行，該爭議性行為明顯違反拜登之前的承諾，并受到共和黨人的迅速譴責。
2024年12月，拜登聖誕節前夕簽署大量的法案，包括確認白頭海鵰為美國國鸟的法案、建立有史以來第一個聯邦反霸凌標準的《停止校園欺凌法案》、保護生活在寄宿治療設施中的青少年免受虐待的《防止機構兒童虐待法案》、取消貪污政客退休金的《禁止腐敗法案》等。
2025年1月5日，拜登簽署了兩黨的《社會保障公平法案》，當中擴大了有關消防員、警察、教師等的退休保障，取消了一些削減公務員未亡配偶福利的條款，法案使250萬名退休人士每月平均增加360美元所得，是美國20年來第一次擴大社會保障的立法。
2025年1月19日，拜登政府和川普新政府成員一起斡旋，共同促成以色列—哈瑪斯停火，並在川普就職典禮前一天生效。

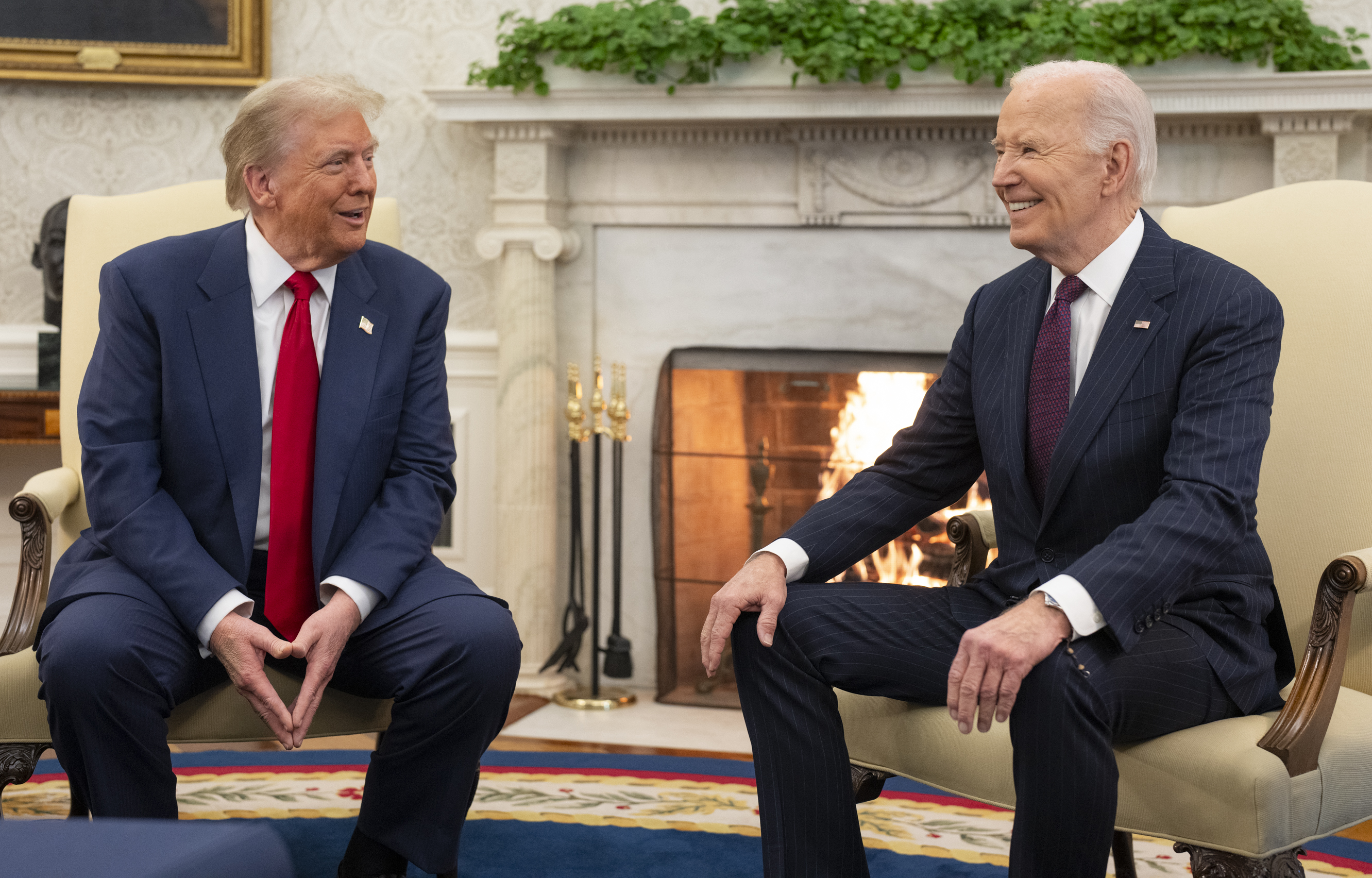
2024年11月13日，拜登在椭圆形办公室會見第47屆總統當選人唐納·川普（美國總統過渡）

### 内阁

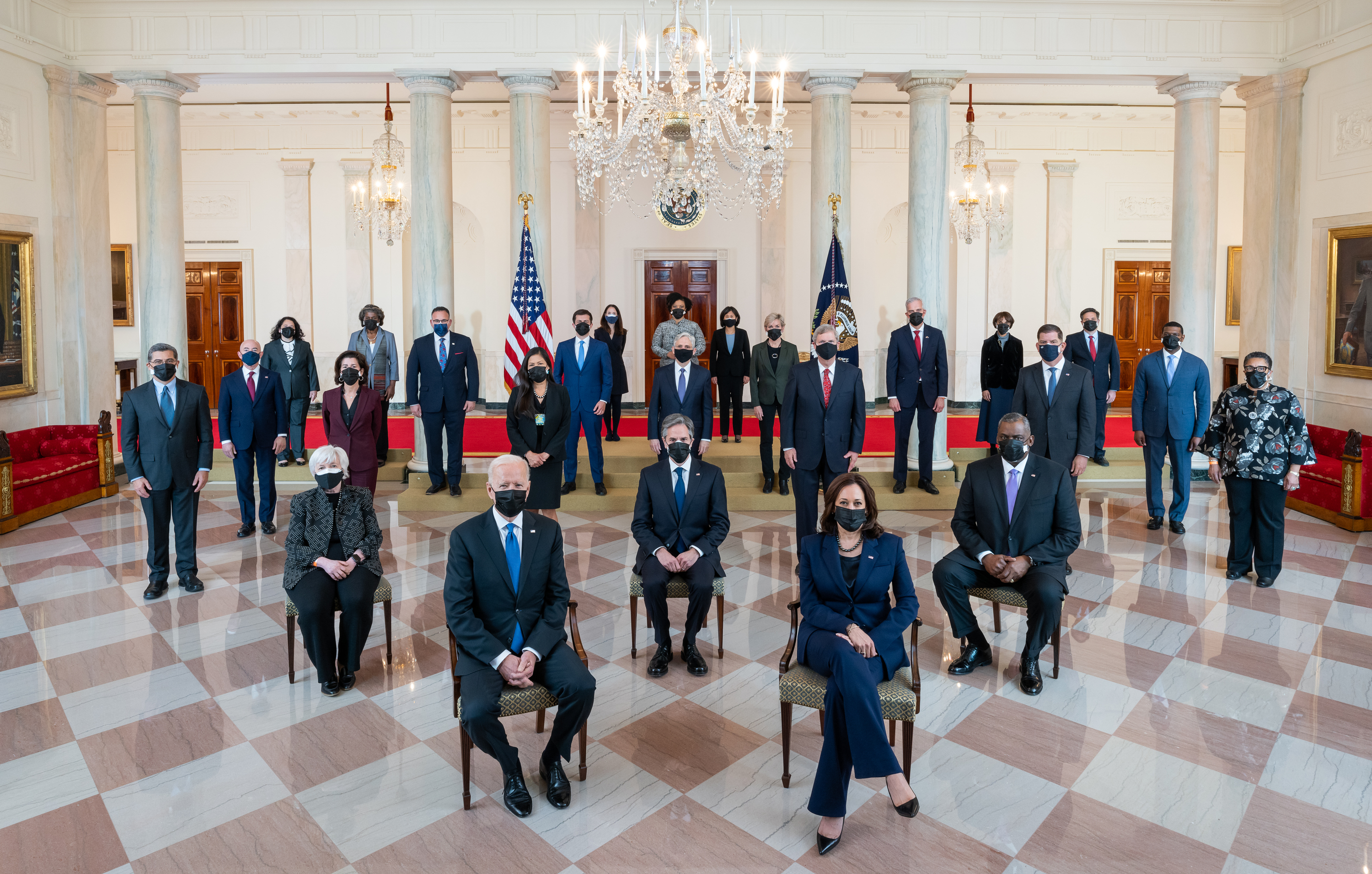
2021年4月，拜登与其内阁成员合影

| 职位               | 姓名                    | 任期           |
| ------------------ | ----------------------- | -------------- |
| 总統               | 乔·拜登                 | 2021－2025     |
| 副总統             | 賀錦麗                  | 2021－2025     |
|                    |                         |                |
| 國務卿             | 安东尼·布林肯           | 2021.1－2025.1 |
| 財政部長           | 珍妮特·耶伦             | 2021.1－2025.1 |
| 國防部長           | 劳埃德·奥斯汀           | 2021.1－2025.1 |
| 司法部長           | 梅里克·加兰             | 2021.3－2025.1 |
| 內政部長           | 德布·哈兰德             | 2021.3－2025.1 |
| 農業部長           | 汤姆·维尔萨克           | 2021.2－2025.1 |
| 商務部長           | 吉娜·雷蒙多             | 2021.3－2025.1 |
| 勞工部長           | 苏维思（代理）          | 2023.3－2025.1 |
| 卫生与公众服务部長 | 哈維·貝西拉             | 2021.3－2025.1 |
| 住房及城市發展部長 | 阿德里安·托德曼（代理） | 2024.3－2025.1 |
| 教育部長           | 米格尔·卡多纳           | 2021.3－2025.1 |
| 運輸部長           | 皮特·布蒂吉格           | 2021.2－2025.1 |
| 能源部长           | 珍妮弗·格兰霍姆         | 2021.2－2025.1 |
| 退伍軍人部長       | 丹尼斯·麦克多诺         | 2021.2－2025.1 |
| 國土安全部長       | 亚历杭德罗·马约尔卡斯   | 2021.2－2025.1 |

## 卸任總統後
2025年5月19日，拜登辦公室聲明表示拜登被診斷出患有「惡性」前列腺癌，癌細胞已轉移到骨骼，拜登和家人正在與醫生一起探討治療方案。總統特朗普和部份共和黨政要表示祝褔拜登早日康復，同时暗示拜登在任内向选民隐瞒病情。其兒子小唐納德·特朗普公開質疑「我想知道的是，吉尔·拜登博士為何會到癌症進展到第5級才知道，這是另一個隱瞞事件嗎？」（儘管吉尔·拜登的博士頭銜是教育博士而非醫生或醫學博士），部份媒體也支持拜登團隊可能刻意隱瞞病情的陰謀論。
2025年6月3日，美國司法部針對拜登使用自動筆來簽署特赦文件和20項行政命令進行調查。儘管特朗普本人也承認在一些文件上用過自動筆，但他聲稱拜登對這些文件一無所知，而是被白宮中的極左翼分子操控了，拜登則嘲笑這些說法，並堅稱自己做出了每一個決定，而總統的特赦權力是絕對的。2025年7月15日，調查拜登的共和黨眾議員詹姆士·卡莫同樣被媒體發現在調查過程中大量使用自動筆，包括傳召拜登政府時代白宮工作人員作證的信件。

## 政治立場
拜登普遍被定性为温和派民主党人和中间主义者。美国民主行动组织（ADA）给拜登截止到2004年的终身自由派评分为72%，而美國保守派聯盟（ACU）到2008年给他的终身保守派评分为13%。
拜登曾支持2009年美國復蘇與再投資法案中的财政刺激措施，例如奥巴马政府提出的增加基础设施支出，用于公共交通，包括美鐵、公共汽車和地鐵补贴以及奥巴马政府在2014财年预算中提出的消减军费支出。他曾提议扭转部分2017年减税与就业法案中包括的企业减税政策，称这样做不会损害企业的雇佣能力。他给北美自由贸易协议（NAFTA）和跨太平洋伙伴关系协定投了赞成票。拜登是患者保护与平价医疗法案（ACA）的坚定支持者。他推还动了一项在此基础上扩大并发展所覆盖范围的计划，预计将由取消特朗普政府所做的一些减税条款来支付。拜登的计划是建立一个公共的醫療保險体系，目的是将医疗保险的覆盖面扩大到97%的美国人。
拜登支持生育权、同性婚姻、羅訴韋德案的判决。自2019年以来，他还支持废除海德修正案。他反对在极地国家野生动物保护区钻探石油，支持政府出资寻找新能源。他认为美国必须对全球变暖采取行动。他是参议院最严格的气候相关法案《2007年全球变暖减少污染法案》的共同提案人，此一法案呼吁美国参加联合国气候谈判。他希望在2035年实现美国电力部门无碳化，并在2050年实现零排放。他的方案包括重新加入巴黎协定、自然保育和建设綠色建築。拜登希望向中国和其他国家施压，以减少温室气体排放，必要时可征收碳关税。作为参议员，他与警察团体建立了深厚的联系。拜登是《警察权利法案》的主要支持者——此一法案雖受到警察工会支持，但卻為警察局长们反对。作为副总统，他曾担任白宫与警察的联络人。

### 外交政策
拜登称，他反对以軍事力量幫助別國實行政权更迭，但支持为反对派运动提供非军事支持。他反对美国直接干预利比亚，但支持北约主导对利比亚的军事干预。他曾投票反对美国参与海湾战争，投票支持美国参与伊拉克战争。他还支持以巴冲突的兩國方案。拜登承诺结束美国对沙特领导的干预也门行动的支持，并重新评估与沙特阿拉伯的关系。他称朝鲜是一只“纸老虎”。作为副总统，拜登支持奥巴马的古巴解凍政策。他曾表示，作为总统，他将恢复美国在联合国主要机构的成员资格，如联合国教科文组织（UNESCO）和世界卫生组织（WHO），并重新与联合国人权理事会进行接触。

#### 中华人民共和国

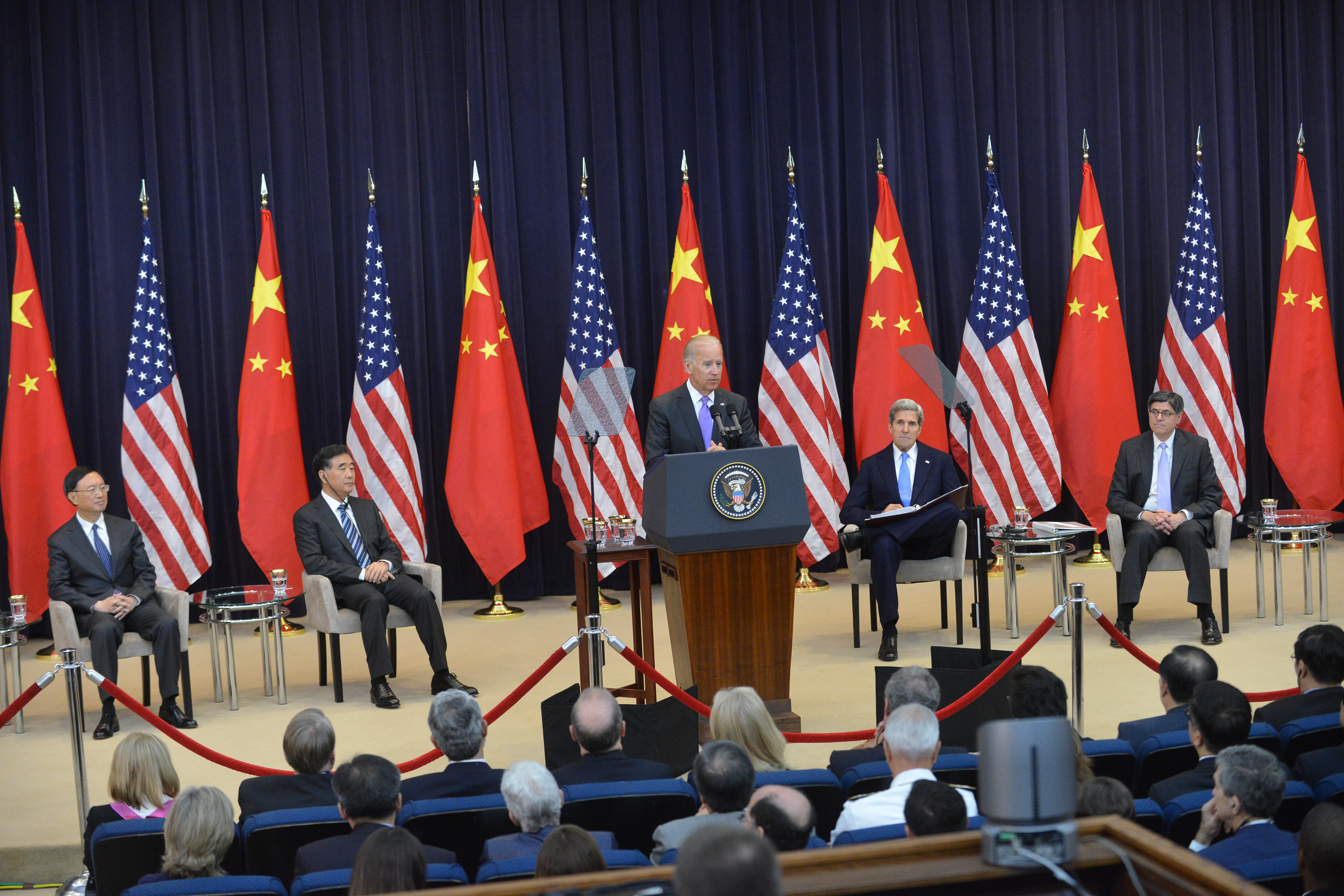
2013年7月，拜登在华盛顿特区举行的中美战略与经济对话上发言

拜登认为美国对中国的政策应是与之共事（Engagement）及融合（Integrate）中国到国际秩序中。他同时强调必须推动中国遵循法律和政治方面的国际准则，以及巩固现有联盟以提防中国异常地侵犯美国及其盟国的根本利益。他反对把中国视为敌人，也不以中国为盟友，而是认识到中美之间既有竞争也有共同利益。他认为能源及环境是对中关系的两个特别重要的领域。作为联邦参议院外交委员会主席，他于2007年要求议会研究服务（Congressional Research Service）全面研究中国在亚非拉正在增长的软势力，并于次年主持了参议院“全球化时代的美中关系”听证会，对中国的国情及外交有较一般美国政治家更广泛，深入的认识及思考。
拜登支持一个中国政策，主張結束自2018年爆發的中美贸易战并終止川普政府對中國貨品加徵的額外關稅。比起川普政府，拜登更加願意增進和中國的合作關係。因為拜登認為中國是美國的競爭對手兼合作伙伴而非敵國。拜登曾于2011年9月7日在《纽约时报》發表題為《中國崛起不是我們的終結》（China's Rise Isn't Our Demise）的文章。称虽然中国崛起带来挑战，但“美国和中国合作的同时也在竞争。”拜登相信，“美国能够并将在这种竞争中蓬勃发展。”拜登称美国的政治和经济制度在竞争中有利。而如果中国想要向创新型经济转型，则必须改变制度。
2020年起拜登關於中國的言論變得比往年更加尖銳，曾經公開批評中共中央總書記習近平為「惡棍」，並指控时任總統唐纳德·特朗普巴結習近平。拜登亦抨擊中國新疆再教育營的人權問題，並且表示當選總統後將會延續川普的反中政策來反制中國「濫用經濟政策」的手段。拜登表示，美国需要对中国“强硬起来”，建立“美国盟友和伙伴的统一战线，以对抗中国的虐待行为和侵犯人权行为。”拜登承诺，如果当选，他将对进行压迫的中国政府官员和实体进行經濟制裁和商业限制。2020年12月，他宣布会继续保持對華關稅，將與盟友共同制衡中國。2021年2月，拜登称中国是对美国“繁荣、安全和民主价值”构成挑战的“最严重的竞争对手”。隨後拜登在当选总统后首次与习近平通话时表达了对中国在新疆“胁迫和不公平”的经济行为和侵犯人权行为的担忧。
2021年4月28日，拜登在上任美國總統100天前夕，到國會發表約65分鐘的演講，其間多次提及中國的威脅，他稱習近平等認為在21世紀民主制度不敵專制主義，拜登表明會維護美國利益，應對中國的挑戰。拜登在演說中強調專制不會贏得未來，未來屬於美國。
2023年6月，拜登公開稱呼中共中央總書記習近平為「獨裁者」，引起中方強烈不滿。8月，拜登将中国经济问题称为“定时炸弹”，将中共领导人称为“坏人”（bad folks），将“一带一路”称为“债务和绞索”，并称“坏人遇到问题时，就会做坏事。”但同时，拜登政府寻求与北京改善关系，他一方面试图利用贸易限制来阻止中国进步，一方面又希望与中国领导人实现外交和解。2023年11月15日，習近平与拜登在APEC峰會期間舉行雙邊會談，拜登在兩人會面後的記者會上再次重申習近平是一名獨裁者，源於共產黨統治下的一人體制。

##### 香港
2021年1月6日，香港发生民主派初選大搜捕后，拜登政府称将站在香港人一方，反对北京施压香港的民主。在同年6月17日香港壹傳媒高層大搜捕中，拜登称這對於香港和世界各地的新聞自由來說是悲傷的一天。“北京的鎮壓力度已達到如此程度，以至於香港急需的獨立新聞堡壘《蘋果日報》現已停止出版。通過逮捕、威脅和強制通過懲罰言論自由的港版國安法，北京堅持行使權力壓制獨立媒體並壓制不同意見。獨立媒體在恢復活力和繁榮的社會中發揮著寶貴的作用。記者是說真話的人，他們讓領導人負責並保持信息自由流動，這在香港和世界各地民主受到威脅的地方比以往任何時候都更需要。北京必須停止針對獨立媒體，並釋放被拘留的記者和媒體高層。新聞業的行為不是犯罪。香港人有新聞自由的權利。相反，北京否認基本自由並攻擊香港的自治和民主制度和程序，這與其國際義務不符。美國不會動搖我們對香港人民和所有捍衛所有人應得的基本自由的人的支持”。

#### 俄罗斯
拜登認為俄羅斯是美國的最大威脅，表示他當選總統後會打擊俄羅斯的勢力。但他曾支持与俄罗斯建立更紧密的经济关系。拜登支持延长美国与俄罗斯的新削减战略武器条约，以限制双方所部署的核武器数量。他承諾將對俄羅斯疑似干預美國大選和俄羅斯疑似向成功攻擊美軍的塔利班武裝份子提供獎金等事件做出有力回應。

#### 歐洲聯盟
拜登表示在當選總統後會重建川普任內大幅惡化的美國-歐盟關係並爭取歐洲的美國盟友對美國的支持。

#### 朝鲜民主主义人民共和国
美国白宫2021年4月30日表示，拜登政府已完成对朝鲜的政策评估，将以“务实方式”寻求与朝鲜展开外交。

## 评价与争议
拜登受到来自多方面正反各异的评价。2020年11月21日，马来西亚前首相马哈迪·莫哈末在接受《日经亚洲评论》访问时说，他预期拜登会采取比時任总统唐纳德·特朗普更理性的方法，特朗普引发的中美贸易战，对包括马来西亚在内的全球经济带来影响：“在特朗普的主政下，美国和其他国家的关系毁于一旦，因为与中华人民共和国、欧洲、墨西哥甚至加拿大吵架。”“拜登将会与中华人民共和国建立正常化的关系，而这对我们而言非常重要。”他还认为，拜登可以重建美国在特朗普政府领导下受损的一切。2014年，美國前國防部長罗伯特·盖茨在其新書中宣稱拜登於過去40年在幾乎每項主要外交政策和國家安全議題上都犯錯。
2021年，《紐約時報》評價拜登是“又一個失敗的總統”，并表示他驕傲，固執，高估自己的能力。面對阿富汗問題，他固執但搖擺不定，雄心勃勃但無能。比如從阿富汗撤出剩餘部隊的決定所依據的軍事和情報假設存在嚴重缺陷，其執行方式簡直是對國家的羞辱和道德上的背叛，其時機是災難性的，拜登似乎是美國最後一個意識到這些的人。
2021年11月6日，美國智庫學者痛批，自拜登上任以來，中國大陸和俄羅斯持續展開行動，測試美國新政府是否有能力威脅其政策，但拜登卻做出一系列失敗的錯誤決策，讓中俄占據上風。前美國海軍少將及聯邦參議院軍事委員會（SASC）政策主任、美國智庫「捍衛民主基金會」資深研究員蒙哥馬利6日投書《紐約郵報》，強調中俄自拜登上任以來便不斷進行試探，但新政府卻未能有效回應。
蒙哥馬利表示，中國大陸最令人擔憂，因為其20年來「大規模且成功」的軍事投資，已讓美軍於西太平洋的海空行動面臨極大風險；不僅如此，中國更尋求將影響力擴展至全球，除了已在非洲建立功能完善的「中國人民解放軍駐吉布地保障基地」，還在非洲西岸進行長期投資，準備於2030至2040年代直接威脅美國東岸；而自2014 年以來，俄羅斯便不斷對烏克蘭發動攻擊，並對拜登「停止對美國關鍵基礎設施進行網路攻擊」的警告「不屑一顧」；一名聯邦調查局（FBI）高階官員已在國會聽證會中承認，距離拜登對俄羅斯發出警告已有4個月的時間，但來自該國的網路間諜活動仍「有增無減」。蒙哥馬利指出，拜登過度執著於拉攏盟友因應極權政府的挑戰，但又在阿富汗和澳洲下一代潛艦上「單打獨鬥」，損害與盟友之間的關係，並強調惹惱擁有強大影響力的法國「尤其不智」。
2022年6月1日，美國民調公司FiveThirtyEight公布最新調查結果，顯示拜登（Joe Biden）於就任490天之後的滿意度跌到40.9%，是二次大戰後歷任總統在這個時間點的最低紀錄。
2024年12月2日，拜登宣佈特赦了他的兒子亨特·拜登，即使他之前多次稱不會如此做。此行為被民主黨人士批評。

## 荣誉

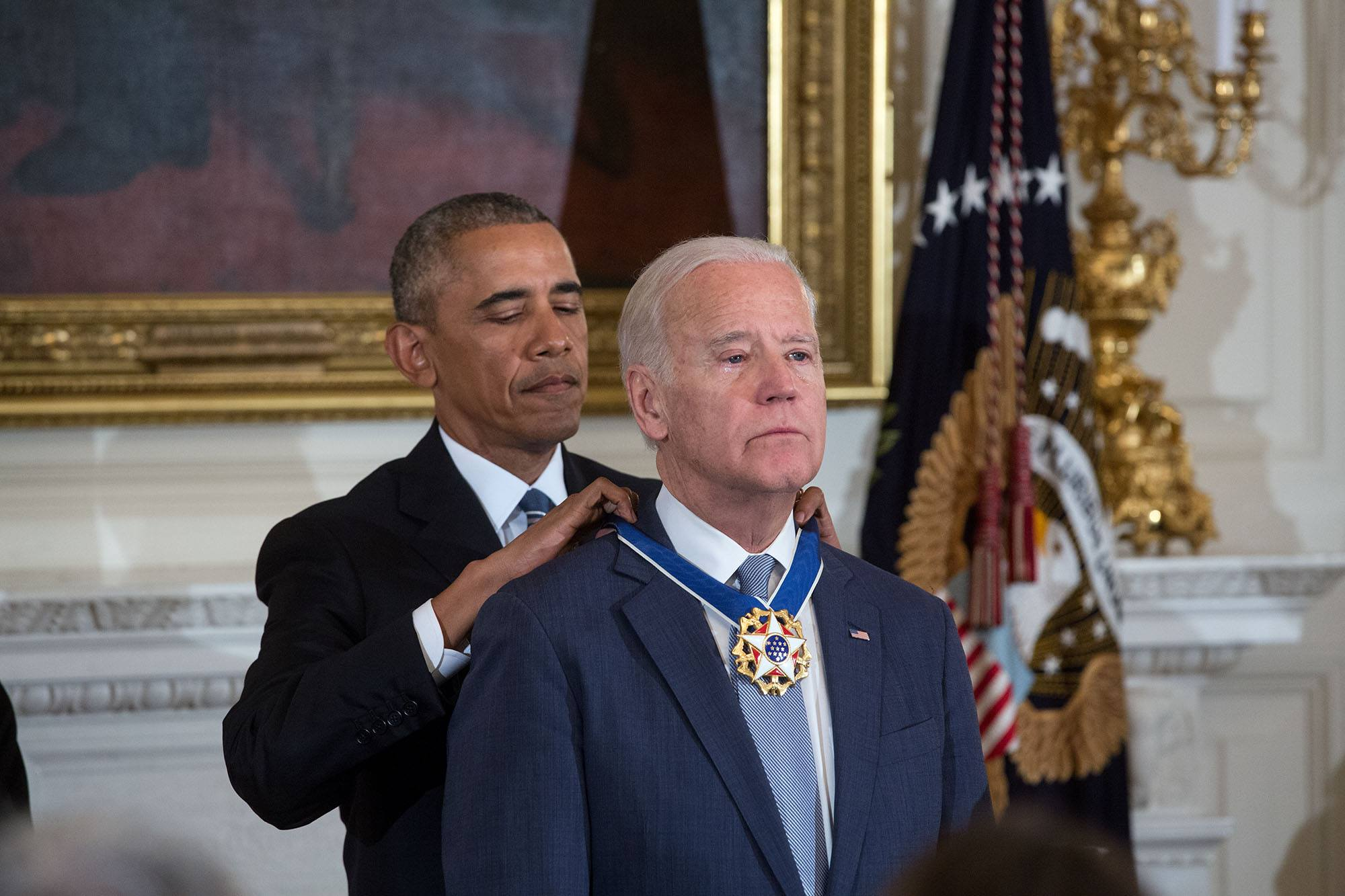
2017年1月12日，奥巴马总统向拜登颁发杰出总统自由勋章

拜登获得了以下大学的荣誉学位：斯克蘭頓大學（1976年）、聖約瑟夫大學（1981年法學博士）、威德恩大学法学院（2000年）、爱默生学院（2003年）、特拉華州立大學（2003年）、其母校特拉华大学（2004年法學博士）、萨福克大学法学院（2005年）、其另一母校雪城大学（2009年法學博士）、维克森林大学（2009年法學博士）、宾夕法尼亚大学（2013年法學博士）、迈阿密戴德学院（2014年）、南卡羅來納大學（2014年）、都柏林三一学院（2016年法学博士）、科尔比学院（2017年法學博士）、和摩根州立大学（2017年法學博士）。
拜登还获得了雪城大学的校长奖章（1980年）和乔治·艾瑞茨先锋奖章（2005年）。
2008年，拜登获得《职业母亲》杂志的“最佳国会奖”，以表彰他“通过有利于家庭的工作政策提高美国人的生活质量”。同年，他与也是参议员的理查德·卢格共同获得巴基斯坦政府的“Hilal-i-Pakistan奖”，“以表彰他们对巴基斯坦的一贯支持”。2009年，科索沃授予拜登该地区最高奖“金自由奖章”，以表彰他在20世纪90年代末对其独立的大力支持。
拜登是特拉华州志愿消防员协会名人堂的入选者。他在2009年入选了美國職棒小聯盟卓越名人堂。
2016年5月15日，聖母大學向拜登颁发了被认为是美国天主教徒最高荣誉的莱塔雷勋章。该勋章同时授予美国众议院议长約翰·博納。
2016年6月25日，拜登获得爱尔兰共和国劳斯郡市自由勋章。
2017年1月12日，奥巴马出人意料地授予拜登杰出總統自由勳章，称他“对美国同胞的信仰、对国家的热爱和一生的服务将世代相传”。这也是奥巴马唯一一次授予杰出总统自由勋章；历史上其他杰出总统自由勋章获奖者包括罗纳德·里根、科林·鲍威尔和教皇约翰·保罗二世。
2018年12月11日，特拉华大学将其公共政策与管理学院更名为小约瑟夫·拜登公共政策与管理学院。拜登研究所也设在那里。
2020年12月10日，拜登和賀錦麗共同被评为“時代年度風雲人物”。
2022年12月21日，烏克蘭總統澤倫斯基訪美，代表贈與拜登烏克蘭軍功十字勳章。

## 选举历史
| 年份 | 职务   | 党派   | 拜登得票                            | %   | 对手                                          | 党派   | 得票                     | %   |
| ---- | ------ | ------ | ----------------------------------- | --- | --------------------------------------------- | ------ | ------------------------ | --- |
| 1970 | 县议员 | 民主党 | 10,573                              | 55% | 劳伦斯·梅西克 （Lawrence T. Messick）         | 共和党 | 8,192                    | 43% |
| 1972 | 参议院 | 民主党 | 116,006                             | 50% | 凯莱布·博格斯 （J. Caleb Boggs）              | 共和党 | 112,844                  | 49% |
| 1978 | 参议院 | 民主党 | 93,930                              | 58% | 小詹姆斯·H·巴克斯特 （James H. Baxter Jr.）   | 共和党 | 66,479                   | 41% |
| 1984 | 参议院 | 民主党 | 147,831                             | 60% | 约翰·M·伯里斯 （John M. Burris）              | 共和党 | 98,101                   | 40% |
| 1990 | 参议院 | 民主党 | 112,918                             | 63% | 简·布雷迪 （M. Jane Brady）                   | 共和党 | 64,554                   | 36% |
| 1996 | 参议院 | 民主党 | 165,465                             | 60% | 雷蒙德·J·克拉特沃西 （Raymond J. Clatworthy） | 共和党 | 105,088                  | 38% |
| 2002 | 参议院 | 民主党 | 135,253                             | 58% | 雷蒙德·J·克拉特沃西 （Raymond J. Clatworthy） | 共和党 | 94,793                   | 41% |
| 2008 | 参议院 | 民主党 | 257,484                             | 65% | 克里斯蒂娜·奥唐奈儿 （Christine O'Donnell）   | 共和党 | 140,584                  | 35% |
| 2008 | 副总统 | 民主党 | 69,498,516 365张选举人票（需270张） | 53% | 莎拉·佩林 （Sarah Palin）                     | 共和党 | 59,948,323 173张选举人票 | 46% |
| 2012 | 副总统 | 民主党 | 65,915,795 332张选举人票（需270张） | 51% | 保羅·萊恩 （Paul Ryan）                       | 共和党 | 60,933,504 206张选举人票 | 47% |
| 2020 | 总统   | 民主党 | 81,283,501 306张选举人票（需270张） | 51% | 唐納·川普 （Donald Trump）                    | 共和党 | 74,223,975 232张选举人票 | 47% |

## 著書

### 公务报告
- Biden, Joseph R., Jr.; Helms, Jesse. . Diane Publishing. 2000-04-01. ISBN 0-7567-2250-0.（《国际儿童诱拐海牙公约：某些公约国家的适用法律和制度框架》向参议院报告。黛安出版社）
- Biden, Joseph R., Jr.  (PDF). U.S. Government Printing Office. 2001-07-08. ISBN 0-7567-2624-7.（《普京政府对俄罗斯联邦非俄罗斯地区的政策》美国参议院外交关系委员会听证会）
- Biden, Joseph R., Jr.  (PDF). U.S. Government Printing Office. 2001-07-24  [2020-12-25]. ISBN 0-7567-1959-3. （原始内容存档 (PDF)于2016-03-05）.（《政府的导弹防御计划和反导条约》美国参议院外交关系委员会的听证会）
- Biden, Joseph R., Jr.  (PDF). U.S. Government Printing Office. 2001-09-05. ISBN 0-7567-2625-5.（《生物恐怖主义的威胁和传染病的传播》美国参议院外交关系委员会的听证会）
- Biden, Joseph R., Jr.  (PDF). U.S. Government Printing Office. 2002-02-12. ISBN 0-7567-4177-7.（《审视国内外盗窃美国知识产权的行为》美国参议院外交关系委员会的听证会）
- Biden, Joseph R., Jr. . Diane Publishing. 2002-02-14  [2020-12-25]. ISBN 0-7567-3454-1. （原始内容存档于2021-01-03）.（《阻止HIV/艾滋病的传播：美国双边和多边响应的未来努力》美国参议院外交关系委员会的听证会）
- Biden, Joseph R., Jr.  (PDF). U.S. Government Printing Office. 2002-02-27. ISBN 0-7567-2478-3.（《我们如何促进民主化、扶贫和人权以建设更安全的未来〉美国参议院外交关系委员会的听证会）
- Biden, Joseph R., Jr.  (PDF). U.S. Government Printing Office. 2002-08-01  [2020-12-25]. ISBN 0-7567-2823-1. （原始内容存档 (PDF)于2006-01-10）.（《审视伊拉克周边的威胁、反应和地区考虑因素的听证会》美国参议院外交关系委员会的听证会）
- Biden, Joseph R., Jr. . Diane Publishing. 2003-01-01. ISBN 0-7567-3041-4.（《国际反恐运动》美国参议院外交关系委员会听证会。黛安出版社）
- Biden, Joseph R., Jr. . Diane Publishing. 2003-01-01. ISBN 0-7567-3039-2.（《阿富汗的政治未来》美国参议院外交关系委员会的听证会。黛安出版社）
- Biden, Joseph R., Jr. . Diane Publishing. 2003-09-01  [2020-12-25]. ISBN 0-7567-2623-9. （原始内容存档于2020-08-02）.（《国土防御战略》美国参议院外交关系委员会汇编。黛安出版社）
- Biden, Joseph. . Nicholson, William C.  (编). . C. C Thomas. 2005  [2020-12-25]. ISBN 0-398-07583-2. （原始内容存档于2021-01-03）.（《国土安全法律和政策》与人合编）

### 个人著作
- Biden, Joe. . Random House. 2007-07-31. ISBN 978-1-4000-6536-3. Also paperback edition, Random House 2008, ISBN 0-8129-7621-5.（《信守承诺》兰登书屋。拜登本人的政治自传。概述了拜登的职业生涯和个人背景。此书面对向竞选副总统时的选民，向选民介绍了拜登的问题立场与个人历史。）
- Biden, Joe. . Flatiron Books. 2017-11-14. ISBN 978-1-250-17167-2.（《爸爸，答应我：充满希望、困难和目标的一年》 烙印图书。主要讲述2014—2015年间发生的事件，以及2016年总统竞选中，拜登作为一个父亲经历失去一个孩子的痛苦以及作为副总统见证乌克兰内战和伊斯兰国的一切）

### 引用
1. 1 2 3 4 5 6 7 8 9 10 11 12 13  Witcover, Jules. . New York City: William Morrow. 2010. ISBN 978-0-06-179198-7.
2. ↑  . wargs.com.   [2008-08-23]. （原始内容存档于2019-04-30）.
3. 1 2 3  . 美國參議院.   [2008-08-23]. （原始内容存档于2008-08-22）.
4. ↑  .   [2008-08-19]. （原始内容存档于2012-02-21）.
5. ↑  Smolenyak, Megan. . HuffPost. 2012-07-02  [2020-12-14]. （原始内容存档于2019-04-28） （英语）.
6. ↑  . belfasttelegraph.   [2020-12-14]. ISSN 0307-1235. （原始内容存档于2013-12-16） （英国英语）.
7. ↑  Smolenyak, Megan. . rish America. April–May 2013  [2020-04-15]. （原始内容存档于2021-01-03）.
8. ↑  Russell, Katie. . The Telegraph. 2020-11-11  [2020-12-01]. ISSN 0307-1235. （原始内容存档于2021-01-08） （英国英语）.
9. ↑  Biden, Joe. . Random House. 2008: 16–17. ISBN 978-0812976212.
10. ↑  Witcover, Jules. . William Morrow. 2019: 7–8. ISBN 978-0062982643.
11. 1 2 3 4 5 6 7  Broder, John M. . The New York Times. 2008-10-23  [2008-10-24]. （原始内容存档于2020-11-08）.
12. 1 2  Rubinkam, Michael. . Fox News. Associated Press. 2008-08-27  [2008-09-07]. （原始内容存档于2021-01-15）.
13. 1 2 3 4 5 6 7 8 9 10 11 12  Almanac of American Politics 2008, p. 364.
14. ↑  Frank, Martin. . The News Journal. 2008-09-28: D.1  [2020-12-14]. （原始内容存档于2013-06-01）.
15. 1 2 3 4 5 6  Taylor, Paul. . Alfred A. Knopf. 1990  [2020-12-14]. ISBN 0-394-57059-6. （原始内容存档于2021-01-03）.
16. ↑  Biden, Promises to Keep, pp. 27, 32–33.
17. ↑  . firstread.nbsnews.com.   [2020-12-14]. （原始内容存档于2012-12-21）.
18. 1 2 3 4 5  . San Francisco Chronicle. Associated Press. 2008-08-23  [2008-09-06]. （原始内容存档于2008-09-25）.
19. 1 2  Dickenson, James R. . Washington Post. 1987-09-22  [2020-09-21]. （原始内容存档于2020-09-20）.
20. 1 2  Margolis, Jon. . Chicago Tribune. 1987-09-22  [2020-09-21]. （原始内容存档于2020-11-01）.
21. ↑  Moritz 1987，第43頁.
22. 1 2 3  Dionne, E. J. Jr. . The New York Times. September 18, 1987. （原始内容存档于January 20, 2011）.
23. 1 2 3  . .   [August 19, 2008]. （原始内容存档于August 27, 2008）.
24. ↑  Delaware’s Senators: Biden （页面存档备份，存于）。另见：Barone, Michael & Richard E. Cohen. . : 376.
25. ↑  Biden, Joseph R., Jr.  (PDF). National Stuttering Association. 2009-07-09  [2010-12-09]. （原始内容 (PDF)存档于2011-07-28）.
26. ↑  . Los Angeles Times. 2019-09-16  [2020-07-24]. （原始内容存档于2019-09-16）.
27. ↑  Hendrickson, John. . The Atlantic. January–February 2020  [2019-11-24]. （原始内容存档于2019-11-21）.
28. ↑  Biden, Promises to Keep, pp. 32, 36–37.
29. ↑  . .   [2008-08-19]. （原始内容存档于2008-08-27）.
30. 1 2  Chase, Randall. . Newsday. Associated Press. 2008-09-01  [2020-12-16]. （原始内容存档于2021-01-03）.
31. ↑  Romano, Lois. . The Washington Post. 1987-06-09  [2020-12-16]. （原始内容存档于2020-11-07）.
32. 1 2 3 4 5 6 7  Leubsdorf, Carl P. . The Dallas Morning News. 1987-09-06. （原始内容存档于2021-01-03）. Reprinted in . The Dallas Morning News. 2008-08-23. （原始内容存档于2008-09-19）.
33. ↑  Barrett, Laurence I. . Time. 1987-06-22  [2020-12-16]. （原始内容存档于2020-11-13）.
34. 1 2 3 4 5 6 7  Current Biography Yearbook 1987, p. 43.
35. 1 2 3 4  Palmer, Nancy Doyle. . Washingtonian. 2009-02-01  [2009-02-04]. （原始内容存档于2016-07-31）.
36. ↑  Harriman, Jane. . Newspapers.com (The News Journal). 1969-12-31: 3  [2019-05-01]. （原始内容存档于2020-08-02）.
37. ↑  . The Washington Post.   [2008-10-24]. （原始内容存档于2008-10-22）.
38. ↑  . Washingtonian. 1974-06-01  [2019-06-16]. （原始内容存档于2020-11-10） （美国英语）.
39. 1 2 3  Naylor, Brian. . National Public Radio. 2007-10-08  [2008-09-12]. （原始内容存档于2008-09-11）.
40. ↑  Levey, Noam M. . Los Angeles Times. 2008-08-24  [2008-09-07]. （原始内容存档于2019-12-30）.
41. ↑  Kipp, Rachel. . The News Journal. 2008-09-04: A.1. （原始内容存档于2013-06-01）.
42. ↑  . Inside Edition. 2008-08-27  [2009-05-28]. （原始内容存档于2009-06-01）.
43. ↑  Orr, Bob. . CBS News. 2009-03-24  [2017-03-13]. （原始内容存档于2017-03-14）.
44. ↑  Hamilton, Carl. . Newark Post. 2008-10-30  [2017-03-13]. （原始内容存档于2017-01-16）.
45. ↑  . Politico. 2009-03-24  [2020-06-13]. （原始内容存档于2020-06-13）.
46. 1 2  . Spokane Daily Chronicle. Associated Press. 1973-01-06: 11  [2020-12-16]. （原始内容存档于2021-01-03）.
47. ↑  . United States Senate.   [2008-08-25]. （原始内容存档于2002-12-26）.  本文含有此來源中屬於公有领域的内容。
48. ↑  Byrd, Robert and Wolff, Wendy Senate, 1789–1989: Historical Statistics, 1789–1992, Volume 4 （页面存档备份，存于）, p. 285 (Government Printing Office 1993)  本文含有此來源中屬於公有领域的内容。
49. ↑  Pride, Mike. . Concord Monitor. 2007-12-01  [2008-10-04]. （原始内容存档于2007-12-03）.
50. ↑  Biden, Promises to Keep, p. 81
51. ↑  Bumiller, Elisabeth. . The New York Times. 2007-12-14  [2008-09-13]. （原始内容存档于2008-12-10）.
52. ↑  . Morning Edition (NPR). 2007-08-01  [2008-09-12]. （原始内容存档于2008-09-09）.
53. ↑  Biden, Promises to Keep, p. 113.
54. ↑  Seelye, Katharine Q. . The New York Times. 2008-08-24  [2008-08-25]. （原始内容存档于2008-12-10）.
55. ↑  Dart, Bob. . Orlando Sentinel. Cox News Service. 2008-10-24  [2020-12-16]. （原始内容存档于2020-10-20）.
56. ↑  Biden, Promises to Keep, p. 117.
57. ↑  Gibson, Ginger. . The News Journal. 2008-08-25: A.12  [2020-12-16]. （原始内容存档于2013-06-01）.
58. ↑  . The New York Times. 2012-06-03: ST15  [2020-12-16]. （原始内容存档于2020-11-01）.
59. 1 2  Evans, Heidi. . Daily News (New York). 2008-12-28  [2009-01-03]. （原始内容存档于2009-01-04）.
60. ↑  Cooper, Christopher. . The Wall Street Journal. 2008-08-20: A4  [2008-08-23]. （原始内容存档于2013-08-13）.
61. 1 2  Barrabi, Thomas. . Fox News. 2020-10-22  [2020-12-14]. （原始内容存档于2021-01-06） （美国英语）.
62. ↑  . Widener University School of Law.   [2008-09-24]. （原始内容存档于2008-10-06）.
63. 1 2  . Widener University School of Law. 2008-11-06  [2008-11-26]. （原始内容存档于2009-01-05）.
64. ↑  Purchla, Matt. . Metro Philadelphia. 2008-08-26  [2008-09-25]. （原始内容存档于2008-10-04）.
65. ↑  Carey, Kathleen E. . Delaware County Daily and Sunday Times. 2008-08-27  [2008-09-25]. （原始内容存档于2008-09-19）.
66. ↑  . 時代雜誌. 1974-07-15  [2008-08-23]. （原始内容存档于2013-08-13）.
67. ↑  Kelley, Kitty. . The Washingtonian. 1974-06-01  [2020-03-08]. （原始内容存档于2020-11-10）.
68. 1 2 3 4 5 6 7 8  Gordon, Michael R. . The New York Times. 2008-08-24  [2009-11-05]. （原始内容存档于2013-02-27）.
69. ↑  Current Biography Yearbook 1987, p. 45.
70. ↑  Salacuse, Jeswald W. . American Management Association. 2005. ISBN 0-8144-0855-9. p. 144.
71. ↑  Herndon, Astead W. . The New York Times. 2019-01-21  [2019-01-21]. ISSN 0362-4331. （原始内容存档于2020-11-10）.
72. ↑  "Biden in 2020? Allies Say He Sees Himself as Democrats' Best Hope" （页面存档备份，存于）, By Jonathan Martin and Alexander Burns. New York Times. January 6, 2019
73. 1 2 3  Current Biography Yearbook 1987, p. 44.
74. ↑  Fifield, Anna. . Financial Times. 2013-01-04  [2020-12-17]. （原始内容存档于2021-01-03）.
75. 1 2  Scherer, Michael. . Time. 2013-01-28  [2020-12-17]. （原始内容存档于2021-01-03）. Cover story.
76. ↑  . Biden Senate Website.   [2008-09-09]. （原始内容存档于2008-08-22）.
77. ↑  . govinfo.gov.   [2019-05-06]. （原始内容存档于2019-05-06）.
78. ↑  Epstein, Reid J.; Lerer, Lisa. . The New York Times. 2019-09-20  [2020-04-15]. ISSN 0362-4331. （原始内容存档于2020-04-16）.
79. ↑  A. Del, Jose. . Washington Post.   [2020-04-15]. （原始内容存档于2020-03-08）.
80. ↑  . senate.gov.   [2019-06-12]. （原始内容存档于2005-05-07）.
81. ↑  de Vogue, Ariane; Diamond, Jeremy. . CNN.   [2019-06-12]. （原始内容存档于2015-06-27）.
82. ↑  Gadsden, Brett. . Politico. 2019-05-05  [2019-05-05]. （原始内容存档于2019-05-05）.
83. ↑  Gadsen 2012，第214頁.
84. ↑  Sokol, Jason. . Politico. 2019-04-25  [2019-04-25]. （原始内容存档于2020-11-10）.
85. ↑  Gadsen 2012，第220–221頁.
86. ↑  Raffel, Jeffrey A. . Greenwood Publishing Group. 1998: 90  [2020-12-17]. ISBN 978-0-313-29502-7. （原始内容存档于2020-09-30）.
87. ↑  Dionne Jr., E. J. . The New York Times. 1987-06-10  [2020-12-17]. （原始内容存档于2017-11-05）.
88. 1 2  Toner, Robin. . The New York Times. 1987-08-31  [2020-12-17]. （原始内容存档于2021-01-03）.
89. ↑  Dowd, Maureen. . The New York Times. 1987-09-12  [2020-12-17]. （原始内容存档于2017-02-15）.
90. ↑  Randolph, Eleanor. . The Washington Post. 1987-09-13: A6  [2020-12-17]. （原始内容存档于2021-01-03）.
91. 1 2  Risen, James; Shogan, Robert. . Los Angeles Times. 1987-09-16  [2020-12-17]. （原始内容存档于2021-01-03）.
92. ↑  Germond, Jack; Witcover, Jules. . Warner Books. 1989. ISBN 0-446-51424-1.
93. ↑  Dowd, Maureen. . The New York Times. 1987-09-16  [2020-12-17]. （原始内容存档于2021-01-03）.
94. ↑  May, Lee. . Los Angeles Times. 1987-09-18  [2020-12-17]. （原始内容存档于2013-09-11）.
95. ↑  . The New York Times. Associated Press. 1989-05-29  [2020-12-17]. （原始内容存档于2008-12-02）.
96. ↑  Dionne, E. J., Jr. . The New York Times. 1987-09-22  [2020-12-17]. （原始内容存档于2021-01-03）.
97. ↑  . C-SPAN via YouTube. 2008-08-23  [2012-10-03]. （原始内容存档于2008-11-14）.
98. ↑  Flegenheimer, Matt. . The New York Times. 2019-06-03  [2019-06-03]. （原始内容存档于2019-06-03）.
99. ↑  Pomper, Gerald M. . . Chatham House Publishers. 1989: 37. ISBN 0-934540-77-2.
100. ↑  Dionne Jr., E. J. . The New York Times. 1987-09-24  [2020-12-17]. （原始内容存档于2017-12-21）.
101. ↑  Altman, Lawrence, M.D. . New York Times. 1988-02-23  [2008-08-23]. （原始内容存档于2020-04-28）.
102. 1 2  Altman, Lawrence K. . The New York Times. 2008-10-19  [2008-10-26]. （原始内容存档于2010-02-25）.
103. 1 2  Bronner, Battle for Justice, pp. 138–139, 214, 305.
104. 1 2  Greenhouse, Linda. . The New York Times. 1987-10-08  [2020-12-20]. （原始内容存档于2021-01-11）.
105. ↑  . The New York Times. Associated Press. 1987-10-24  [2020-12-20]. （原始内容存档于2021-01-03）.
106. 1 2  Mayer; Abramson, Strange Justice, p. 213, 218, 336.
107. ↑  Greenburg, Jan Crawford. . ABC News. 2007-09-30  [2008-10-18]. （原始内容存档于2011-06-22）.
108. ↑  . NPR.   [2008-05-31]. （原始内容存档于2008-04-14）.
109. ↑  . NPR. 1991-10-06  [2008-10-05]. （原始内容存档于2009-02-21）.
110. 1 2 3  Phillips, Kate. . The New York Times. 2008-08-23  [2008-09-12]. （原始内容存档于2008-09-11）.
111. ↑  Stolberg, Sheryl Gay; Martin, Jonathan. . The New York Times. 2019-04-25  [2019-04-25]. ISSN 0362-4331. （原始内容存档于2019-04-25）.
112. ↑  Almanac of American Politics 2000, p. 372.
113. ↑  . CNN. 1999-02-12  [2020-12-20]. （原始内容存档于2021-01-03）.
114. ↑  Pilkington, Ed. . The Guardian. 2019-12-02  [2020-03-08]. （原始内容存档于2020-03-06）.
115. 1 2 3 4  Almanac of American Politics 2008, p. 366.
116. ↑  Verma, Pranshu. . The New York Times. 2020-10-24  [2020-11-19]. ISSN 0362-4331. （原始内容存档于2020-11-19） （美国英语）.
117. 1 2 3 4  Almanac of American Politics 2008, p. 365.
118. 1 2 3 4 5 6 7 8 9  Richter, Paul; Levey, Noam N. . Los Angeles Times. 2008-08-24  [2009-11-05]. （原始内容存档于2019-05-02）.
119. ↑  Kessler, Glenn. . The Washington Post. 2008-09-23  [2009-11-05]. （原始内容存档于2012-01-12）.
120. ↑  Clymer, Adam. . The New York Times. 1991-01-13  [2020-12-20]. （原始内容存档于2021-01-03）.
121. 1 2 3 4 5  Kessler, Glenn. . The Washington Post. 2008-10-07  [2009-11-05]. （原始内容存档于2009-08-26）.
122. 1 2  Holmes, Elizabeth. . The Wall Street Journal. 2008-08-25  [2009-11-05]. （原始内容存档于2015-10-16）.
123. ↑  Crowley, Michael. . The New Republic.   [2020-12-20]. （原始内容存档于2015-10-16）. 原文：“Even before Obama announced his run for president, Biden was warning that Afghanistan, not Iraq, was the 'central front' in the war against Al Qaeda, requiring a major U.S. commitment. 'Whatever it takes, we should do it,' Biden said in February 2002.”
124. ↑  Russert, Tim. . Meet the Press (NBC News). 2007-04-29: 2  [2020-12-20]. （原始内容存档于2020-12-08）.
125. ↑  Weisbrot, Mark. . The Guardian. 2020-02-18  [2020-12-20]. ISSN 0261-3077. （原始内容存档于2021-01-09） （英国英语）.
126. 1 2 3 4 5 6 7 8  Traub, James. . The New York Times Magazine. 2009-11-24: MM34  [2020-12-20]. （原始内容存档于2021-01-03）.
127. ↑  Shanker, Thom. . The New York Times. 2007-08-19  [2020-12-20]. （原始内容存档于2021-01-03）.
128. 1 2 3  Parker, Ned; Salman, Raheem. . Los Angeles Times. 2007-10-01  [2020-12-20]. （原始内容存档于2021-01-03）.
129. ↑  Henry, Ed. . CNN. 2008-05-16  [2008-09-02]. （原始内容存档于2008-09-20）.
130. ↑  . TIME. 1974-07-15  [2008-08-23]. （原始内容存档于2013-08-13）.
131. ↑   (PDF).   [2008-08-31]. （原始内容 (PDF)存档于2008-09-04）.
132. ↑  . CNN. 2008-08-23  [2008-09-18]. （原始内容存档于2015-01-09）.
133. ↑  . United States Senate. United States Senate.   [2018-08-26]. （原始内容存档于2018-09-19）.
134. ↑  Wallsten, Peter. . Los Angeles Times. 2008-08-24  [2008-08-25]. （原始内容存档于2019-05-15）.
135. ↑  . The Boston Globe. Associated Press. 2008-08-24  [2009-02-06]. （原始内容存档于2012-07-25）.
136. ↑  Broder, John M. . The New York Times. 2008-09-13  [2008-09-13]. （原始内容存档于2011-04-25）.
137. ↑  Mooney, Alexander. . CNN. 2008-09-12  [2008-09-13]. （原始内容存档于2008-09-13）.
138. ↑  Themal, Harry F. . The News Journal. 2006-01-23.
139. ↑  . The Situation Room (CNN). 2006-01-12  [2008-09-21]. （原始内容存档于2008-07-19）.
140. ↑  Halperin, Mark. . Time. 2008-10-02  [2020-12-27]. ISSN 0040-781X. （原始内容存档于2021-01-03） （美国英语）.
141. ↑  Welch, Chris. . The Verge. 2015-09-11  [2020-12-27]. （原始内容存档于2021-01-03） （英语）.
142. ↑  Smith, Ben. . Politico. 2008-12-02  [2008-12-02]. （原始内容存档于2015-09-11）.
143. ↑  Tapper, Jake. . ABC News. 2007-01-31  [2008-09-21]. （原始内容存档于2008-08-27）.
144. 1 2 3 4 5  Leibovich, Mark. . The New York Times. 2008-09-19  [2008-09-20]. （原始内容存档于2013-02-27）.
145. ↑  Seelye, Katharine Q. . The New York Times. 1998-03-19  [2008-09-21]. （原始内容存档于2012-11-10）.
146. ↑  Halperin, Mark. . Time. 2008-08-23  [2008-09-21]. （原始内容存档于2014-07-22）.
147. ↑  . CNN. 2003-08-12  [2008-09-18]. （原始内容存档于2019-02-09）.
148. ↑  Balz, Dan. . The Washington Post. 2007-01-01  [2008-08-23]. （原始内容存档于2017-10-18）.
149. ↑  . The New York Observer. 2007-06-12  [2008-08-23]. （原始内容存档于2008-09-19）.
150. ↑  . Milwaukee Journal Sentinel. Associated Press. 2007-11-30: 12A.[]
151. ↑  . ABC News. 2007-08-19  [2008-09-24]. （原始内容存档于2008-10-11）.
152. ↑  Farrell, Joelle. . Concord Monitor. 2007-11-01  [2008-08-23]. （原始内容存档于2008-08-28）.
153. 1 2 3 4 5 6  Heilemann, John; Halperin, Mark. . New York: HarperCollins. 2010. ISBN 978-0-06-173363-5.
154. ↑  . National Journal. 2008-08-25  [2008-09-16]. （原始内容存档于2008-09-06）.
155. ↑  . Iowa Democratic Party.   [2008-08-29]. （原始内容存档于2016-04-15）.
156. ↑  Murray, Shailagh. . The Washington Post. 2008-01-04  [2008-08-29]. （原始内容存档于2008-05-20）.
157. 1 2 3  Wolffe, Renegade, p. 218.
158. 1 2 3  Lizza, Ryan. . The New Yorker. 2008-10-20  [2008-11-24]. （原始内容存档于2014-07-25）.
159. 1 2 3 4 5 6  Cummings, Jeanne. . The Politico. 2009-09-16  [2009-09-17]. （原始内容存档于2015-09-27）.
160. ↑  Mooney, Alexander. . CNN. 2008-06-23  [2008-08-23]. （原始内容存档于2008-09-26）.
161. ↑  Vargas, Jose Antonio. . The Washington Post. Associated Press. 2008-08-23  [2008-08-23]. （原始内容存档于2010-12-04）.
162. ↑  Nagourney, Adam; Zeleny, Jeff. . The New York Times. 2008-08-23  [2008-08-23]. （原始内容存档于2009-04-01）.
163. ↑  Dionne, E.J. . The New Republic. 2008-08-25  [2008-08-25]. （原始内容存档于2008-08-28）.
164. ↑  Wolffe, Renegade, p. 217.
165. ↑  Travers, Karen. . Political Punch (ABC News). 2009-06-25  [2010-10-14]. （原始内容存档于2010-10-17）.
166. ↑  . CNN. 2011-10-21  [2011-10-29]. （原始内容存档于2011-10-25）.
167. 1 2 3 4 5  Leibovich, Mark. . The New York Times. 2012-05-08: 1  [2020-12-24]. （原始内容存档于2021-01-03）.
168. ↑  Gray, Alan. . NewsBlaze. 2008-08-29  [2020-12-24]. （原始内容存档于2021-01-03）.
169. ↑  Tapper, Jake. . ABC News. 2008-09-14  [2008-09-15]. （原始内容存档于2008-09-15）.
170. ↑  Jurkowitz, Mark. . Pew Research Center. 2008-09-14  [2008-11-24]. （原始内容存档于2013-11-09）.
171. ↑  . NBC News. Reuters. 2004-05-16  [2020-12-24]. （原始内容存档于2020-02-19）.
172. ↑  . NY1. 2008-10-01  [2008-10-02]. （原始内容存档于2008-10-05）.
173. 1 2 3  Broder, John M. . The New York Times. 2008-10-30  [2008-10-31]. （原始内容存档于2013-02-27）.
174. 1 2  Tumulty, Karen. . Time. 2008-10-29  [2008-11-01]. （原始内容存档于2014-01-09）.
175. 1 2  McGrane, Victoria. . Politico. 2008-11-03  [2008-11-03]. （原始内容存档于2015-10-16）.
176. ↑  . Asbury Park Press. Associated Press. 2008-10-26  [2020-12-24]. （原始内容存档于2021-01-03）.
177. ↑  . CNN. 2008-11-04  [2008-11-05]. （原始内容存档于2008-11-07）.
178. ↑  Franke-Ruta, Garance. . The Washington Post. 2008-11-19  [2008-11-19]. （原始内容存档于2012-01-12）.
179. ↑  . CNN.   [2008-11-19]. （原始内容存档于2008-11-09）.
180. ↑  Chase, Randall. . Fox News. Associated Press. 2008-08-24  [2008-08-29]. （原始内容存档于2021-01-15）.
181. ↑  Nuckols, Ben. . USA Today. Associated Press. 2008-11-04  [2009-02-06]. （原始内容存档于2009-02-26）.
182. 1 2  Gaudiano, Nicole. . The News Journal. 2009-01-07  [2009-02-07]. （原始内容存档于2009-02-12）.
183. ↑  Turner, Trish. . Fox News. Associated Press. 2009-01-15  [2009-01-25]. （原始内容存档于2019-12-30）.
184. 1 2 3  Milford, Phil. . Bloomberg News. 2008-11-24  [2008-11-24]. （原始内容存档于2008-11-16）.
185. ↑  Kraushaar, Josh. . Politico. 2008-11-24  [2008-11-24]. （原始内容存档于2009-01-24）.
186. ↑  Hulse, Carl. . The New York Times. 2010-01-25  [2010-01-25]. （原始内容存档于2010-01-27）.
187. ↑  . Ballotpedia.   [2020-04-25]. （原始内容存档于2020-07-16）.
188. ↑  Becker, Bernie. . The New York Times. 2009-01-15  [2009-01-25]. （原始内容存档于2009-01-21）.
189. ↑  . CNN. 2008-12-22  [2008-12-22]. （原始内容存档于2008-12-24）.
190. ↑  Holland, Steve. . Reuters. 2008-11-13  [2008-11-13]. （原始内容存档于2009-01-03）.
191. ↑  Hornick, Ed; Levs, Josh. . CNN. 2008-12-21  [2008-12-23]. （原始内容存档于2008-12-24）.
192. ↑  Lee, Carol E. . Politico. 2009-01-06  [2009-01-09]. （原始内容存档于2015-10-16）.
193. ↑  . OregonLive.com. Associated Press. 2009-01-20  [2016-07-27]. （原始内容存档于2020-01-01）.
194. ↑  . CNN. 2008-11-03  [2008-11-09]. （原始内容存档于2008-11-06）.
195. ↑  . NPR. 2009-01-09  [2019-09-25]. （原始内容存档于2019-09-25）.
196. ↑  Gaudiano, Nicole. . The News Journal. 2008-11-06  [2008-11-08]. （原始内容存档于2008-11-09）.
197. 1 2  Leibovich, Mark. . The New York Times. 2009-03-28  [2009-03-31]. （原始内容存档于2009-04-01）.
198. ↑  Chun, Kwang-Ho.  (PDF). Journal of International and Area Studies. 2011, 18 (1): 91, 94  [2020-12-25]. （原始内容存档 (PDF)于2021-01-03）.
199. ↑  Dilanian, Ken. . USA Today. 2009-06-11  [2009-07-22]. （原始内容存档于2011-05-16）.
200. ↑  Smith, Ben. . Politico. 2009-06-23  [2009-07-22]. （原始内容存档于2015-09-16）.
201. 1 2  Bailey, Holly; Thomas, Evan. . Newsweek. 2009-10-10  [2009-11-06]. （原始内容存档于2013-11-23）.
202. ↑  Osnos, Evan. . The New Yorker. 2014-08-12  [2015-08-26]. （原始内容存档于2015-10-02）.
203. ↑  . ABC News. 2010-02-11  [2020-12-25]. （原始内容存档于2015-02-23）.
204. ↑  . Agence France-Presse. 2010-01-25  [2020-12-25]. （原始内容存档于2013-03-20）.
205. 1 2 3 4 5  Scherer, Michael. . Time. 2012-06-11: 26–30.
206. ↑  Crowley, Michael. . Politico. 2014-11-09  [2015-08-26]. （原始内容存档于2015-10-13）.
207. ↑  Scherer, Michael. . Time. 2009-07-01  [2009-07-08]. （原始内容存档于2014-01-09）.
208. ↑  Travers, Karen. . ABC News. 2011-02-17  [2011-03-19]. （原始内容存档于2011-02-21）.
209. ↑  Silva, Mark; Parsons, Christi. . Los Angeles Times. 2009-05-01  [2009-05-28]. （原始内容存档于2019-10-09）.
210. ↑  . Boston Globe. 2009-05-01  [2009-05-28]. （原始内容存档于2009-05-05）.
211. ↑  Kurtzman, Daniel. . About.com. 2009-05-08  [2009-05-28]. （原始内容存档于2019-06-11）.
212. ↑  . NBC News. Associated Press. 2009-07-05  [2009-07-09]. （原始内容存档于2013-12-17）.
213. ↑  Herszenhorn, David M. . The New York Times. 2010-03-23  [2010-03-23]. （原始内容存档于2010-03-25）.
214. 1 2  Baker, Peter. . The New York Times. 2019-04-28  [2020-04-26]. ISSN 0362-4331. （原始内容存档于2020-06-06）.
215. ↑  . CNN. 2010-06-12  [2010-06-13]. （原始内容存档于2010-06-24）.
216. ↑  Parnes, Amie. . Politico. 2011-06-28  [2011-06-28]. （原始内容存档于2015-10-16）.
217. 1 2  Stolberg, Sheryl Gay. . The New York Times. 2010-10-12  [2010-10-14]. （原始内容存档于2010-10-28）.
218. 1 2  Lee, Carol E.; Bresnahan, John. . Politico. 2010-12-09  [2010-12-10]. （原始内容存档于2015-10-16）.
219. 1 2 3 4 5  Cooper, Helene. . The New York Times. 2010-12-11  [2010-12-13]. （原始内容存档于2010-12-13）.
220. ↑  Hulse, Carl; Calmes, Jackie. . The New York Times. 2010-12-07  [2010-12-08]. （原始内容存档于2010-12-08）.
221. ↑  Herszenhorn, David M.; Stolberg, Sheryl Gay. . The New York Times. 2010-12-07  [2010-12-08]. （原始内容存档于2011-05-20）.
222. ↑  Travers, Karen. . ABC News. 2011-03-16  [2011-03-16]. （原始内容存档于2011-03-19）.
223. ↑  Bothum, Kelly. . The News Journal. 2011-03-19  [2011-03-19].[]
224. ↑  Igoe, Katherine J. . Marie Claire. 2020-05-04  [2020-12-25]. （原始内容存档于2021-01-29） （美国英语）.
225. ↑  . CNBC. Reuters. 2011-03-02  [2011-03-09]. （原始内容存档于2012-07-29）.
226. ↑  Reid, Tim. . Reuters. 2011-05-16  [2011-05-17]. （原始内容存档于2011-05-20）.
227. ↑  Gaudiano, Nicole. . The News Journal. 2011-05-04  [2011-05-17].[]
228. 1 2  Thrush, Glenn; Brown, Carrie Budoff; Raju, Manu; Bresnahan, John. . Politico. 2011-08-02  [2011-08-04]. （原始内容存档于2015-09-22）.
229. 1 2  . Fox News. Associated Press. 2011-08-03  [2011-08-04]. （原始内容存档于2019-12-30）.
230. ↑  Bohan, Caren; Sullivan, Andy; Ferraro, Thomas. . Reuters. 2011-08-03  [2011-08-04]. （原始内容存档于2017-10-13）.
231. ↑  Weigel, David. . Slate. 2014-01-10  [2020-12-25]. （原始内容存档于2021-01-03）.
232. ↑  Thiessen, Marc A. . The Washington Post. 2012-10-08  [2015-08-29]. （原始内容存档于2015-09-04）.
233. ↑  Perks, Ashley. . TheHill. 2018-06-01  [2019-04-29]. （原始内容存档于2019-05-13）.
234. ↑  . Times Herald-Record. NewsCore. 2011-05-02  [2011-05-17]. （原始内容存档于2011-09-28）.
235. 1 2 3  Martin, Jonathan. . The New York Times. 2013-10-31  [2020-12-25]. （原始内容存档于2021-01-03）.
236. ↑  Allen, Jonathan. . Politico. 2013-11-01  [2013-11-03]. （原始内容存档于2013-11-04）.
237. ↑  Parsons, Christi. . Los Angeles Times. 2012-05-06  [2012-05-08]. （原始内容存档于2019-05-26）.
238. 1 2 3  . Fox News. Associated Press. 2012-05-10  [2012-05-16]. （原始内容存档于2018-10-06）.
239. 1 2  Thrush, Glenn. . Politico. 2012-08-20  [2020-12-25]. （原始内容存档于2021-01-03）.
240. ↑  Thursh, Glenn. . Politico. 2012-08-23  [2020-12-25]. （原始内容存档于2020-12-08）.
241. ↑  Calmes, Jackie; Baker, Peter. . The New York Times. 2012-05-09  [2012-05-10]. （原始内容存档于2012-05-10）.
242. ↑  . Huffington Post. Associated Press. 2012-05-10  [2013-05-11]. （原始内容存档于2013-05-28）.
243. 1 2 3  Von Drehle, David. . 時代雜誌. 2012-09-10: 41–43  [2020-12-25]. （原始内容存档于2020-11-09）.
244. 1 2  Memoli, Michael A. . Los Angeles Times. 2012-08-17  [2020-12-25]. （原始内容存档于2021-01-03）.
245. ↑  Martin, Jonathan. . Politico. 2012-08-16  [2020-12-25]. （原始内容存档于2021-01-03）.
246. ↑  Siegel, Elyse. . Huffington Post. 2012-09-06  [2020-12-25]. （原始内容存档于2021-01-03）.
247. ↑  O'Brien, Michael. . NBC News. 2012-10-11  [2020-12-25]. （原始内容存档于2020-09-28）.
248. ↑  . Fox News. 2012-10-11  [2020-12-25]. （原始内容存档于2021-01-03）.
249. ↑  . Fox News. 2012-11-07  [2020-12-25]. （原始内容存档于2021-02-15）.
250. ↑  Memoli, Michael A. . Los Angeles Times. 2013-01-04  [2020-12-25]. （原始内容存档于2021-01-03）.
251. ↑  Caldwell, Leigh Ann. . CBS News. 2012-12-19  [2020-12-25]. （原始内容存档于2021-01-15）.
252. ↑  Demirjian, Karoun. . Las Vegas Sun. 2013-01-01  [2020-12-25]. （原始内容存档于2021-01-15）.
253. 1 2  Fram, Alan. . Star Tribune (Minneapolis). Associated Press. 2013-01-02  [2020-12-25]. （原始内容存档于2013-01-05）.
254. ↑  Rampton, Roberta. . Reuters. 2013-01-20  [2020-12-25]. （原始内容存档于2013-01-22）.
255. ↑  Weisman, Jonathan. . The New York Times. 2013-04-17  [2020-12-25]. （原始内容存档于2021-01-03）.
256. ↑  Bresnahan, John; Manu, Raju; Sherman, Jake; Brown, Carrie Budoff. . Politico. 2013-10-18  [2020-12-25]. （原始内容存档于2021-01-15）.
257. ↑  Gaudiano, Nicole. . USA Today. 2013-10-13  [2020-12-25]. （原始内容存档于2021-01-03）.
258. ↑  Bowman, Bridget. . PBS NewsHour (PBS). 2013-10-14  [2020-12-25]. （原始内容存档于2021-01-03）.
259. ↑   (PDF). The White House. January 2014  [2016-08-24]. （原始内容存档 (PDF)于2016-08-24）.
260. ↑   (新闻稿). obamawhitehouse.archives.gov. 2014-01-22  [2014-06-10]. （原始内容存档于2017-01-22）.
261. ↑  Hayes, Dianne. . Diverse: Issues in Higher Education. 2012.
262. ↑  Elaine Grant. . National Public Radio NPR. 2011-04-05  [2019-04-05]. （原始内容存档于2019-04-05）. BIDEN: Look, guys, no matter what a girl does, no matter how she's dressed, no matter how much she's had to drink, it's never, never, never, never, never OK to touch her without her consent.
263. ↑  Ashe Schow. . The Wall Street Journal. 2019-04-04  [2019-04-05]. （原始内容存档于2019-04-05）. While speaking to students at the University of New Hampshire in 2011, then-Vice President Joe Biden told men in the audience that 'no matter what a girl does, no matter how she's dressed, no matter how much she's had to drink—it's never, never, never, never, never OK to touch her without her consent.'
264. ↑  Friedersdorf, Conor. . The Atlantic. 2014-09-18  [2020-12-25]. （原始内容存档于2019-05-12）.
265. ↑  Gerstein, Josh. . Politico. 2014-06-13  [2014-09-14]. （原始内容存档于2015-09-27）.
266. ↑  Kitfield, James. . National Journal. 2014-01-30  [2014-09-14]. （原始内容存档于2017-10-11）.
267. ↑  Grier, Peter. . The Christian Science Monitor. 2014-09-03  [2014-09-14]. （原始内容存档于2021-01-15）.
268. ↑  . The Washington Post. 2019-07-22  [2020-09-03]. （原始内容存档于2020-10-22）.
269. ↑  . 2015-12-08  [2015-12-08]. （原始内容存档于2022-05-06） –YouTube.
270. ↑  . kyivpost.com. 2015-12-08  [2015-12-08]. （原始内容存档于2015-12-09）.
271. ↑  Bershidsky, Leonid. . Bloomberg.com. 2018-01-25  [2018-01-30]. （原始内容存档于2018-01-30）.
272. ↑   (PDF).   [2020-07-21]. （原始内容存档 (PDF)于2019-11-19）.
273. ↑  Paz, Christian. . The Atlantic. 2020-10-26  [2020-11-15]. ISSN 1072-7825. （原始内容存档于2020-11-11）.
274. ↑  DeMarche, Edmund. . Fox News. 2019-04-01  [2020-12-14]. （原始内容存档于2021-01-03） （美国英语）.
275. ↑  O'Reilly, Andrew. . Fox News. 2019-04-01  [2020-12-14]. （原始内容存档于2021-01-16） （美国英语）.
276. ↑  Jaffe, Alexandra. . CNN.   [2020-02-26]. （原始内容存档于2020-08-18）.
277. ↑  Melander, Ingrid. . Reuters. 2016-08-16  [2020-12-25]. （原始内容存档于2021-01-15）.
278. ↑  Bytyci, Fatos. . Reuters. 2016-08-15  [2020-10-24]. （原始内容存档于2021-01-15）.
279. ↑  Bezhan, Frud. . Radio Free Europe / Radio Liberty. 2016-08-17  [2020-10-24]. （原始内容存档于2020-10-23）.
280. ↑  Rucker, Philip; Viser, Matt; DeBonis, Mike. . The Washington Post. 2020-03-06  [2020-10-24]. （原始内容存档于2020-10-28）.
281. ↑  Bycoffe, Aaron. . FiveThirtyEight. 2017-02-07  [2020-12-25]. （原始内容存档于2021-01-03）. Twelve vice presidents, including Biden, never broke a tie; Biden was the longest-serving vice president to never do so.
282. ↑  . Apple Daily 蘋果日報.   [2020-12-14]. （原始内容存档于2021-01-03） （中文（香港））.
283. ↑  周雪君. . The News Lens 關鍵評論網. 2016-11-14  [2020-12-14]. （原始内容存档于2021-01-03） （中文（臺灣））.
284. ↑  周雪君. . The News Lens 關鍵評論網. 2017-01-13  [2020-12-14]. （原始内容存档于2021-01-03） （中文（臺灣））.
285. ↑  . www.chinanews.com.   [2020-12-14]. （原始内容存档于2021-01-03）.
286. 1 2  Itkowitz, Colby. . Washington Post. 2015-03-23  [2015-08-02]. （原始内容存档于2015-07-16）.
287. ↑  Dowd, Maureen. . The New York Times. 2015-08-01  [2020-12-25]. （原始内容存档于2021-01-06）.
288. ↑  Zeleny, Jeff; Liptak, Kevin. . CNN. 2015-08-01  [2015-08-02]. （原始内容存档于2016-02-02）.
289. ↑  . BBC News. 2015-09-11  [2020-12-25]. （原始内容存档于2021-01-03）.
290. ↑  Mason, Jeff. . aol.com. Thomson Reuters. 2015-10-21  [2015-10-21]. （原始内容存档于2015-10-22）.
291. ↑  . Huffington Post.   [2015-10-21]. （原始内容存档于2019-04-05）.
292. ↑  . The Wall Street Journal.   [2015-10-21]. （原始内容存档于2015-10-21）.
293. ↑  Fabian, Jordan. . TheHill. 2016-01-06  [2017-01-12]. （原始内容存档于2017-01-02）.
294. ↑  . Politico.   [2020-12-25]. （原始内容存档于2021-01-03）.
295. ↑  Shabad, Rebecca. . CBS News. 2016-06-20  [2020-12-25]. （原始内容存档于2021-01-03）.
296. ↑  Parks, Maryalice. . ABC. 2016-10-21  [2020-12-25]. （原始内容存档于2021-01-03）.
297. ↑  O'Brien, Sara Ashley. . CNNMoney. 2017-03-12  [2020-12-14]. （原始内容存档于2019-05-26）.
298. ↑  Kane, Paul. . Washington Post.   [2020-12-14]. ISSN 0190-8286. （原始内容存档于2020-11-07） （美国英语）.
299. ↑  Viser, Matt; Narayanswamy, and Anu. . Washington Post.   [2020-12-14]. ISSN 0190-8286. （原始内容存档于2021-01-29） （美国英语）.
300. ↑  . NBC News.   [2020-12-14]. （原始内容存档于2021-01-03） （英语）.
301. ↑  .   [2017-06-07]. （原始内容存档于2017-06-08）.
302. ↑  Hutchins, Ryan. . Politico. 2017-05-28  [2020-12-14]. （原始内容存档于2019-12-30）.
303. ↑  . Foreign Policy.   [2020-12-14]. （原始内容存档于2020-06-16）.
304. ↑  Greenwood, Max. . The Hill. 2017-05-31  [2020-12-14]. （原始内容存档于2020-02-25）.
305. ↑  . Politico.com.   [2020-12-14]. （原始内容存档于2021-01-03）.
306. ↑  Peoples, Steve. . Seattle Times. 2017-06-21  [2020-12-14]. （原始内容存档于2020-06-20）.
307. ↑  Staff, Reuters. . Reuters. 2019-03-30  [2020-12-14]. （原始内容存档于2020-06-20） （英语）.
308. ↑  Eder, Steve; Glueck, Katie. . The New York Times. 2019-07-09  [2019-07-16]. （原始内容存档于2019-07-15）.
309. ↑  Memoli, Michael. . Los Angeles Times. 2016-12-05  [2016-12-05]. （原始内容存档于2020-06-20）.
310. ↑  Wright, David. . CNN. 2016-12-07  [2016-12-08]. （原始内容存档于2020-06-20）.
311. ↑  Lang, Cady. . Time Magazine. 2016-12-07  [2016-12-08]. （原始内容存档于2016-12-08）.
312. ↑  Revesz, Rachael. . The Independent. 2017-01-13  [2017-01-20]. （原始内容存档于2017-01-16）.
313. ↑  Alter, Jonathan. . The New York Times. 2017-01-17  [2017-01-22]. （原始内容存档于2017-01-21）.
314. ↑  Charnetzki, Tori. . WVIK. 2018-01-10  [2018-01-24]. （原始内容存档于2020-06-20）.
315. ↑  Hayes, Christal. . USA Today. 2018-07-17  [2018-07-18]. （原始内容存档于2020-06-20）.
316. 1 2  Dovere, Edward-Isaac. . The Atlantic. 2019-02-04  [2019-02-09]. （原始内容存档于2020-06-20）.
317. ↑  Scherer, Michael; Wagner, John. . The Washington Post. 2019-04-25  [2019-04-25]. （原始内容存档于2020-05-26）.
318. ↑  Kramer, Andrew E. . The New York Times. 2019-09-20  [2019-09-20]. ISSN 0362-4331. （原始内容存档于2019-09-20）.
319. ↑  Isachenkov, Vladimir. . Associated Press. 2019-09-27  [2019-10-01]. （原始内容存档于2019-10-01）. Though the timing raised concerns among anti-corruption advocates, there has been no evidence of wrongdoing by either the former vice president or his son.
320. ↑  . BBC News. 2019-09-26  [2019-10-01]. （原始内容存档于2019-09-30）. There is no evidence of any wrongdoing by the Bidens.
321. ↑  Timm, Jane. . NBC News. 2019-09-25  [2019-10-01]. （原始内容存档于2019-10-01）. But despite Trump's continued claims, there's no evidence of wrongdoing on the part of either Biden.
322. ↑  Cullison, Alan; Ballhaus, Rebecca; Volz, Dustin. . The Wall Street Journal. 2019-09-21  [2019-09-20]. （原始内容存档于2019-09-21）.
323. ↑  Mackinnon, Amy. . Foreign Policy. 2019-09-20  [2019-09-20]. （原始内容存档于2019-09-20）.
324. ↑  . @politifact.   [2020-11-08]. （原始内容存档于2020-11-11）.
325. ↑  Kessler, Glenn. . Washington Post. 2019-09-27  [2020-11-08]. （原始内容存档于2020-11-14）.
326. ↑  Dale, Daniel. . CNN.   [2020-11-08]. （原始内容存档于2020-11-20）.
327. ↑  在2016年3月向美国参议院外交委员会作证时，前驻乌克兰大使约翰·赫伯斯特说："By late fall of 2015, the EU and the United States joined the chorus of those seeking Mr. Shokin's removal" and that Joe Biden "spoke publicly about this before and during his December visit to Kyiv."在同一听证会上，助理国务卿卢岚说："We have pegged our next $1 billion loan guarantee, first and foremost, to having a rebooting of the reform coalition so that we know who we are working with, but secondarily, to ensuring that the prosecutor general's office gets cleaned up." (PDF). senate.gov. 2016-03-15  [2020-11-08]. （原始内容存档 (PDF)于2019-11-19）.
328. ↑  . NBC News. 2019-12-19  [2020-02-10]. （原始内容存档于2020-02-13）.
329. ↑  Silver, Nate. . FiveThirtyEight. 2020-01-10  [2020-02-10]. （原始内容存档于2020-02-14）.
330. ↑  . Washington Post. 2020-02-03  [2020-03-22]. （原始内容存档于2020-12-07）.
331. ↑  . NBC News. 2020-02-11  [2020-02-12]. （原始内容存档于2020-02-12）.
332. ↑  . Politico. （原始内容存档于2020-11-15）.
333. ↑  . Associated Press. 2020-02-29  [2020-03-01]. （原始内容存档于2020-02-29）.
334. ↑  Montanaro, Domenico. . NPR.   [2020-11-08]. （原始内容存档于2020-11-13）.
335. ↑  . CNN. 2020-03-11  [2020-03-11]. （原始内容存档于2020-03-11）.
336. ↑  . BBC. 2020-04-30  [2020-04-30]. （原始内容存档于2021-01-03）.
337. ↑  Ember, Sydney. . The New York Times. 2020-04-08  [2020-04-08]. ISSN 0362-4331. （原始内容存档于2020-04-08）.
338. ↑  Ember, Sydney; Glueck, Katie. . The New York Times. 2020-04-13  [2020-04-13]. （原始内容存档于2020-04-13）.
339. ↑  Merica, Dan. . CNN. 2020-04-14  [2020-04-14]. （原始内容存档于2020-04-14）.
340. ↑  . Axios. 2020-03-16  [2020-05-03]. （原始内容存档于2020-10-08）.
341. ↑  . BBC News. 2020-08-11  [2020-08-11]. （原始内容存档于2020-10-10）.
342. ↑  . The Wall Street Journal. 2020-08-18  [2020-08-19]. （原始内容存档于2020-08-18）.
343. ↑  . The Washington Post. 2020-08-19  [2020-08-19]. （原始内容存档于2021-01-03）.
344. ↑  Schultz, Marisa. . Fox News. 2020-08-18  [2020-08-19]. （原始内容存档于2021-01-15）.
345. ↑  . New York Post. 2020-10-14  [2020-10-27]. （原始内容存档于2020-10-14）.
346. ↑  . 法廣. 2020-10-14  [2020-10-22]. （原始内容存档于2021-01-03）.
347. ↑  . Daily Mail Online. 2020-10-22  [2020-10-22]. （原始内容存档于2021-02-01）.
348. ↑  Shaw, Adam. . Fox News. 2020-10-27  [2020-12-14]. （原始内容存档于2021-02-03） （美国英语）.
349. ↑  Areddy, Andrew Duehren and James T. . Wall Street Journal. 2020-10-23  [2020-12-14]. ISSN 0099-9660. （原始内容存档于2021-02-03） （美国英语）.
350. ↑  Azari, Julia. . FiveThirtyEight. 2020-08-20  [2020-08-25]. （原始内容存档于2020-11-17）.
351. ↑  Peter, Josh. . USA Today. 2020-11-05  [2020-11-18]. （原始内容存档于2020-11-07） （美国英语）.
352. ↑  . AP NEWS. 2020-11-20  [2020-12-09]. （原始内容存档于2020-12-09）.
353. ↑  Parker, Ashley. . The New York Times. 2012-08-16  [2016-01-22]. （原始内容存档于2018-02-05）.
354. ↑  Fund, John. . National Review. 2013-01-13  [2016-01-22]. （原始内容存档于2016-01-31）.
355. ↑  Gazis, Olivia; Erickson, Bo; Segers, Grace. . CBS News. 2020-09-18  [2020-10-22]. （原始内容存档于2020-11-01）.
356. ↑  . The Tribune. 2020-11-09  [2020-11-09]. （原始内容存档于2021-01-15）.
357. ↑  Feuer, Will. . CNBC. 2020-11-07  [2020-11-08]. （原始内容存档于2020-11-07）.
358. ↑  Mercia, Dan; Zeleny, Jeff. . CNN. 2020-11-07  [2020-11-09]. （原始内容存档于2020-11-08）.
359. 1 2 3  Goodnough, Abby; Stolberg, Sheryl Gay. . The New York Times. 2020-10-15  [2020-11-07]. （原始内容存档于2020-11-05）.
360. ↑  Megan Cassella and Alex Thompson. . Politico. 2020-11-11  [2020-11-12]. （原始内容存档于2020-11-12）.
361. ↑  . Joe Biden presidential transition.   [2020-11-24]. （原始内容存档于2020-11-24）.
362. ↑  . Intelligencer. 2020-12-16  [2020-12-17]. （原始内容存档于2020-12-15）.
363. ↑  Kristen Holmes and Jeremy Herb. . CNN. 2020-11-23  [2020-11-23]. （原始内容存档于2020-11-23）.
364. ↑  . 闪电新闻.   [2020-12-22]. （原始内容存档于2020-12-22）.
365. ↑  . FOX2548 & WIProud. 2021-01-11  [2021-01-20]. （原始内容存档于2021-01-15） （美国英语）.
366. ↑  C-SPAN. . C-SPAN. 2021-01-06  [2021-01-07]. （原始内容存档于2021-01-07） （英语）.
367. ↑  . BBC News. 2021-01-20  [2021-01-20]. （原始内容存档于2021-01-20） （英国英语）.
368. ↑  . TODAY.com.   [2021-01-20]. （原始内容存档于2021-01-28） （英语）.
369. 1 2  Newman, Meredith. . The News Journal.   [2021-01-20]. （原始内容存档于2021-01-29） （美国英语）.
370. ↑  Renshaw, Trevor Hunnicutt, Patricia Zengerle, Jarrett. . Reuters. 2021-01-20  [2021-01-20]. （原始内容存档于2021-02-01） （英语）.
371. ↑  Kamal, Rashida. . The Guardian. 2021-01-20  [2021-01-20]. ISSN 0261-3077. （原始内容存档于2021-01-26） （英国英语）.
372. ↑  Shalal, Andrea. . Reuters. 2021-01-20  [2021-01-20]. （原始内容存档于2021-01-24） （英语）.
373. ↑  .   [2021-01-21]. （原始内容存档于2021-01-30）.
374. ↑  .   [2021-01-22]. （原始内容存档于2021-01-22）.
375. ↑  .   [2021-01-22]. （原始内容存档于2021-01-28）.
376. ↑  .   [2021-01-28]. （原始内容存档于2021-01-28）.
377. ↑  .   [2021-01-28]. （原始内容存档于2021-02-01）.
378. ↑  .   [2021-02-03]. （原始内容存档于2021-02-03）.
379. ↑  . NPR.org.   [2021-03-23]. （原始内容存档于2021-02-14） （英语）.
380. ↑  . AP NEWS. 2021-02-04  [2021-03-23]. （原始内容存档于2021-02-04）.
381. ↑  .   [2021-02-25]. （原始内容存档于2021-06-15）.
382. ↑  .   [2021-04-29]. （原始内容存档于2021-05-10）.
383. ↑  CNN, Barbara Starr, Oren Liebermann and Nicole Gaouette. . CNN.   [2021-03-23]. （原始内容存档于2021-03-03）.
384. ↑  . www.xinhuanet.com.   [2021-03-23]. （原始内容存档于2021-05-10）.
385. ↑  Yarmuth, John A. . www.congress.gov. 2021-03-11  [2021-03-23]. （原始内容存档于2021-03-13）.
386. ↑  CNN, Tami Luhby and Katie Lobosco. . CNN.   [2021-03-23]. （原始内容存档于2021-02-18）.
387. ↑  Tankersley, Jim; Crowley, Michael. . The New York Times. 2021-01-14  [2021-03-23]. ISSN 0362-4331. （原始内容存档于2021-02-14） （美国英语）.
388. ↑  Kaplan, Thomas. . The New York Times. 2021-03-07  [2021-03-23]. ISSN 0362-4331. （原始内容存档于2021-03-12） （美国英语）.
389. ↑  .   [2021-04-27]. （原始内容存档于2021-04-16）.
390. ↑  House, The White. . The White House. 2021-05-21  [2022-07-11]. （原始内容存档于2021-06-28） （美国英语）.
391. ↑  澎湃新闻. . 澎湃新闻. 2021-05-21  [2024-07-27]. （原始内容存档于2024-12-03）.
392. ↑  Press, The Associated. . NPR. 2021-06-12  [2022-07-11]. （原始内容存档于2022-07-13） （英语）.
393. ↑  . www.chinanews.com.cn.   [2022-07-11]. （原始内容存档于2022-07-13）.
394. ↑  . 東方網 馬來西亞東方日報. 2021-06-14  [2022-07-11]. （原始内容存档于2022-07-13） （中文（简体））.
395. ↑  . RFI - 法国国际广播电台. 2021-06-16  [2022-07-11]. （原始内容存档于2022-07-14） （中文（简体））.
396. ↑  . 2021-06-15  [2021-06-22]. （原始内容存档于2022-05-24）.
397. ↑  凤凰卫视美洲台. . k.sina.cn. 2021-06-18  [2022-07-11]. （原始内容存档于2022-07-14）.
398. ↑  . BBC News 中文.   [2022-07-11]. （原始内容存档于2022-07-18） （中文（繁體））.
399. 1 2 3  Sanger, David. . The New York Times. 2021-08-15  [2021-08-16]. （原始内容存档于2021-08-16）.
400. 1 2  . BBC News. 2021-08-17  [2021-08-17]. （原始内容存档于2021-10-23）.
401. ↑  Prakash, Nidhi. . Buzzfeed News. 2021-08-16  [2021-08-17]. （原始内容存档于2021-10-08）.
402. ↑  Edmondson, Catie. . The New York Times. 2021-08-16  [2021-08-18]. （原始内容存档于2021-08-16）.
403. ↑  . www.cankaoxiaoxi.com.   [2022-07-11]. （原始内容存档于2022-07-14）.
404. ↑  Leconte, Dorothee. . United States Department of State.   [2022-07-11]. （原始内容存档于2021-10-21） （中文）.
405. ↑  . BBC News 中文. 2021-09-16  [2022-07-11]. （原始内容存档于2022-07-14） （中文（简体））.
406. ↑  .   [2022-01-29]. （原始内容存档于2022-04-22）.
407. ↑  . www.jiemian.com.   [2022-07-11]. （原始内容存档于2022-07-15）.
408. ↑  . www.chinanews.com.cn.   [2022-07-11]. （原始内容存档于2022-07-13）.
409. ↑  . www.cbsnews.com.   [2022-07-11]. （原始内容存档于2021-10-05） （美国英语）.
410. ↑  Inc, Gallup. . Gallup.com. 2021-12-21  [2022-07-11]. （原始内容存档于2022-01-23） （英语）.
411. ↑  Frostenson, Sarah. . FiveThirtyEight. 2021-10-12  [2022-07-11]. （原始内容存档于2021-10-12） （美国英语）.
412. ↑  Graham, David A. . The Atlantic. 2021-11-19  [2022-07-11]. （原始内容存档于2022-01-12） （英语）.
413. ↑  Rupar, Aaron. . Vox. 2021-09-20  [2022-07-11]. （原始内容存档于2021-10-28） （英语）.
414. ↑  Montanaro, Domenico. . NPR. 2021-09-02  [2022-07-11]. （原始内容存档于2021-10-27） （英语）.
415. ↑  Mutikani, Lucia. . Reuters. 2022-01-07  [2022-07-11]. （原始内容存档于2022-01-21） （英语）.
416. ↑  . Bloomberg.com. 2022-01-07  [2022-07-11]. （原始内容存档于2022-01-29） （英语）.
417. ↑  Rubin, Gabriel T. . Wall Street Journal. 2022-01-28  [2022-07-11]. ISSN 0099-9660. （原始内容存档于2022-01-30） （美国英语）.
418. ↑  Smialek, Jeanna; Casselman, Ben. . The New York Times. 2022-01-28  [2022-07-11]. ISSN 0362-4331. （原始内容存档于2022-01-28） （美国英语）.
419. ↑  Iacurci, Greg. . CNBC. 2022-01-31  [2022-07-11]. （原始内容存档于2022-02-03） （英语）.
420. ↑  . Bloomberg.com. 2021-11-03  [2022-07-11]. （原始内容存档于2021-11-06） （英语）.
421. ↑  . Bloomberg.com. 2021-09-14  [2022-07-11]. （原始内容存档于2021-09-17） （英语）.
422. ↑  . Carbon Brief. 2021-09-16  [2022-07-11]. （原始内容存档于2022-07-17） （英语）.
423. ↑  . the Guardian. 2021-09-14  [2022-07-11]. （原始内容存档于2021-09-20） （英语）.
424. ↑  Mason, Jeff. . Reuters. 2021-09-15  [2022-07-11]. （原始内容存档于2021-09-17） （英语）.
425. ↑  House, The White. . The White House. 2021-09-15  [2022-07-11]. （原始内容存档于2021-09-20） （美国英语）.
426. ↑  Volcovici, Valerie. . Reuters. 2021-09-21  [2022-07-11]. （原始内容存档于2021-09-25） （英语）.
427. ↑  . BBC News. 2021-11-11  [2022-07-11]. （原始内容存档于2021-11-14） （英国英语）.
428. ↑  . news.china.com.   [2022-07-11]. （原始内容存档于2022-07-13）.
429. ↑  . www.imsilkroad.com.   [2022-07-11]. （原始内容存档于2022-07-14）.
430. ↑  BBC Chinese. . BBC. 2022-06-26  [2024-07-22]. （原始内容存档于2024-07-26）.
431. ↑  .   [2022-07-21]. （原始内容存档于2022-07-29）.
432. ↑  .   [2022-07-28]. （原始内容存档于2022-08-03）.
433. ↑  .   [2022-07-31]. （原始内容存档于2022-08-09）.
434. ↑  .   [2022-08-07]. （原始内容存档于2022-08-07）.
435. ↑  Johnson, Lamar. . POLITICO. August 9, 2022  [August 9, 2022]. （原始内容存档于2022-08-21） （英语）.
436. ↑  Sprunt, Barbara. . NPR. July 27, 2022  [August 6, 2022]. （原始内容存档于2022-10-24）.
437. ↑  Jack Conness. . Jack Conness. 2024-05-24  [2024-08-03]. 原始内容存档于2024-06-19.
438. ↑  星島日報. . 星島日報. 2023-11-12  [2024-07-22]. （原始内容存档于2025-02-19）.
439. ↑  .   [2022-11-22]. （原始内容存档于2022-11-12）.
440. ↑  .   [2022-11-22]. （原始内容存档于2022-11-17）.
441. ↑  .   [2023-03-04]. （原始内容存档于2023-04-25）.
442. ↑  . 美国之音.   [2023-02-20]. （原始内容存档于2023-03-19） （中文）.
443. ↑  . AP NEWS. 2023-04-25  [2023-04-25]. （原始内容存档于2023-04-26） （英语）.
444. ↑  .   [2023-07-01]. （原始内容存档于2023-07-07）.
445. ↑  . 资讯_凤凰网. 2023-08-12  [2023-08-12]. （原始内容存档于2023-08-12） （中文）.
446. ↑  . 2023-09-13  [2023-09-13]. （原始内容存档于2023-10-26） （中文）.
447. ↑  . 美国之音. 2023-12-14  [2023-12-14] （中文）.
448. ↑   (报告). EIAUS. April 25, 2024.
449. ↑  盧炯燊. . 聯合新聞網. 2023-11-11  [2024-07-24]. （原始内容存档于2025-02-19）.
450. ↑  Lily Bermel, Ryan Cummings, Brian Deese, Michael Delgado, Leandra English, Yeric Garcia, Lisa Hansmann, Hannah Hess, Trevor Houser, Nakya Stewart and Harold Tavarez. . Rhodium Group. 2024-02-29.
451. ↑  Silvio Marcacci. . Forbe. 2024-09-24  [2024-10-29]. （原始内容存档于2025-01-11）.
452. ↑  SBS NEWS. . SBS NEWS. 2022-05-19.
453. ↑  RFI. . 法國國際廣播電台. 2022-05-19.
454. ↑  張子傑. . 香港01. 2023-04-04  [2024-07-22].
455. ↑  中央社. . 中央社. 2023-03-08.
456. ↑  VOA. . VOA. 2024-04-25  [2024-07-22]. （原始内容存档于2024-07-26）.
457. ↑  EPA. . EPA. 2024-5-2  [2024-07-24]. （原始内容存档于2025-02-22）.
458. ↑  JOHN MARTIN WEED. . Harvard Law Review. 2024-07-11  [2024-09-01]. （原始内容存档于2024-09-01）.
459. ↑  . 美联社. 2024-07-17  [2024-07-22]. （原始内容存档于2024-07-23）.
460. ↑  @JoeBiden.  (X帖子). 2024-07-21 –X.
461. ↑  @JoeBiden.  (X帖子). 2024-07-21 –X.
462. ↑  . 美联社. 2024-07-21  [2024-07-22]. （原始内容存档于2024-07-27）.
463. ↑  東網. . 東網. 2024-08-03  [2024-08-03]. （原始内容存档于2025-02-19）.
464. ↑  HHS Press Office. . Department of Health & Human Services. 2024-08-15  [2024-08-18]. （原始内容存档于2024-12-21）.
465. ↑  胡玉立. . 聯合新聞網. 2024-08-16  [2024-08-18]. （原始内容存档于2024-08-21）.
466. ↑  Lindsey Choo. . Forbe. 2024-10-03  [2024-11-24]. （原始内容存档于2025-01-15）.
467. ↑  Ian Shine. . world economy forum. 2024-10-09  [2024-11-24]. （原始内容存档于2025-02-21）.
468. ↑  傑克·霍頓、馬特·墨菲. . BBC NEWS 中文. 2024-12-03  [2024-12-06]. （原始内容存档于2025-02-06）.
469. ↑  星島日報. . 星島日報. 2024-12-25  [2024-12-26]. （原始内容存档于2025-01-02）.
470. ↑  Demian Brady. . National Taxpayers Union Foundation. 2024-12-17.
471. ↑  美洲华联社. . 美洲华联社. 2025-01-05  [2025-01-06]. （原始内容存档于2025-01-24）.
472. ↑  蕭通. . 香港01. 2025-05-19.
473. ↑  . www.zaobao.com.sg.   [2025-05-26] （中文（简体））.
474. ↑  桂家齊. . 太報. 2025-05-19.
475. ↑  Dareh Gregorian, Elyse Perlmutter-Gumbiner and Ken Dilanian. . NBC news. 2025-06-06.
476. ↑  Andrew Goudsward, Sarah N. Lynch. . Reuters. 2025-06-03.
477. ↑  Edward Helmore. . Guardian. 2025-07-15.
478. ↑  Kruzel, John. . PolitiFact. 2019-05-06  [2019-05-06]. （原始内容存档于2019-05-06）.
479. ↑  Kiely, Kathy. . USA Today. 2005-09-12  [2008-08-24]. （原始内容存档于2020-05-17）. See also: . American Conservative Union.   [2009-03-20]. （原始内容存档于2009-03-30）. Lifetime rating is given.
480. ↑  Biden, Joe. . The White House. 2017-02-05  [2013-04-05]. （原始内容存档于2017-01-24）.
481. 1 2  Biden, Joe. . PBS NewsHour. 2011-01-27  [2020-11-13]. （原始内容存档于2020-11-13）.
482. ↑  Hockenberry, John. . The TakeAway. 2009-04-23  [2013-04-05]. （原始内容存档于2013-07-19）.
483. ↑  Biden, Joe. . The White House. 2011-06-23  [2013-04-06]. （原始内容存档于2017-01-19）.
484. ↑  Hellman, Chris; Kramer, Mattea. . National Priorities Project. 2013-04-10  [2013-06-03]. （原始内容存档于2013-11-25）.
485. 1 2 3  . Business Insider. 2020-09-11  [2020-11-13]. （原始内容存档于2020-11-22）.
486. 1 2  . Fox Business. 2020-06-30  [2020-11-13]. （原始内容存档于2020-11-12）.
487. ↑  . Public Citizen.   [2008-08-22]. （原始内容存档于2008-06-08）.
488. ↑  Mike Lillis. . The Hill. 2016-01-28  [2020-12-14]. （原始内容存档于2019-11-07）.
489. 1 2  Dan Diamond, Biden unveils health care plan: Affordable Care Act 2.0 （页面存档备份，存于）, Politico (July 15, 2019).
490. ↑  Bill Barrow, Biden aggressively defends the Affordable Care Act （页面存档备份，存于）, Associated Press (July 15, 2019).
491. ↑  Scott, Dylan. . [Vox. 2020-08-20  [2020-11-27]. （原始内容存档于2020-11-05） （英语）.
492. ↑  Dannenfelser, Marjorie. . RealClearPolitics. 2020-03-19  [2020-04-19]. （原始内容存档于2020-03-20）.
493. ↑  Biden, Joe. . NBC News. 2013-05-06  [2013-04-05]. （原始内容存档于2013-04-05）.
494. ↑  Lerer, Lisa. . The New York Times. 2019-03-29  [2020-08-08]. ISSN 0362-4331. （原始内容存档于2020-08-06）.
495. ↑  Siders, Dave. . Politico. 2019-06-22  [2020-04-19]. （原始内容存档于2020-04-02）.
496. ↑  . Arctic Power.   [2008-08-25]. （原始内容存档于2008-08-07）.
497. ↑  . Grist. 2008-01-03  [2008-05-04]. （原始内容存档于2010-05-26）.
498. ↑  Carr, Bob. . The Guardian. 2020-09-02  [2020-09-21]. （原始内容存档于2020-09-21）.
499. ↑  Moore, Elena. . NPR. 2020-10-16  [2020-10-21]. （原始内容存档于2020-10-30）.
500. ↑  Bade, Gavin. . Politico. 2020-10-14  [2020-10-22]. （原始内容存档于2020-10-21）.
501. ↑  . CNBC. 2020-09-08  [2020-10-22]. （原始内容存档于2020-10-26）.
502. ↑  Kranish, Michael. . The Washington Post. 2020-06-09  [2020-11-13]. （原始内容存档于2020-11-12）.
503. ↑  McDermott, Nathan; Steck, Em. . CNN. 2020-06-10  [2020-11-13]. （原始内容存档于2020-11-16）.
504. ↑  Foreign Policy, Joseph R. Biden Jr. （页面存档备份，存于）, New York Times (2000).
505. ↑  Peter Baker, A Biden Run Would Expose Foreign Policy Differences With Hillary Clinton （页面存档备份，存于）, New York Times (October 10, 2015): "She argued for the military intervention that ultimately toppled Muammar el-Qaddaf in Libya while he opposed it."
506. ↑  Biden and Obama's 'Odd Couple' Relationship Aged Into Family Ties （页面存档备份，存于）, New York Times (April 28, 2019): "He was also the in-house skeptic on the use of force, arguing against a troop surge to Afghanistan, military intervention in Libya and the raid that killed Osama bin Laden."
507. ↑  Memoli, Michael A. . Los Angeles Times. 2011-10-20  [2020-12-25]. （原始内容存档于2020-12-14）.
508. ↑  Wehner, Peter. . The Wall Street Journal.   [2020-12-14]. （原始内容存档于2008-10-06）.
509. ↑  Robert Farley. . FactCheck.org (Annenberg Public Policy Center). 2019-09-10  [2020-12-14]. （原始内容存档于2021-01-07）.
510. ↑  Where does Joe Biden stand on anti-Semitism, Israel and other issues that matter to Jewish voters in 2020? （页面存档备份，存于）, Jewish Telegraphic Agency (December 12, 2019).
511. ↑  . Foreign Policy.   [2020-12-14]. （原始内容存档于2020-06-16）.
512. ↑  .   [2008-08-25]. （原始内容存档于2008-02-06）.
513. ↑  2020 presidential election （页面存档备份，存于）, Engage Cuba Coalition (last accessed May 1, 2020).
514. ↑  July 2020, Rafi Letzter-Staff Writer 07. . livescience.com.   [2020-11-20]. （原始内容存档于2020-11-18） （英语）.
515. ↑  Matthew Lee & Weissert, Biden eyes major foreign policy shifts if he wins （页面存档备份，存于）, Associated Press (August 1, 2020).
516. ↑  Hansler, Jennifer. . CNN. 2021-02-08  [2024-10-16]. （原始内容存档于2021-02-10） （英语）.
517. 1 2  Joseph R. Biden, Jr., Opening statement at the Senate hearing titled “U.S. - China Relations in the Era of Globalization.”"Senate Press Release" （页面存档备份，存于）, 2008-5-15, 查阅于2008-8-23
518. ↑  Congressional Research Service, Library of Congress, "China's Foriegn Policy and "Soft Power" in South America, Asia, and Africa" （页面存档备份，存于） 2008-4, 查阅于2008-8-23
519. 1 2  . 中央社. 2020-10-27  [2020-11-05]. （原始内容存档于2021-01-03） （中文（臺灣））.
520. ↑  JOSEPH R. BIDEN Jr. . The New York Times. 2011-09-07  [2020-09-08]. （原始内容存档于2021-01-28）.
521. ↑  . The New York Times. 2020-09-22  [2020-11-06]. （原始内容存档于2021-02-05）.
522. ↑  MARK LANDLER. . 紐約時報中文網. 2020-10-23  [2020-11-06]. （原始内容存档于2021-01-03）.
523. ↑  . The Diplomat. 2020-03-06  [2020-11-06]. （原始内容存档于2021-01-27）.
524. ↑  Biden, Joseph R.; Jr. . 2020-11-30  [2021-03-23]. ISSN 0015-7120. （原始内容存档于2021-01-29） （美国英语）.
525. ↑  Edward, Wong; Crawley, Michael; Swanson, Ana. . The New York Times. 2020-09-06  [2020-11-13]. （原始内容存档于2020-11-12）.
526. ↑  . BBC中文網. 2020-12-04  [2020-12-04]. （原始内容存档于2021-01-21） （中文（繁體））.
527. ↑  . The White House. 2021-02-05  [2021-03-23]. （原始内容存档于2021-02-15） （美国英语）.
528. ↑  . Time.   [2021-03-23]. （原始内容存档于2021-02-16）.
529. ↑  . 美國之音. 2021-04-29  [2021-04-29]. （原始内容存档于2021-05-01）.
530. ↑  . 蘋果日報. 2021-04-30  [2021-04-30]. （原始内容存档于2021-05-05）.
531. ↑  维达库斯瓦拉. . 美国之音. 2022-06-22  [2022-06-22]. （原始内容存档于2023-06-22）.
532. ↑  Justin Sink.  [拜登担心中国经济是“定时炸弹”]. 彭博新闻社. 2023-08-11  [2023-08-16]. （原始内容存档于2023-08-11） （英语）.
533. ↑  . 路透社.   [2023-11-16]. （原始内容存档于2023-11-16）. U.S. President Joe Biden and Chinese leader Xi Jinping agreed on Wednesday to resume military-to-military communications and cooperate on anti-drug policies...
534. ↑  . 聯合新聞網. 2023-11-16  [2023-11-17]. （原始内容存档于2023-11-16）.
535. ↑  . 中央通訊社. 2023-11-16  [2023-11-17]. （原始内容存档于2023-11-18）.
536. ↑  . 明報. 2021-01-06  [2021-01-06]. （原始内容存档于2021-01-06）.
537. ↑  . Antony Blinken - Twitter. 2021-01-06  [2021-01-07]. （原始内容存档于2021-01-07） （英语）.
538. ↑  .   [2021-06-24]. （原始内容存档于2021-06-25）.
539. 1 2  . 工商時報. 2020-10-26  [2020-11-05]. （原始内容存档于2022-05-06） （中文（臺灣））.
540. ↑  . Reuters. 2011-03-09  [2020-12-25]. （原始内容存档于2021-01-03）.
541. ↑  Jonathan Landay and Arshad Mohammed. . Reuters. 2020-11-25  [2020-12-14]. （原始内容存档于2021-01-15）.
542. ↑  Pifer, Steven. . Brookings Institution. 2020-12-01  [2020-12-14]. （原始内容存档于2020-12-01）.
543. ↑  Griffiths, James. . CNN. 2020-10-23  [2020-11-05]. （原始内容存档于2021-01-03） （英语）.
544. ↑  . 新华网. 2021-05-01  [2021-05-02]. （原始内容存档于2021-06-09）.
545. ↑  . www.sinchew.com.my.   [2020-12-20]. （原始内容存档于2021-01-03）.
546. ↑  . malaysia.news.yahoo.com.   [2021-04-16]. （原始内容存档于2021-05-22） （英语）.
547. ↑  Bump, Philip. . The Atlantic. 2014-01-07  [2020-12-14]. （原始内容存档于2021-01-26） （英语）.
548. ↑  Stephens, Bret. . 紐約時報中文網. 2021-09-09  [2022-07-07]. （原始内容存档于2022-07-11） （中文（繁體））.
549. ↑  . 2021-11-07  [2022-07-07]. （原始内容存档于2022-07-16）.
550. ↑  .   [2022-06-01].
551. ↑  . dw.com. 2024-12-02  [2024-12-06]. （原始内容存档于2024-12-28） （中文）.
552. ↑  . BBC News 中文. 2024-12-03  [2024-12-06]. （原始内容存档于2025-02-06） （中文（繁體））.
553. ↑  王海. . 香港01. 2024-12-03  [2024-12-06]. （原始内容存档于2025-01-14） （中文（香港））.
554. ↑  黃靜宜 (编). . 由陳毓麟翻译. 台視新聞網. 2024-12-03  [2024-12-06]. （原始内容存档于2024-12-28） –tw.news.yahoo.com （中文（臺灣））.
555. ↑  . University of Scranton. 2008  [2008-11-26]. （原始内容存档于2008-07-20）.
556. ↑   (PDF). Saint Joseph's University.   [2008-08-19]. （原始内容 (PDF)存档于2008-09-04）.
557. ↑  . Emerson College. May 2003  [2008-11-26]. （原始内容存档于2006-09-18）.
558. ↑  . Delaware State University Archives and Special Collections. 2018-05-09  [2020-07-21]. （原始内容存档于2020-08-02）.
559. ↑  . University of Delaware. 2004-05-29  [2008-11-06]. （原始内容存档于2009-01-02）.
560. ↑  . Boston Globe. 2005-05-23  [2008-11-26]. （原始内容存档于2009-01-05）.
561. ↑  . Archives. Syracuse University.   [2019-02-05]. （原始内容存档于2016-07-30）.
562. ↑  . Commencement News Archive. Wake Forest University.   [2020-11-12]. （原始内容存档于2020-10-21）.
563. ↑  . Penn University Archives and Records Center. University of Pennsylvania.   [2020-11-12]. （原始内容存档于2020-11-02）.
564. ↑  Riley, Patrick. . Miami Herald. 2014-05-03  [2020-11-12]. （原始内容存档于2020-11-16）.
565. ↑  Sexton, Megan. . University of South Carolina. 2014-04-09  [2020-11-12]. （原始内容存档于2020-11-28）.
566. ↑  . Trinity College Dublin.   [2020-11-12]. （原始内容存档于2019-07-06）.
567. ↑  . Portland Press Herald. 2017-04-17  [2020-11-12]. （原始内容存档于2020-11-10）.
568. ↑  Lucas, Tramon. . The Spokesman. Morgan State University. 2017-04-14  [2020-11-12]. （原始内容存档于2020-11-13）.
569. ↑  Kates, William. . Newsday. 2009-05-10  [2009-05-11]. （原始内容存档于2017-10-11）.
570. ↑  . Syracuse University. 2005-05-25  [2008-11-26]. （原始内容存档于2006-09-07）.
571. ↑   (新闻稿). U.S. Senate. 2008-08-12  [2008-11-26]. （原始内容存档于2008-11-25）.
572. ↑  Haider, Zeeshan. . Reuters. 2008-10-28  [2008-11-26]. （原始内容存档于2021-01-15）.
573. ↑  . Sina Corp. 2009-05-05  [2020-11-12]. （原始内容存档于2020-11-17）.
574. ↑  . Delaware Volunteer Firemen's Association.   [2008-09-16]. （原始内容存档于2008-12-29）.
575. ↑  . Little League Baseball.   [2010-04-10]. （原始内容存档于2010-04-30）.
576. ↑  . NewBostonPost. 2016-05-16  [2020-07-31]. （原始内容存档于2020-09-27）.
577. ↑  . Time.   [2020-07-31]. （原始内容存档于2020-08-09）.
578. ↑  . Louth County Council.   [2020-11-12]. （原始内容存档于2020-11-12）.
579. ↑  Lederman, Josh; Salama, Vivian. . Boston Globe. 2017-01-12  [2017-01-12]. （原始内容存档于2019-03-31）.
580. ↑  Shear, Michael D. . The New York Times. 2017-01-12  [2018-10-24]. （原始内容存档于2018-10-20）.
581. ↑  Welsh, Teresa. . The Miami Herald. 2017-01-12  [2017-01-12]. （原始内容存档于2017-01-13）.
582. ↑  Bothum, Peter. . UDaily. University of Delaware. 2018-12-11  [2020-11-12]. （原始内容存档于2020-11-28）.
583. ↑  . Time.   [2020-12-27]. （原始内容存档于2020-12-11） （英语）.
584. ↑  . CNN. December 21, 2022  [2022-12-21] （英语）.

### 书目
- Barone, Michael; Cohen, Richard E. . National Journal (Washington). 2008. ISBN 978-0-89234-116-0.
- Bronner, Ethan. . W. W. Norton & Company. 1989. ISBN 0-393-02690-6.
- Gadsen, Brett. . University of Pennsylvania Press. 2012-10-08  [2020-12-25]. ISBN 978-0-8122-0797-2. （原始内容存档于2021-01-03）.
- Mayer, Jane; Abramson, Jill. . Houghton Mifflin. 1994. ISBN 0-395-63318-4.
- Moritz, Charles (编). . New York: H. W. Wilson Company. 1987.
- Wolffe, Richard. . New York: Crown Publishers. 2009. ISBN 978-0-307-46312-8.
- Levingston, Steven; Dyson, Michael. . Hachette. 2019  [2020-12-25]. ISBN 978-0-316-48788-7. （原始内容存档于2021-01-03）.

## 外部連結

### 官方链接
- 总统拜登：官方网站（页面存档备份，存于）
- 拜登就职典礼官方网站（页面存档备份，存于）
- 总统竞选网站（页面存档备份，存于）
- 奥巴马白宫副总统生平（页面存档备份，存于）（存档）

- 美國國會國家人物傳記大辭典中的傳記
- 由華盛頓郵報維護的投票記錄
- 聯邦選舉委員會中的競選財務報告和數據

## 导航链接
- T:美国总统
- T:美国副总统
- T:Democratic Party
- T:拜登内阁
- T:Barack Obama cabinet
- T:特拉華州聯邦參議員
- T:时代年度风云人物